# Націоналізація ПриватБанку
Націоналізація ПриватБанку — переведення ПриватБанку із приватної власності урядом України в державну власність 18 грудня 2016 року.
Заснований 1992 року, ПриватБанк був одним із перших комерційних банків в Україні. Станом на 2016 рік, у банку відкрили рахунки понад 22 мільйони клієнтів, банк обслуговує приблизно 60 % транзакцій та половину платіжних карток, випущених в Україні, в банку сконцентровано 40 % депозитів всієї банківської системи. До націоналізації банку державою, банком володіли олігарх Ігор Коломойський та Генадій Боголюбов, які контролювали 92 % акцій.
Незважаючи на динамічне зростання сектору банківського рітейлу, Національний банк України зафіксував серйозні проблеми із достатністю рівня капіталу, кредитним портфелем, виконанням нормативів установою. Після проведення стрес-тестування банку став зрозумілий масштаб проблем, який загрожував стійкості всієї банківської системи України. У лютому 2016 акціонери банку погодилися на трансформацію кредитного портфеля банку (переведення кредитної заборгованості перед банком на прозорі, працюючі бізнеси із реальними заставами, достатніми для обслуговування кредитів), в результаті якої потреба в капіталі банку мала б зменшитися, що дозволило «ПриватБанку» повернутися в 5%-рамки адекватності капіталу. Екс-власники провалили терміни трансформації та не виконали її в повному обсязі.
Наприкінці 2016 року дії екс-власників підтвердили регулятора в думці, що НБУ має вживати більш радикальних заходів для стабілізації установи. Екс-власники надіслали листи до Уряду та НБУ, за якими просили державу увійти в капітал банку та провести його оздоровлення, а зі своєї сторони, гарантували невтручання в цей процес і зобов'язувались провести реструктуризацію кредитного портфеля банку до середини 2017 року. І вже 18 грудня Уряд ухвалив рішення про входження держави в капітал банку. Втім, реструктуризації екс-власниками так і не було здійснено і в липні 2017 року держава перейшла до процедури судового стягнення з боржників за кредитним портфелем застав, а правоохоронні органи розпочали розслідування дій екс-власників та топ-менеджменту банку.

## Група Приват
Ігор Коломойський, співзасновник та екс-власник «ПриватБанку» також є співзасновником фінансово-промислової групи «Приват». При цьому група «Приват» ніколи юридично не була оформлена — заявляв сам Ігор Коломойський в інтерв'ю «Українській правді» в 2010. Редактор відділу макроекономіки, Юрій Сколотяний, та Керівник проекта FINBALANCE, Василій Пасочник, у статті до пов'язаних із групою та структур власників банку відносили в тому числі частину «Укрнафти», та повністю ТОВ «Приват-Агроцентр», Орджонікідзевський ГЗК, Марганецький ГЗК, Авіакомпанію «МАУ» та «Дніпроавіа», Запорізький феросплавний завод, НПК «Галичина», Стаханівський феросплавний завод, «Дніпразот», Нікопольський завод феросплавів, мережі заправок «Авіас», «Укрнафта», «Мавекс», ANT, Sentosa Oil та інш. Журналісти також зазначали, що на сайті «ПриватБанку» був оприлюднений офіційний список афілійованих із ним компаній, в якому було щонайменше 26 позицій.

### Міжнародна банківська група
«ПриватБанку» періоду до націоналізації належали однойменний дочірній банк в Латвії, філії в Італії (Латвійський PrivatBank закрив італійський філіал навесні 2017), Португалії, на Кіпрі та представництва у Китаї, Казахстані, Іспанії і Великій Британії. Раніше в групу входили дочірні банки в РФ та Грузії (див. Москомприватбанк та ПриватБанк (Грузія)) які були продані в 2014 та 2015 роках відповідно.
10 серпня 2016 року повідомлялося про початок процедури закриття Центробанком Італії філії «ПриватБанку» у цій країні через звинувачення у відмиванні грошей. Банк Італії в ході перевірки діяльності філії PrivatBank AS встановив, що фінансова установа порушувало правила щодо перешкоджання відмивання грошей та існував ризик повторення ситуації у майбутньому. Тому центральний банк Італії ухвалив рішення закрити філіал латвійського банку, в якому менше половини акцій належало «ПриватБанку».
31 жовтня 2016 року Центральний банк Кіпру оштрафував на більш ніж €1,5 млн філію «ПриватБанку» у цій країні через звинувачення у відмиванні грошей. Даний штраф став найбільшим в історії Кіпру застосований Центральним банком щодо комерційного банку за недотримання правил боротьби з відмиванням грошей.

## Історія «ПриватБанку»

### Від заснування до кінця 90-их років
На думку дослідників історії банку, спочатку ідея появи банку з'явилася у Сергія Тігіпко. Офіційно засновниками «ПриватБанку», за даними журналістів Lb.ua, стали три компанії — «Солм» (засновники: бізнесмени Олексій Мартинов, який вибув зі складу акціонерів банку, імовірно, в 2008 році і Леонід Милославський — перший голова наглядової ради банку, помер в 1996), компанія «Сентоза» (засновники: бізнесмени Ігор Коломойський та Генадій Боголюбов) і компанія «Віст». В 1995 банк активно включився у ваучерну приватизацію. На думку журналістів у цей час банк закумулював понад 1,2 млн сертифікатів (2,3 % від їхньої загальної кількості) і розпочав придбання пакетів металургічних компаній. Паралельно з цим банк почав активно розвивати свою мережу відділень: за перші п'ять років роботи «ПриватБанк» відкрив 188 відділень.
У 1996 році банк став повноправним членом Visa International — платіжної системи і розпочав масштабну емісію пластикових карток.
У 1997 році «ПриватБанк» став першим українським банком, що отримав рейтинг Thomson BankWatch (міжнародне рейтингове агентство) і став повноправним членом платіжної системи Europay.
У 1998 році банк отримав свій рейтинг Fitch IBCA (міжнародне рейтингове агентство). У листопаді 1998 року банк виграв тендер і був обраний як обслуговуючий банк, уповноважений на виконання в Україні виплат швейцарського Фонду пам'яті жертв Голокосту.
У 1999 році «ПриватБанк» відкрив свою філію на Кіпрі.

### «ПриватБанк» в 00-их роках
У 2001 році банк запускає систему Приват24, — проект, що дав можливість клієнтам керувати своїми рахунками онлайн в режимі реального часу, виконувати регулярні платежі, переказ коштів тощо.
У 2003 році «ПриватБанк» був визнаний найкращим банком за якістю обслуговування клієнтів системою Western Union. У тому ж році банк отримав STP Excellence Award від Deutsche Bank.
«ПриватБанк» став першим українським банком, що розмістив єврооблігації на суму $100 млн на європейському ринку. Крім того, «ПриватБанк» є першим в Україні, що отримав «B-» рейтинг агентства Standard & Poor's. Міжнародне рейтингове агентство Fitch присвоїло остаточний довгостроковий «B-» рейтинг єврооблігацій «ПриватБанку».
Понад десять років назад банк став одним із перших у світі, що почав використовувати одноразові SMS-паролі. До інших інновацій можна віднести такі продукти, як платіжний міні-термінал, вхід в Інтернет-банкінг через QR-код, онлайн-інкасація, а також десятки різноманітних мобільних додатків.

### Найбільший комерційний банк України
Телеканал «ТСН» повідомляв, що у рейтингу «Top 1000» світових банків журналу «The Banker», який видається Financial Times Ltd, «ПриватБанк» зайняв 315 місце.
За даними дослідження GFK Ukraine у III кварталі 2017 року з банком співпрацювали 51,6 % українців — фізичних осіб старше 16 років. Вважали основним банком 42,5 % користувачів банківських послуг — фізичних осіб. Серед корпоративних клієнтів у 2017 році цей показник для «ПриватБанку» становить:
- юридичні особи: 58,4 % співпрацюють, а 33,6 % вважають своїм основним банком;
- суб'єкти підприємницької діяльності — фізичні особи: 73,2 % співпрацюють, 65,6 % вважають своїм основним банком.

Згідно з НБУ на 1 січня 2017 року, на «ПриватБанк» припадало 54 % активних платіжних карток.

## Фінансова криза 2014-15 років в Україні
Національний Банк України в розділі II Комплексної програми розвитку фінансового сектора України до 2020 року (Поточний стан і проблеми фінансового сектора, що потребують вирішення) зазначив, що розвиток фінансового сектора протягом 2009—2014 років мав дискретний та непропорційний характер. Банківська система зростала випереджаючими темпами порівняно з іншими сегментами фінансового сектора, зокрема емісійна діяльність на ринку акцій, корпоративних облігацій, випуск цінних паперів інститутів спільного інвестування. Розвиток небанківського фінансового сектора було ускладнено відсутністю ефективного законодавства, систем регулювання та пруденційного нагляду, що призвело до появи значної кількості кептивних фінансових установ та «фінансових пірамід», стримувало розвиток ринку фінансових послуг і призводило до поглиблення кризи недовіри до фінансового сектора в цілому.
Внутрішні шоки, війна на сході України та анексія Криму РФ, негативно вплинули на розвиток економіки, знизивши довіру споживачів фінансових послуг до банківського сектора, та розбалансували фінансові ринки. Скорочення економічної активності, торговельні дисбаланси спричинили до девальвації національної валюти та прискорення інфляції до 30 % річних. Ці події призвели до погіршення якості кредитних портфелів банківської системи, що зумовило необхідність очищення банківської системи, що почалося у 2014 році, та потребувало додаткового збільшення капіталу в банках для створення значних резервів під активні операції. У 2014 році відрахування в резерви стало визначальним чинником збитковості банківської системи.
На думку д.е.н. Сергія Корабліна, зам директора Інституту економіки та прогнозування НАН України випадок з «ПриватБанком» виявився унікальним вже тільки через розміри і обсяги «токсичного» кредитного портфеля, складеного в одну фінансово-промислову групу: банк переріс свою кептивних модель, але ще недостатньо виріс, аби адекватно співпрацювати з підприємствами-боржниками і вчасно відмовляти бізнес-запитам власників групи. Це могло б перерозподілити ризики і забезпечити працюючими кредитами значні обсяги вкладів фізичних осіб установи.

### Початок кризи
На думку фінансового аналітика, Андрія Приходька «…Економічна криза в Україні з 2013 призвела до того, що багато власників просто не мали капіталу для підтримки своїх банків. На ринку залишаються лише ті банки, які готові заробляти на банківському бізнесі, а не на схемах і інсайдерському кредитуванні. Це, безумовно, головний позитивний підсумок всіх цих хворобливих процесів трансформації ринку»
У червні 2015 року НБУ у Комплексній програмі розвитку фінансового сектора України до 2020 року окреслив ключові ознаки системних проблем у фінансовому секторі України:
- різке зростання частки проблемних активів на балансах банків;
- частка проблемних кредитів у банківському сектору зросла із 12,9 % на початку 2014 р. до 24,7 % наприкінці I кварталу 2015 року;
- суттєвий відплив депозитів із банківського сектора: –45,4 % за 2014 рік та І квартал 2015 року за валютними депозитами та — — 17,9 % за гривневими депозитами;
- жорсткі адміністративні заходи (у тому числі щодо зняття депозитів, валютно-обмінних операцій), що були запроваджені у зв'язку із розгортанням війни та економічною кризою;
- висока доларизація кредитів та депозитів — 55,9 % та 53,4 % відповідно станом на кінець I кварталу 2015 року;
- незбалансована база активів і пасивів банків: співвідношення кредитів до депозитів сягнуло пікового значення 226,7 % у 2009 році та становило 158,8 % на кінець І кварталу 2015 року;
- з І кварталу 2014 року до II кварталу 2015 року 47 банків (із 180 банків на початок 2014 року), із них один системно важливий банк, було оголошено неплатоспроможними;
- недостатні розміри власного та регулятивного капіталу банків унаслідок погіршення якості кредитів й інших активів і доформування резервів за активними операціями з початку 2014 року;
- масовий вихід із України великих європейських гравців фінансового сектора — після кризи 2008—2009 років близько 10 європейських банків продали свої дочірні банки в Україні або припинили ведення роздрібного банківського бізнесу;
- відсутність первинних публічних розміщень (IPO) акцій українських компаній на місцевих і закордонних біржах протягом 2013—2014 років;
- зменшення обсягу торгів на вітчизняних біржах (крім державних облігацій) на 38 % у 2014 році, до 76 млрд грн., у тому числі торгів акціями та деривативами на 46 %, до 36 млрд грн.;
- низька та незмінна протягом 2008—2014 років частка страхових компаній у загальній структурі фінансового сектора (від 2,6 % до 3 %)
- низький рівень активів системи пенсійного забезпечення на рівні 2,5 млрд грн., або 0,2 % від ВВП на кінець 2014 року.

Як результат окреслених проблем деякі банки почали відмовлятись повертати гроші і українцям, і регуляторові. Інші — вже були не в змозі виконувати нормативи та вимоги Національного банку. Були й такі, що залишились без підтримки акціонерів, які просто втекли від проблем та зобов'язань перед вкладниками. Більшість банків не розкривали реальних власників, а звітність не відображала реального стану справ. Навіть висновки незалежних аудиторів не гарантували об'єктивної оцінки стану справ всередині банку.

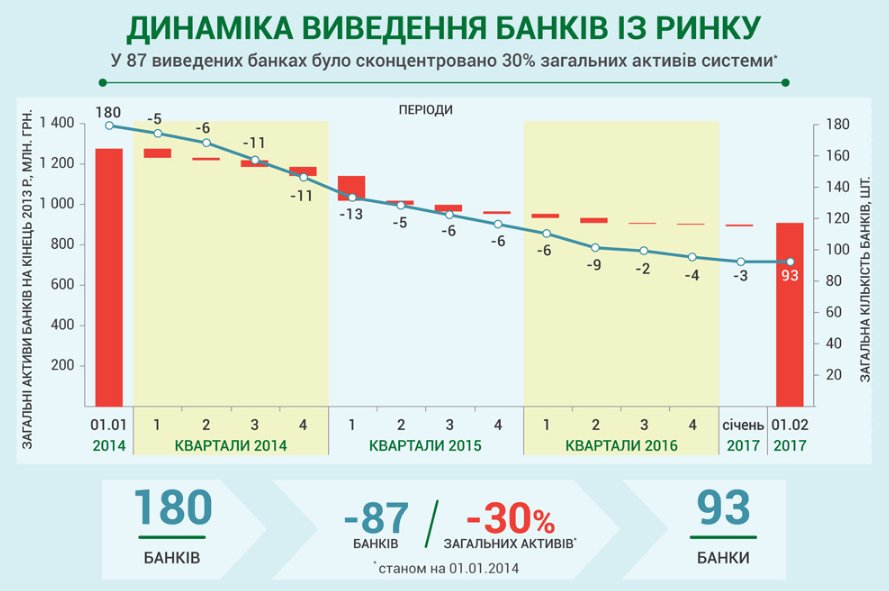
Динаміка виведення банків із ринку

На думку економічного оглядача інформаційного проекту «Новое Время» Лесі Виговської, фактично банкопад розпочався в лютому 2014 го, під час Євромайдану: тоді збанкрутував Брокбізнесбанк (БББ), що належав олігарху Сергію Курченку. Саме через цю фінустанову виводили за кордон гроші члени уряду Віктора Януковича, які залишили вкладників БББ ні з чим. Потім через схожі причини — виведення грошей і активів з країни — збанкрутували ще 16 банків. Валерія Гонтарева, яка прийшла в червні 2014 го на пост глави НБУ, оголосила про початок цілеспрямованої чистки банківської системи. В результаті 2014 року з ринку зникли ще 32 фінустанови, а 2015 го — 33.
Голова правління Української міжбанківської валютної біржі, Анатолій Гулей пояснює: «Ті банки, у яких дірка в капіталі була більша (ніж у інших), впали першими.— Спочатку пішли банки, які не було докапіталізовано після кризи 2008 року, і це були системні банки». За його словами, вони потягнули за собою і кілька дрібних, що мали з ними взаємозв'язки за капіталом або клієнтами. Показовими прикладами «небанківських» фінустанов, які залишили ринок, експерти називають Національний кредит і Преміум. Обидва визнані неплатоспроможними через порушення законодавства, що регулює питання запобігання та протидії легалізації доходів.
Голова правління UniCredit Bank Тамара Савощенко зазначала: «Більшість українських банків ніколи не формували свої капітали живими грошима. Це були або „сміттєві“ цінні папери (High-yield debt), або формування капіталу відбувалося через видачу інсайдерських кредитів (підприємствам акціонерів, які потім заходили назад у банк як капітал) або якісь інші схеми».
Побічно на якість банківської системи вказувала і кількість банків в Україні, на що вказував оглядач журналу «Український Тиждень» Любомир Шавалюк, (до нього приєднувалася Леся Виговська з «Новое время», порівнявши відповідний розмір банківського сектора в Польщі): на початок 2014 року функціонувало 180 кредитних установ. Для порівняння: в РФ, ВВП якої до кризи був у 11 разів вищий за ВВП України, на січень 2014 року діяло 859 установ; у Польщі, яка за обсягом ВВП перевищувала Україну втричі, налічувалося лише 67 комерційних банків.

### Реформа банківського сектора
МВФ схвалив 30 квітня 2014 року кредитну програму stand-by для України в обсязі $16,67 млрд, визначивши серед умов кредитування — проведення реформ та подолання структурних недоліків. Крістін Лагард, директор-розпорядник МВФ, відзначила , що серед пріоритетів реформ в тому числі є стабілізація фінансової системи. Для цього Україні треба було провести діагностування банківськиї системи та посилити її стійкість, переглянути регуляторні норми та законодавство в сфері банківської діяльності і здійснювати кроки щодо реструктуризації «токсичних кредитних портфелів» банків. Вже у травні 2014 року було розпочато діагностичні обстеження 15 найбільших банків країни. Як виявилося, кредитування пов'язаних з банком осіб — була серйозною проблемою приватних банків України.
У серпні 2014 року МВФ визначив конкретні заходи, необхідні для вирішення ключових проблем у банківському секторі, з якими зіткнулася Україна.
Враховуючи виявлені проблеми та поточний стан банків, НБУ розділив їх на 3 групи (категорії):
1. нормально функціонуючі (такі, що регулярно підтверджують дотримання усіх передбачених НБУ норм);
2. проблемні;
3. неплатоспроможні (щодо яких, враховуючи майбутні зміни банківського законодавства, регулятор розпочинав процедуру виведення таких банків з ринку).

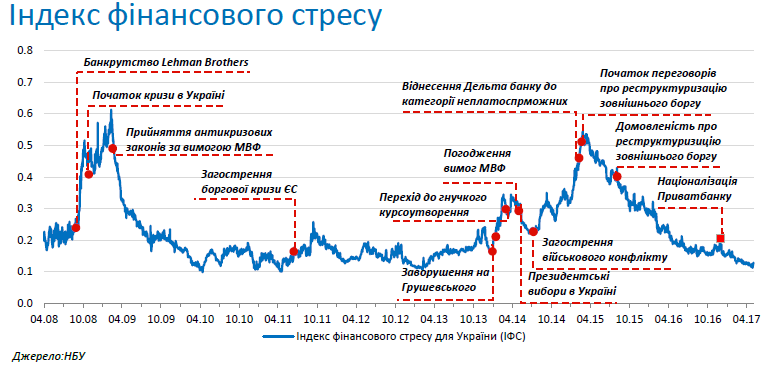
Індекс фінансового стресу (ІФС)1 для України у 2014—2015 роках був високим через економічну кризу. Протягом усього минулого року він поступово знижувався та досягнув докризового рівня. Наприкінці року, після публікації попереднього Звіту ІФС незначно зріс на короткий період. Це було пов'язано із націоналізацією «ПриватБанку», що призвела до невизначеності та нестабільності на фінансових ринках, певного відтоку депозитів. До середини січня 2017 року ситуація нормалізувалася, а Індекс продовжив стійко знижуватися

У лютому 2015 року Національна рада реформ визначила 18 пріоритетних напрямків реформ, серед яких був передбачений комплекс заходів з реформування фінансового сектора України, основним документом якої є — Комплексна програма розвитку фінансового сектора України до 2020 року (Програма). Головною метою Програми є створення фінансової системи, що здатна забезпечувати сталий економічний розвиток за рахунок ефективного перерозподілу фінансових ресурсів в економіці на основі розбудови повноцінного ринкового конкурентоспроможного середовища згідно зі стандартами ЄС. Реалізація
Програми відбувається у три етапи:
1. Очищення фінансового сектора: кардинальне вирішення проблеми «баластів» минулого, виведення із ринку недобросовісних гравців, розкриття власників учасників фінансового сектора
2. Перезавантаження фінансового сектора: забезпечення прозорості та рівноправності в ланцюжку «акціонер-менеджмент-клієнт», скасування усіх обумовлених кризою адміністративних обмежень, підвищення капіталізації учасників фінансового сектора, посилення захисту прав позичальників, кредиторів та інвесторів
3. Створення передумов для довгострокового сталого розвитку фінансового сектора: забезпечення стійкості та надійності фінансового сектора в довгостроковій перспективі, наближення стандартів регулювання платоспроможності та ліквідності банків до рекомендацій Базельського комітету, запровадження накопичувального пенсійного забезпечення, стимулювання ринку страхових та інших фінансових послуг і розвитку інфраструктури та інструментів фінансового сектора, створення додаткових гарантій фінансової надійності на випадок економічної рецесії, підвищення надійності системно важливих банків, підвищення інституційної спроможності регуляторів.

Валерія Гонтарева в інтерв'ю Zn.ua зазначала: «Ми знали, що другий етап реформи фінансового сектора настане, тільки тоді, коли на ринку залишиться здорова частина банківської системи. Зараз із 122 банків, що залишилися на ринку (інтерв'ю станом на 2.10.2015) 30 найбільших, на які припадає 90 % активів. Це, по суті, і є банківська система. Решта нікому, звичайно, не заважають, але і не надають принципового впливу на систему. І їх теж ще потрібно дочистити: декого прибрати, консолідувати. З цих 90 банків 85 — це лише 5 % системи. І ось тут ми прекрасно знали, що все, що у нас сталося жахливого в минулому році — анексія Криму, Донбас, розрив відносин з Росією, триразова девальвація, — матиме значний негативний ефект на економіку і баланси банків … Криза, в якій опинилася наша країна, по-своєму унікальна … Тому ми і намагалися діяти виважено. І … домовилися з МВФ про те, що наше завдання, після проведення діагностики і стрес-тестів, — довести капіталізацію банківської системи, здорової її частини, до нуля. Про що це говорить? Про те, що ми усвідомлювали, що після всього того, що відбувається в країні капітал об'єктивно буде негативним. Потім, через півроку-рік, ми доведемо адекватність капіталу до 5 % і тільки в перспективі чотирьох років — до 10 %. Це ще в лютому 2015 року було записано в програмі МВФ»

#### Заходи НБУ
У відповідь на кризовий стан у банківському секторі НБУ вдосконалює законодавчий та моніторинговий інструментарій і проводить діагностичне обстеження найбільших банків. До кінця листопада 2014 року завершено перегляд інструментарію НБУ для виявлення проблемних банків на ранньому етапі. Розпочалася розробка спеціального програмного забезпечення та форм для виявлення кредитування пов'язаних осіб. В березні 2015 року ВРУ приймає Закон України щодо посилення відповідальності пов'язаних із банком осіб: де серед іншого найбільші банки до листопада 2015 мають подати план скорочення понадлімітного кредитування пов'язаних осіб протягом 3 років. Протягом весни 2015 року прийнято постанову № 260 «Про діагностичне обстеження», постанови НБУ № 314 та № 315 щодо ідентифікації пов'язаних осіб. Влітку 2015 внесено зміни до закону «Про Фонд Гарантування вкладів фізичних осіб» — а саме до Статті 41-1 «Особливості виведення неплатоспроможного банку з ринку за участі держави».
В січні 2016 року затверджено результати діагностики банків, а в лютому 2016 року затверджено вимоги по капіталізації банків (Програма Фінансового Оздоровлення) за результатами діагностики. З цього моменту розпочинається виконання банками програм фінансового оздоровлення (капіталізації). Також регулятор досліджує структуру власників банку. Якщо банк не виконує програму, та/або не досягає нормативи регулятора, він може бути визнаний НБУ «проблемним» (стаття 75 «Віднесення банку до категорії проблемних» ЗУ «Про банки і банківську діяльність»). «Проблемний банк» у строк до 180 днів зобов'язаний привести свою діяльність у відповідність із вимогами законодавства, у тому числі нормативно-правових актів НБУ. Формується план докапіталізації банку. У разі короткострокових проблем з ліквідністю в банку, НБУ надає такому банку кредит рефінансування. Для більш кращого контролю за загальною діяльністю банку, в адміністрацію банку можуть впроваджуватися куратори регулятора.
Національний банк України зобов'язаний не пізніше ніж через 180 днів з дня віднесення банку до категорії проблемних ухвалити рішення про визнання діяльності банку такою, що відповідає законодавству, або про віднесення банку до категорії неплатоспроможних (стаття 76 «Віднесення банку до категорії проблемних» ЗУ «Про банки і банківську діяльність»). В разі віднесення до неплатоспроможних банк виводиться з ринку (ліквідується) — за рішенням власників банку (стаття 78 «Віднесення банку до категорії проблемних» ЗУ «Про банки і банківську діяльність») чи шляхом відкликання Національним банком України банківської ліцензії з власної ініціативи або за пропозицією Фонду гарантування вкладів фізичних осіб (стаття 77 «Віднесення банку до категорії проблемних» ЗУ «Про банки і банківську діяльність»).

#### Діагностика банків
У травні 2014 року Національним банком України розпочато діагностичне обстеження 15 найбільших за розміром активів банків України. В період 2015—2016 рр. НБУ загалом проводив діагностику 60 найбільших банків країни, на які в сукупності припадало 97 % банківського сектора України. Діагностичне обстеження банків здійснювалося незалежними аудиторськими фірмами відповідно до встановлених Національним банком вимог. Воно включало оцінку якості активів, достатності (адекватності) регулятивного капіталу з метою визначення необхідних обсягів докапіталізації банків. За результатами діагностичного обстеження в разі потреби банки розроблять програми капіталізації або плани реструктуризації, які їхні топ-менеджмент та власники мають виконати, аби досягти запланованих показників.
В рамках узгодженого з Міжнародним валютним фондом плану докапіталізації українські банки повинні досягти адекватності капіталу в 10 % протягом наступних 4 років (до кінця 2017).
| ×                                                      | 1 (перша двадцятка) | 2 (друга двадцятка) | 3 (третя двадцятка) |
| ------------------------------------------------------ | ------------------- | ------------------- | ------------------- |
| Дати проведення діагностики                            | 01.04.2015          | 01.01.2016          | 01.04.2016          |
| Кількість банків, що завершили діагностику             | 20                  | 19                  | 21                  |
| Кількість банків, що не потребували до капіталізації   | 4                   | 7                   | 10                  |
| Надали програми докапіталізації/плани реструктуризації | 16                  | 12                  | 11                  |
| Виконали Програми/Плани в повному обсязі               | 12                  | 4                   | 2                   |

Національний банк України завершив діагностику 37 невеликих банків. При цьому, протягом проведення діагностики два банки стали неплатоспроможними, а ще два — відмовилися від банківської ліцензії. Тому до фіналу діагностики залишалося 33 банки. За словами зам глави НБУ Катерини Рожкової , більшість (невеликих) банків мають достатню якість активів, іноді навіть кращу, ніж у найбільших банків. «Адекватність капіталу значно перевищує 10 %. За кризовий період ці банки за рахунок погашення кредитів змогли акумулювати ліквідність. У них є буфер ліквідності за рахунок вкладення в держпапери: ОВДП і депозитні сертифікати НБУ. І сьогодні їхні баланс і якість виглядають пристойно».

#### Програми фінансового оздоровлення
Фінансове оздоровлення банку (financial restructuring of a bank; financial rehabilitation of a bank) — відновлення платоспроможності банку та приведення фінансових показників його діяльності у відповідність із вимогами Національного банку України. (Джерело: ЗУ «Про банки і банківську діяльність» // Закон України від 07.12.2000 р. № 2121-III)
Режим фінансового оздоровлення банків — це система непримусових та примусових заходів, спрямованих на збільшення обсягу капіталу до необхідного рівня протягом визначеного НБУ періоду з метою відновлення ліквідності й платоспроможності і усунення порушень, які призвели комерційний банк до збиткової діяльності або скрутного фінансового стану, а також наслідків цих порушень.
Підставою для переведення комерційного банку в режим фінансового оздоровлення є зарахування банку до категорії проблемних, відсутність необхідного рівня капіталу, порушення банківського законодавства. При переведенні банківської установи в режим фінансового оздоровлення до такої установи НБУ застосовує заходи, спрямовані на: зниження рівня витрат (на заробітну плату, поточний та капітальний ремонт, рекламу); часткову або повну заборону на проведення активних операцій; погашення простроченої дебіторської заборгованості; ліквідацію збиткових філій; формування необхідних розмірів резервних фондів; збільшення розміру статутного фонду. Комерційний банк може бути переведений Правлінням НБУ в режим фінансового оздоровлення на строк не більше, ніж 12 місяців. За наявності обґрунтованих підстав для успішного завершення виконання програми фінансового оздоровлення цей строк може бути продовжений Правлінням НБУ ще на 6 місяців.
Якщо протягом встановленого строку фінансовий стан банку не поліпшиться, Правління Національного банку України приймає рішення про відміну режиму фінансового оздоровлення та про призупинення діяльності банку.

#### Розкриття структури власності банків
Упродовж 2014—2016 рр. Національний банк України вжив низку заходів щодо розкриття структури власності банків. На сьогодні Національному банку України відомі власники всіх банків України.
Із розкриттям прізвищ справжніх власників банків на законодавчому рівні посилено й відповідальність власників за доведення банків до банкрутства — позбавлення волі на строк до 5 років.
- Кількість заяв, за якими розпочато досудове слідство — 1641 шт;
- Обвинувальних актів, направлених до суду — 15;

Станом на 01.01.2017 суди не винесли жодного обвинувального вироку щодо власників та ТОП-менеджерів неплатоспроможних банків.

#### Стрес-тестування
24 квітня 2015 року НБУ розпочав стрес-тестування 20 найбільших банків України.
Назву «стрес-тест» економісти запозичили в кардіологів, які досліджують пацієнтів на біговій доріжці для визначення функціональних резервів серця й рівня критичного навантаження, після якого з'являється аритмія. Суть стрес-тестування полягає в тому, що фінрегулятори докладніше вивчають бухгалтерську звітність великих фінансових організацій, щоб розрахувати, скільки банкам необхідно додаткового капіталу для виживання в катастрофічних умовах на ринку. Як розрахувати падіння власного капіталу банку в результаті можливих катастрофічних подій, а також суму необхідної «подушки безпеки».
Стрес-тестування (stress testing) — метод кількісної оцінки ризику, який полягає у визначенні величини неузгодженої позиції, яка наражає банк на ризик та у визначенні шокової величини зміни зовнішнього фактора — валютного курсу, процентної ставки тощо. Іншими словами, метою тесту є оцінка ризиків та визначення спроможності банком протистояти потрясінням до того моменту, коли ці ризики починають реалізовуватися. Поєднання цих величин дає уявлення про те, яку суму збитків чи доходів отримає банк, якщо події розвиватимуться за закладеними припущеннями. Стрес-тестування широко використовується для оцінки кредитного ризику, ризику ліквідності, валютного ризику, ризику зміни процентної ставки та вартості активів.
Стрес-тести використовуються провідними центробанками світу як стимул до поліпшення якості внутрішнього аудиту та ризик-менеджменту в банках, зміщуючи фокус банківського нагляду з традиційного аналізу поточного стану ліквідності та капіталізації на їхні можливі значення в майбутньому під впливом екстремальних подій. Обов'язкове стрес-тестування на регулярній основі проводиться Федеральною резервною системою США, Європейським центральним банком і Банком Англії.

Банківський експерт, к.е.н. Вадим Сирота:
«Стрес-тестування в контексті діагностичного обстеження банків є математичною моделлю для прогнозу на трирічному інтервалі розміру збитків і рівня капіталу банку в розрізі як його сукупного балансу, так і окремих найбільш великих позичальників. Базовими вхідними даними для такої математичної моделі є прогноз ряду макроекономічних показників (валютного курсу, рівня інфляції, темпів зростання ВВП та ін.) і попередні результати аналізу якості активів (AQR). Саме оцінки величини кредитного ризику відповідно до результатів стрес-тестування в 2015 р і були в основному відображені у вимогах НБУ щодо плану-графіку докапіталізації топ-20 банків на три найближчі роки».

#### Кураторство
Національний банк має право (ст. 67 Закону України «Про банки і банківську діяльність») запровадити особливий режим контролю за діяльністю банку, що є додатковим інструментом банківського нагляду, та призначити куратора банку у випадках, передбачених нормативно-правовими актами Національного банку, та/або в разі наявності хоча б однієї з таких ознак:
- невиконання керівником/керівниками банку вимог Національного банку щодо усунення виявлених порушень;
- відсторонення керівника банку від посади;
- виявлення за результатами безвиїзного нагляду або інспекційної перевірки фактів невиконання банком своїх зобов'язань перед клієнтами;
- виявлення за результатами безвиїзного нагляду або інспекційної перевірки фактів здійснення ризикової діяльності, порушень банківського законодавства, а також одержання доходів із порушенням законодавства України, навіть якщо ці порушення не призвели до погіршення фінансового стану банку;
- виникнення реальної загрози невиконання банком своїх зобов'язань перед клієнтами і кредиторами;
- потреба в посиленому контролі за діяльністю банку з метою уникнення можливості невиконання банком своїх зобов'язань перед клієнтами та кредиторами;
- потреба в контролі за діяльністю банку протягом шести місяців із дня втрати ним статусу перехідного;
- наявність конфлікту інтересів у банку;
- надання банку Національним банком кредиту для підтримки ліквідності;
- наявність у банку кредиту для підтримки ліквідності, отриманого від Національного банку;
- застосування іноземних санкцій.

У куратора, окрім повноважень по контролю за діяльністю банку, є право ініціювати встановлення порядку виконання банком і його підрозділами початкових платежів, забороняти використання для розрахунків прямих кореспондентських рахунків, проводити наради з керівництвом банку і бути присутнім на зборах акціонерів, контролювати використання коштів, наданих НБУ, і так далі.

Голова Правління «Комерційного індустріального банку» Вадим Березовик в коментарі Capital.ua:
«Зараз куратори працюють у багатьох великих системних банках, включаючи державні Ощадбанк і Укрексімбанк. Але це не пов'язано з якимись проблемами: так НБУ має намір забезпечити повний контроль над використанням коштів, виділених в рамках кредитів рефінансування. Звичайно, є й інші приклади, коли введення куратора завершувалося для банку тимчасовою адміністрацією. Але тут питання не стільки до інституту кураторства або навіть конкретного куратора, скільки до менеджменту таких банків».
За словами Березовика, за винятком досить вузьких повноважень в частині блокування окремих платежів, куратор носить суто моніторингову функцію. Тоді як серйозні рішення, наприклад, щодо застосування до банку обмежень в частині здійснення окремих операцій, ухвалюються не куратором, а Національним банком.
| Що можуть робити куратори | Що не можуть робити куратори |
| --- | --- |
| здійснювати постійний контроль за проведенням банком будь-яких операцій | зупиняти проведення певних операцій банку та проведення платежів                                                                                    |
| отримувати інформацію та ознайомлюватися з документами щодо проведення банком будь-яких операцій і визначення рівня ризиків, на які він може наражатися                                   | втручатися в господарську діяльність та відносини з клієнта ми (наприклад, заблокувати видачу кредитів певним особам)                               |
| ініціювати заборону на використання для розрахунків прямих кореспондентських рахунків (дає змогу перекрити один із можливих шляхів для виведення коштів)                                  | дізнаватись про підписані договори, якщо менеджмент не інформує про такі факти, і операції не відображаються в ОДБ (системі операційного дня банку) |
| ініціювати проведення нарад з керівництвом банку для отримання пояснень про вжиття банком заходів для забезпечення його фінансової стабільності                                           | |
| бути присутнім на загальних зборах акціонерів, комітетів, ради і правління банку з правом дорадчого голосу                                                                                | |
| здійснювати контроль за своєчасним виконанням банком плану заходів з фінансового оздоровлення тощо                                                                                        | |
| інформувати керівництво банківського нагляду про результати аналізу фінансового стану банку, за необхідності - оперативно готувати пропозиції щодо подальших наглядових дій за цим банком | |
| здійснювати контроль за використанням рефінансування Національного банку | |
| ініціювати розгляд питання по застосуванню заходів впливу до керівників банку, якщо вони перешкоджають здійсненню функцій куратора банку                                                  | |
| здійснювати контроль за дотриманням банком банківського законодавства тощо та виносити за межі банку копії документів, що можуть свідчити про факти порушення                             | |

#### Банківський капітал
Банк — це такий само пацієнт, тільки замість температури й лейкоцитів він характеризується такими фінансовими показниками, як грошові кошти, субординований борг, статутний капітал тощо. Як і пацієнт, банк може бути здоровим (платоспроможним) і хворим (неплатоспроможним). Завдання регулятора — ідентифікувати здорові та хворі банки, а для цього необхідно визначити які ознаки сильніше за інші впливають на його стан «здоров'я».
Так, Капітал банку (bank capital; capital of a bank) — кошти, спеціально створені фонди та резерви, призначені для забезпечення фінансової стійкості, комерційної та господарської діяльності, відшкодування можливих збитків, і які перебувають у користуванні банку. У процесі діяльності банку капітал банку виконує операційну, захисну та регулюючу функції.
У Законі України «Про банки і банківську діяльність» капітал банку визначається як власні кошти, залишкова вартість активів банку після вирахування всіх його зобов'язань. Законом визначено такі види капітал банку: статутний, приписний та регулятивний.
Регулятивний капітал (regulatory capital) — один із найважливіших показників діяльності бан¬ків, основним призначенням якого є покриття негативних наслідків різноманітних ризиків, які банки беруть на себе у процесі своєї діяльності, та забезпечення захисту вкладів, фінансової стійкості та стабільності банківської діяльності. Регулятивний капітал банку включає основний і додатковий капітал. Основний капітал включає статутний капітал і розкриті резерви, які створені або збільшені за рахунок нерозподіленого прибутку, надбавок до курсу акцій і додаткових внесків акціонерів у статутний капітал, загальний фонд покриття ризиків, що створюється під невизначений ризик при проведенні банківських операцій, за винятком збитків за поточний рік і нематеріальних активів. Додатковий капітал, за умови затвердження Національним банком, може включати нероз¬криті резерви, резерви переоцінки, гібридні капітальні інструменти і субординований борг. Також Національний банк України має право визначати інші складові додаткового капіталу, а також умови та порядок його формування. Додатковий капітал не може бути більш як 100 відсотків основного капіталу.
Іншими словами, регулятивний капітал — це сукупність власних коштів банку, рівень яких не повинен бути нижче 10 % від усіх активних операцій фінустанови. Відповідно за виконанням цієї норми наглядає НБУ. При цьому у банку повинен бути регулятивний капітал, який не дозволяє банку перетворюватися в фінансову піраміду, норматив НБУ — Н2. Нормативне значення коефіцієнта Н2 для діючих банків повинно бути не менше 10 %.
Також банк повинен формувати резерви, які покривають кредитні ризики. У НБУ існує своя система, по якій банки повинні оцінювати якість кредитів. Наприклад, якщо існує ризик, що кредит на 1 млн грн банк повернути не зможе з ймовірністю 10 %, він повинен сформувати резерви в 100 тис. грн, які вираховуватимуться з його власних коштів. Таким чином банк повинен забезпечити докапіталізацію на ті самі 100 тисяч грн.
З регулятивним капіталом Н2 пов'язані і інші нормативи, наприклад норматив Н7 (норматив максимального розміру кредитного ризику на одного контрагента): банк не повинен видавати одному позичальнику більше 25 % від власного капіталу. Або ж норматив Н9 (норматив максимального розміру кредитів, гарантій та поручительств, наданих одному інсайдеру): банк не може видавати інсайдерам понад 25 % власних коштів; норматив Н10 (норматив максимального розміру кредитів, гарантій та поручительств, наданих інсайдерам), що не має перевищувати 30 %.
В ідеалі, якщо банк виходить за встановлені регулятором «рамки» показників, то банк або повинен збільшувати власні кошти на балансі, або позбавлятися від активів, які не дозволяють вписуватися в ці нормативи.
В лютому 2015 року НБУ заявив про те, що норматив достатності (адекватності) регулятивного капіталу (Н2) банківської системи України знизився з 13,8 % до 7,37 %. Таке падіння пов'язане зі зменшенням регулятивного капіталу банків з 166,88 млрд грн на початок лютого 2015 року до 117,65 млрд грн на початок березня 2015 року. Крім того, до встановленого НБУ максимального рівня наблизилися за підсумками лютого норматив максимального розміру кредитного ризику на одного контрагента — 23,73 % (Н7, максимум — 25 %) і норматив великих кредитних ризиків — 755,47 % (Н8, максимум — 8-кратний розмір регулятивного капіталу). На початок 2015 року регулятивний капітал по системі українських банків становив 188,95 млрд грн, тоді як нормативи Н2 — 15,6 %, Н7 — 22,01 % і Н8 — 250,04 %.
Програма розширеного фінансування EFF України з МВФ передбачала оновлення діагностичних обстежень першої двадцятки українських банків. За результатами цих обстежень встановлювалося, що, якщо норматив Н2 банку нижче 10 %, то установа зобов'язана в місячний термін надати достовірні плани капіталізації, щоб досягти Н2 в 5 % на кінець січня 2016 року, 7 % — до кінця грудня 2017 року і 10 % — до кінця 2018 року.
Національний банк України постановою № 58 також зобов'язав банки поступово збільшувати капітал до 200 мільйонів гривень — до 11 липня 2017 року, до 300 мільйонів гривень — до 11 липня 2018 року, до 400 мільйонів гривень — до 11 липня 2019 року, до 450 мільйонів гривень — до 11 липня 2020 року, до 500 мільйонів гривень — до 11 липня 2024 року.

#### Кредити рефінансування
Складовою дій НБУ щодо оздоровлення банків є інструмент надання кредитів рефінансування. Рефінансування — це кредитні ресурси НБУ, які видаються банку для підтримки ліквідності (здатність банку виконувати свої зобов'язання перед клієнтами в будь-який час). Наприклад, в разі одночасного дострокової вимоги великим числом клієнтів своїх вкладів, які банк не може повністю перекрити за рахунок інших джерел залучення коштів. Рефінансування не може розглядатися як постійне джерело грошових ресурсів для банків (ресурсної бази), так як ресурсною базою банків можуть бути тільки залучені кошти клієнтів і кошти акціонерів.
Рефінансування надається за певними принципами:
- тільки в межах встановлених НБУ грошових обмежень і обсягів:
  - обсяг регулюючих операцій визначається на підставі аналізу ситуації на ринку;
  - індивідуальні рішення приймаються тільки за наявності висновку про відповідність цільовим завданням грошово-кредитної політики НБУ.
- тільки платоспроможним банкам:
  - банк повинен виконувати свої грошові зобов'язання і не мати простроченої заборгованості по кредитах Національного банку.
- під надійне забезпечення (виняток — овернайт без забезпечення):
  - перевага при виборі забезпечення з рефінансування наявної в державних облігацій уряду та фінансових інструментів з урядовою гарантією;
  - в залежності від ліквідності інструменту / об'єкта застави визначається можливий розмір кредиту від вартості застави.
- на платній основі — за користування кредитами рефінансування стягується обґрунтована плата:
  - кредит рефінансування видається за ставкою не нижче, ніж облікова ставка.

Заступник Голови НБУ Олег Чурій в інтерв'ю Lb.ua:
«Хтось із топів „ПриватБанку“ скаржився, що в 2015 році НБУ видавав рефінансування під 30 % річних, і що це підкосило банк дуже сильно. У нас облікова ставка на той момент досягала 30 %. Тобто ці кошти видавалися не за ставкою, придуманою нами для окремо взятого банку, це була діюча ставка для всіх банків на той момент. Інструменти, які ми щодня використовуємо, підходять тільки тим банкам, які готові надати ліквідну заставу — облігації Міністерства фінансів або валюту. Ми не оцінюємо ризик банків у такому випадку, ми виходимо з того, що є ліквідний інструмент. Якщо банк не заплатить, ми цю заставу заберемо. Але якщо у банку немає таких ліквідних інструментів і він з якихось причин не забезпечений ліквідністю, можна було взяти стабкредит (зараз це називається лінія екстреної підтримки). НБУ брав під такі кредити різні застави, в тому числі такі, які важко оцінити. І не завжди ці кредити нам повертали вчасно. На піку кризи ми мали десь 100 з гаком млрд грн кредитів рефінансування, погасили нам близько 50 млрд грн. Решта кредитів залишилася переважно в неплатоспроможних банках. Зараз активи цих банків розпродає Фонд гарантування вкладів. Є платоспроможні банки, які брали кредити і не повертали вчасно. Найбільший з них — ПриватБанк».

#### Оцінка ризиків позичальників
Деякі банки, намагаючись зберегти видимість власної платоспроможності в очах регулятора, за допомогою різноманітних схем приховували реальний стан справ. Наприклад, якщо обслуговування кредиту за власні кошти може коштувати близько 10 % його вартості на рік, то визнання його недійсним вимагає 100 % резервування, що для окремих банків означало б миттєве банкрутство.
В разі працюючих кредитів банку (боржники сплачують відсотки і повертають тіло кредиту — кредит обслуговується) навіть великий кредитний портфель не є проблемою для банку. Але, чим нижча якість кредитного портфеля банку (частка непрацюючих кредитів більша або ризики настання дефолту по таким кредитам є високими) — тим більшими мають бути резерви банку на покриття дійсних чи можливих ризиків виникнення витрат банку (на стягнення застав, участь в судах чи на списання непрацюючих кредитів — тобто визнання збільшення збитку для банку).
У 2014 році частка поганих кредитів в українській банківській системі за класифікацією НБУ зросла з 12,9 % до 19 %, а за більш широкою класифікацією МВФ — з 23,5 % до 32 %. Після проведення стрес-тестування 20 найбільший банків виявилося, що частка поганих кредитів (або ще як їх називають, «непрацюючих кредитів», Non-performing loans, NPL) становить 41,1 %. За 2015 рік, в цілому, частка поганих кредитів склала 24,3 %. НБУ відзначає, що стандартні методи обліку проблемних кредитів виявилися неефективними при зростанні їхньої частки вище 15 %: «Банки з високою часткою NPL менш готові кредитувати, банки мають недостатню здатність покривати збитки, крім того, ефективну оцінку ускладнюють економічна і політична невизначеність в країні».
Діагностику кредитного портфеля 60 найбільших банків України, проведена НБУ (станом на червень 2017 року), виявила, що у топ-20 банків за розміром активів і питомою вагою на ринку в 88,5 % частка проблемних кредитів складає 53 %, а у наступних 40 банків із питомою вагою активів у 9,5 % — 43 %. Це дозволяє стверджувати, що реальний рівень «токсичних» активів банківської системи складає 52 %. 52 % токсичних активів — це розрив між зобов'язаннями банку та його вимогами, який дозволяє виплатити вкладникам лише 48 копійок на кожну гривню депозитів.
НБУ була розроблена інструкція (положення для банків), як оцінювати величини кредитних ризиків банківської діяльності (постанова правління НБУ від 30 червня 2016 р № 351). В його основу покладена концепція оцінки очікуваних збитків по кредитах на інтервалі 12 місяців (на відміну від широко застосовуваної в банківській практиці концепції оцінки понесених збитків — постфактум), встановлені більш жорсткі вимоги до застави та ін. Постанова № 351 змушує фінустанови формувати резерви під кредитні ризики в залежності від оцінки платоспроможності потенційного позичальника — тобто заздалегідь, а не вже по факту прострочення платежів, як це було прийнято в банківському моніторингу раніше.
«Діагностичне обстеження найбільших 20 банків засвідчило, що фінустанови часто переоцінювали фінансову спроможність позичальників і зволікали з визнанням активів проблемними», — зазначила заступник Голови Національного банку України Катерина Рожкова. Окрім того, до 2015 року в законодавстві не існувало такого поняття, як пов'язані особи, не кажучи про інструменти регулювання виданих їм кредитів. У березні 2015 року було ухвалено поправки до Закону «Про банки і банківську діяльність», які визначали поняття пов'язаних осіб та забороняли фінустановам укладати угоди з такими контрагентами на неринкових умовах (завищені ставки за депозитами, занижені ставки за кредитами, купівля в банків активів за заниженими цінами тощо). Документ запроваджує вдосконалені підходи до оцінки очікуваних втрат від кредитного ризику та ґрунтується на Базельських принципах банківського нагляду. Для адекватного відображення кредитних ризиків Національний банк України змінив систему оцінки, яка тепер базується не лише на стані обслуговування кредиту, а й на фінансовій звітності позичальника. Розрахунки кредитного ризику за новими правилами мають початися лише з 2017 року. Так, з 3 січня 2017 року в Україні кредитні ризики розраховуються за постановою НБУ № 351, яка передбачає значно жорсткіші правила оцінки кредитного ризику і вимагає від банків формування значно більших резервів. Проте тестові розрахунки банки були зобов'язані зробити та подати до НБУ вже в 2016. Порядок обліку заставленого майна також дещо змінився: були встановлені додаткові принципи визначення прийнятності застави, наприклад, відсутність специфічних ризиків втрати, наявність у договорі заборони відчуження заставленого майна.
Згодом у структурі НБУ було сформовано Управління моніторингу пов'язаних із банками осіб. Також НБУ постановами № 314 та № 315 визначив детальні інструкції, як він визначає пов'язаних осіб і як діагностуватиме операції фінустанов із ними.
Порівняння результатів оцінки кредитного ризику за Постановою № 351, за результатами стрес-тестування — показали значні ймовірні маніпуляції та шахрайства, до яких вдавалися окремі банки, аби приховати «погані кредити», використовуючи те, що міжнародні стандарти фінансової звітності, за яким їх аналізували, не враховували українських реалій «схемних операцій», операцій із пов'язаними особами і т. д.

Директор Департаменту фінансової стабільності Національного банку Віталій Ваврищук:
Впровадження нового положення (№ 351) практично унеможливить кредитування банками фінансово неспроможних підприємств та придбання цінних паперів неякісних емітентів, що було загальнопоширеною практикою у минулому.
Враховуючи ці та інші нормативні документи регулятора, тепер банівська установа була обмежена в своїх операціях з «пов'язаними особами»: Банку забороняється надавати кредити будь-якій особі для погашення цією особою будь- яких зобов'язань перед пов'язаною з банком особою; придбання активів пов'язаної з банком особи, за винятком продукції, що виробляється цією особою; придбання цінних паперів, розміщених чи підписаних пов'язаною з банком особою. Банку забороняється опосередковано здійснювати кредитні операції з пов'язаними з банком особами, у тому числі розміщувати кошти в іншому банку для кредитування цим банком пов'язаних з банком осіб. Під час розрахунку нормативів кредитного ризику два або більше контрагенти уважаються одним контрагентом (групою пов'язаних контрагентів) і такими, що несуть спільний економічний ризик, за наявності хоча б однієї з таких умов:
- один контрагент є власником істотної участі іншого (інших);
- два або більше контрагенти мають хоча б одного спільного власника істотної участі (незалежно від того, чи він є також клієнтом банку);
- контрагенти використовують кредитні кошти для проведення спільної діяльності таким чином, що джерело повернення кредиту є для них спільним. Наприклад: мобілізація позичальниками коштів для придбання будь-якого активу (підприємства або іншого об'єкта власності) або для передавання коштів у кредит/користування іншій фізичній чи юридичній особі;
- два або більше контрагенти використовують кредитні кошти, що отримані від банку, для передавання в кредит/користування іншій фізичній чи юридичній особі;
- контрагенти використовують кредитні кошти, що отримані від банку, для передавання в кредит/користування іншим контрагентам, яким також надано банком кредити. У цьому разі одним контрагентом уважаються усі контрагенти, що отримали кредити від банку;
- контрагенти, та/або учасники, та/або учасники учасників контрагентів є асоційованими компаніями/дочірніми компаніями/асоційованими особами стосовно один одного;
- контрагенти є асоційованими особами фізичної особи, зазначеної в пунктах 1 — 3, 5, 6 частини першої статті 52 Закону України «Про банки і банківську діяльність».

#### Аудит
При цьому важливим є значення незалежної аудиторської перевірки банківської звітності — аби переконатися, що регуляторні норми НБУ не тільки виконуються, але і гарантуються оцінками незалежних сторонніх перевіряючих.

### Методи санації / ліквідації банку
В разі не вирішення ключових проблем «проблемним банком» протягом передбаченого законодавством часу, регулятор та екс-власники переходять до можливості віднесення банку до категорії неплатоспроможних.
Національний банк України не пізніше дня, наступного за днем ухвалення рішення про віднесення банку до категорії неплатоспроможних, повідомляє про це рішення Фонд гарантування вкладів фізичних осіб для вжиття ним заходів, передбачених Законом України «Про систему гарантування вкладів фізичних осіб».
Однак у випадку великих чи системних банків таке оголошення завдає значних репутаційних та фінансових втрат такій установі, що загрожує стабільності всієї системи. Адже власники та регулятор в разі не вирішення ключових дисбалансів в діяльності банку рухаються до вибору наступного сценарію дій: ліквідація банку з ініціативи власників, відкликання банківської ліцензії НБУ (оголошення банку неплатоспроможним та введення тимчасової адміністрації) або входження держави в капітал банку («націоналізація»).
Процедура входження держави в капітал приватних банків (як окремий випадок врегулювання неплатоспроможності системного банку) була прописана ще в листопаді 2014 року постановою Кабінету Міністрів № 632
Держава може брати участь у виведенні неплатоспроможного банку з ринку за умови, що банк відповідає одному з таких критеріїв:
1. Частка загальних активів банку становить 2 чи більше відсотків розміру загальних активів банків України та/або обсяг вкладів (депозитів) фізичних та юридичних осіб банку становить 2 чи більше відсотків загального розміру вкладів (депозитів) фізичних та юридичних осіб у банках України.
2. Частка держави у статутному капіталі банку становить понад 75 відсотків[53].

Фактично націоналізація банку може пройти у двох формах: добровільна і примусова. У випадку добровільної націоналізації банку акціонери повинні провести збори, на яких приймається рішення про капіталізацію за рахунок держави. Сама ж капіталізація буде проведена шляхом придбання акцій банку в обмін на випущені державою ОВДП. Уряд натомість отримує у власність 75 % + 1 акцію банку, але перед цим його капітал повинен бути зменшений на максимальну суму очікуваних збитків за підсумками діагностики. Також в капітал повинні бути переведені депозити власників понад 10 % акцій банку, членів правління, наглядової ради і ревізійної комісії. У випадку з примусовим варіантом націоналізації в банк повинна бути введена тимчасова адміністрація з подальшим входженням держави в капітал.

### Результати банківської реформи 2014—2016р.
Доцент Каліфорнійського університету в Берклі, співзасновник та член редколегії проекту VoxUkraine Юрій Городніченко в інтерв'ю Lb.ua:
Наша банківська система працювала проти принципів банкінгу. Банк має диверсифікувати ризики, коли збирає депозити. Переважна більшість наших банків робили абсолютно протилежне: вони ризики концентрували. Тому коли настала криза, ці концентровані ризики «вибухнули».

Очищення банківського сектора

У 2014—2016 роках в Україні відбулася системна банківська криза. Її супроводжувало очищення сектору: неплатоспроможними визнано 90 банків, на які разом припадало близько третини активів банківської системи до кризи. Частину пов'язаних із кризою витрат було понесено та визнано у 2017 році. Для реструктуризації системи держава вдалася до чималих витрат за такими напрямами:
- Націоналізація «ПриватБанку» та його подальша докапіталізація у 2016 — 17 роках. Витрачено 4,8 % ВВП відповідних років. Аудит після націоналізації виявив додаткову потребу в капіталі. Конвертація частини зобов'язань «ПриватБанку» в капітал перед викупом банку урядом дозволила зменшити витрати держави.
- Компенсація фізичним особам вкладів, втрачених у неплатоспроможних банках, у межах гарантованих державою сум. На фінансування Фонду гарантування вкладів фізичних осіб витрачено 4,4 % ВВП відповідних років.
- Кредити рефінансування, видані у 2008—2009 та 2014 роках банкам, згодом визнаним неплатоспроможними. Втрачено в підсумку 2,5 % ВВП тих років, коли банки виводилися із ринку. Враховуючи низькі надходження від продажу активів ліквідованих фінустанов, ці кошти значною мірою втрачено для НБУ.
- Рекапіталізація «Ощадбанку» та «Укрексімбанку» у 2014 та 2016—2017 роках за результатами оцінки якості активів і стрес-тестів. Витрачено 2,4 % ВВП.

Рівень концентрації банківського сектора за показником Індексу Герфіндаля-ГіршманаІндекс Герфіндаля — Гіршмана (HHI) — індикатор концентрації на банківському ринку. Він розраховується як сума квадратів часток окремих банків у загальному обсязі. Може мати значення від 0 до 10 000 (до 1000 — ринок є слабко концентрованим)

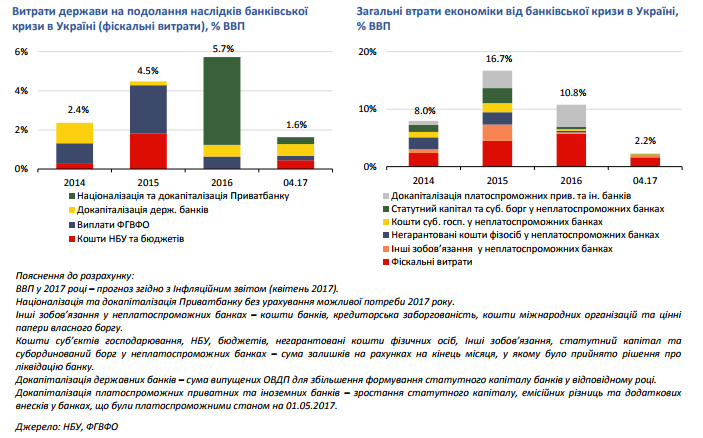
Втрати від банківської кризи

Концентрація чистих активів у III кварталі 2017 року практично не зростала. На 20 найбільших банків припадає 91,1 % сектору. Концентрація депозитів населення продовжує зростати.
Основне джерело фінансування витрат держави на реструктуризацію банківського сектора — це випуск ОВДП для докапіталізації банків та фінансування ФГВФО. Такий механізм дозволяє не перекладати витрати на бюджет відразу у поточному періоді, а фінансувати витрати поступово. Сукупні витрати держави на подолання наслідків банківської кризи, починаючи з 2014 року, становили 14 % ВВП відповідних років. Ця сума перевищує обсяги коштів, витрачених протягом кризи 2008—2009 років. Для порівняння фіскальні витрати країн, у яких криза тривала принаймні три роки, були в широкому діапазоні 1—57 % ВВП. Приріст державного та гарантованого державою боргу, спричинений витратами держави на підтримку банків та ФГВФО за дві останні кризи, становив 14 % від його обсягу на кінець квітня 2017 року. У порівнянні з кризами в інших країнах це також помірна величина.
Прямі державні витрати — лише частина суспільних втрат унаслідок банківської кризи. Серед інших складових — зобов'язання неплатоспроможних банків перед суб'єктами господарювання, а також фізособами, які мали вклади понад гарантований державою розмір. Ними управляє ФГФВО, їхній розмір становить 16 % ВВП відповідних років. Витрати власників діючих банків на докапіталізацію та втрати власників неплатоспроможних банків також є складовою суспільних втрат від кризи. Загалом втрати економіки від кризи з урахуванням усіх складових становлять 38 % ВВП (в тому числі 14 % фіскальних втрат).
Значна частина оцінених втрат виникла ще у попередніх періодах, у тому числі в період кризи 2008—2009 років, проте банки не визнали їх вчасно. Справжній масштаб втрат було виявлено лише у процесі розчистки банківського сектора, здійсненого НБУ протягом 2014 — початку 2017 років.
Результати очищення:

Динаміка банківського сектора

- вкладники можуть бути впевнені, що їхні кошти будуть повернуті вчасно та у повному обсязі;
- залучені банками кошти будуть спрямовуватися на кредитування бізнесу, зокрема, малого та середнього, а не на фінансову підтримку компаній, що належали акціонерам банку та/чи пов'язаним із ним сторонам;
- обсяги кредитних ресурсів, доступних для підприємств, зростатимуть;
- вартість кредитів знижуватиметься, оскільки залучені кошти будуть спрямовуватися на внутрішній ринок, а не виводитимуться за кордон;
- клієнти всіх банків будуть знати їхніх реальних власників, а тому зможуть робити власні висновки, наскільки вони довіряють акціонерам та банку в цілому;
- стійкість банків до макроекономічних шоків підвищилася, банки матимуть достатній запас ліквідності та капіталу, щоб стабільно працювати навіть в умовах рецесії;
- ефективніше функціонуватиме механізм реалізації монетарної політики Національним банком України.

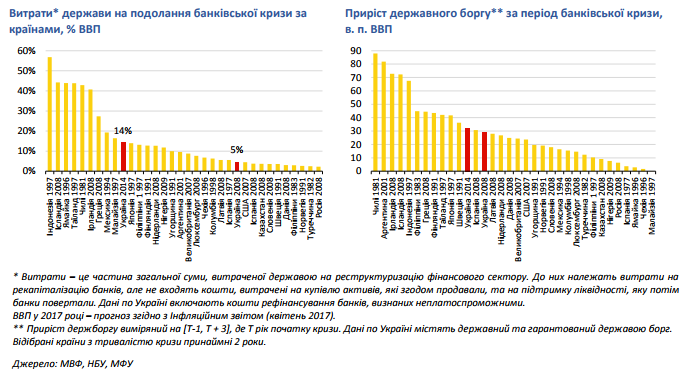
Витрати на подолання банківської кризи

Очищення банківської системи і націоналізація «ПриватБанку» вирішили ряд системних проблем. На думку редактора проекту DataVox, к.е.н., Дмитра Остапчука та Тимофія Брика, що банківський сектор виходить з кризи: система прибуткова з початку 2017 року, ростуть чисті процентні доходи і чисті комісійні доходи. Разом з тим, в результаті «очищення» виникли довгострокові виклики — в руках держави опинилися приблизно половина активів банківської системи, 62 % депозитів населення і 4 банки з топ-10

## «ПриватБанк» в 10-их роках XXI ст

### Кризові явища в «ПриватБанку»
Валерія Гонтарева на прес-конференції у грудні 2016: «Інспекційні перевірки НБУ виявили нестачу капіталу „ПриватБанку“. На 1 квітня 2015 року вона становила 113 млрд гривень, до чого призвела криза в українській економіці і неправильна кредитна політика „ПриватБанку“. Понад 97 % корпоративного портфеля, який становив 150 млрд грн на 1 квітня 2015 року, були кредити, пов'язані з акціонерами компанії. Менеджмент банку склав план докапіталізації і скорочення інсайдерських кредитів. Акціонер банку надав особисту гарантію за цією програмою, але виконати її не вдалося. Лише за 2016 рік Національний банк провів понад 30 зустрічей з власниками та керівництвом фінансової установи. Національний банк неодноразово продовжував термін докапіталізації. У результаті станом на 1 грудня 2016 року нестача в капіталі банку зросла до 148 млрд гривень, а ліквідність банку істотно знизилася. Банк майже рік не виконував нормативу обов'язкового резервування, а прострочена заборгованість перед регулятором за стабілізаційними кредитами склала 14 млрд гривень, загальна заборгованість — 19 млрд гривень»
В дослідженні Марії Репко, заступника виконавчого директора Центру економічної стратегії звертала увагу:
Бізнес-модель «ПриватБанку» до кінця 2016 року полягала в тому, щоб за рахунок роздрібних депозитів фінансувати корпоративний бізнес (можна побачити в Примітках № 24 до аудиторського звіту, де аналізуються сегменти діяльності банку: роздрібний банкінг, корпоративний сегмент, казначейські операції та інвестиційно-банківська діяльність). При цьому ставки по гривневих кредитах «ПриватБанку» були на 4—8 процентних пунктів менше, ніж ставки по гривневих депозитах, які банк платив населенню. Ставки по валюті теж відрізнялися. Замість того, аби купувати дешевше і продавати дорожче, банк надходив з точністю до навпаки — брав гроші у населення під високу ставку і кредитував компанії під низьку.

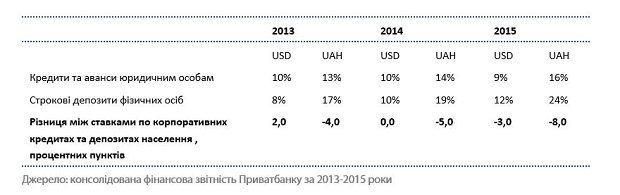
Відсоткові ставки

Для роздрібних кредитів ставки були набагато вище (43 % в гривні в 2015 році і 42 % в гривні в 2016 році). Через цю різниці ставок, наприклад, в 2015 році зовнішній дохід «ПриватБанку» (тобто дохід, який банк отримав безпосередньо від клієнтів, не включаючи внутрішньо групові розрахунки) у роздрібного бізнесу виявився всього на третину менше доходу від корпоративних кредитів. Комісійні ж доходи від роздрібного кредитування були більш ніж в три рази вищі за доходи від корпоративного бізнесу. І це при шестиразовій різниці в сумі активів.

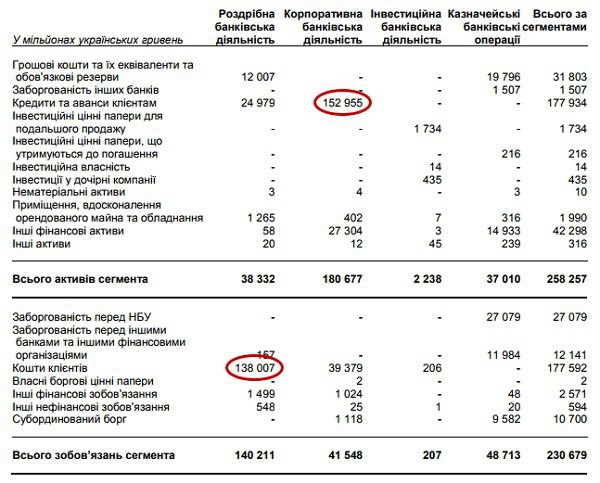
Діяльність за сегментами 2016

Олександр Данилюк, Міністр фінансів України, в інтерв'ю Lb.ua:
До певного моменту, гроші «ПриватБанку» — були виключно грошима вкладників, простих людей. І ці депозити використовувалися для кредитування бізнесу групи, для цілей її власників. Зрештою, це призвело до певних проблем, і держава змушена була заступитися і захистити вкладників…

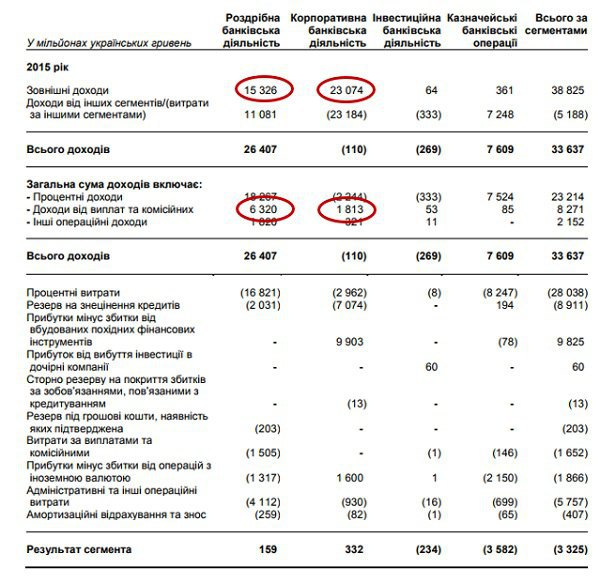
Діяльність за сегментами 2015

В принципі ситуація, за якої ставки по кредитах можуть бути меншими за ставки по депозитах — нормальна, якщо є істотний капітал (що здешевлює середньозважену вартість ресурсів) і масштаби ризиків в установи помірні — банк бере на себе ризики валютних різниць, і таким чином заробляє. Крім того, частина витрат банку перекриває його комісійний дохід. Але в разі, якщо ці ризики реалізовуються — для банку наступають складні часи. Можливо, саме так і сталося з «ПриватБанком».
Але інший варіант подій всередині банку, про який говорять Національний банк України і Міністерство фінансів України, полягає в тому, що «ПриватБанк» збирав з ринку депозити і потім видавав кредити «своїм» компаніям. Коли приходив час виплат відсотків — ці компанії просто отримували в банку ще один кредит, за рахунок якого і погашали їх. Колишні власники банку, навпаки, подавали аудиторам інформацію про невелику частку пов'язаних осіб у своєму кредитному портфелі — всього 16,49 % від валового кредитного портфеля станом на 1 липня 2016 року. У будь-якому випадку, корпоративний кредитний портфель «ПриватБанку» розвивався набагато швидше за ринок.

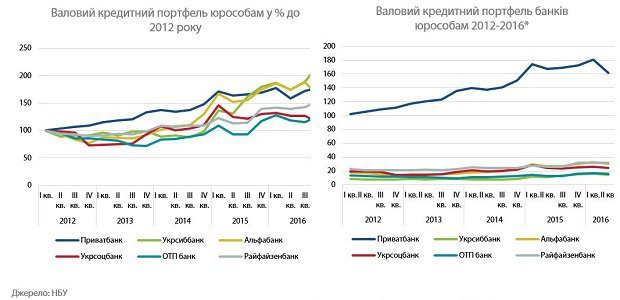
Кредитні портфелі банків

Інше дослідження журналіста «Економічної Правди», Олександра Моїсеєнко побічно теж підтверджує тезу про маніпулювання із відображенням якості кредитного портфеля банку. Так, на думку журналіста, протягом попередніх років, коли якість активів в банківській системі сильно погіршувався, найбільші банки, за винятком «ПриватБанку», показували мільярдні збитки, які вони формували за рахунок резервування під кредитні ризики. Після таких збитків банки змушені були докапіталізіроватся на такі ж мільярдні суми. Масштаб резервування «ПриватБанку» в той же час був набагато меншим, ніж у інших банків, якщо порівнювати співвідношення величини кредитного портфеля і сформованих резервів. За даними журналіста станом на 1 березня (2016) при кредитному портфелі в 210 млрд грн, у банку було в резервах 29 млрд грн. Для порівняння, два інших системно-важливих банку, «Укрексім» і «Ощадбанк», при кредитних портфелях в 105 млрд грн і 107 млрд грн, відповідно, мали по 46 млрд грн резервів. Але навіть, якщо не брати системно важливі банки, то в іншому великому банку «ПУМБ» при 36 млрд грн кредитів — 11 млрд резерви, у «Райфайзена» при 54 млрд кредитів 33 млрд резервів, у «Промінвеста» при 60 млрд 28 млрд резервів.
На питання ЕП про недостатність резервування прес-служба «ПриватБанку» відповіла наступним чином: «З 01.12.2015 банки формують резерв в балансі банку відповідно до міжнародних стандартів фінансової звітності. Рівень сформованих резервів повністю покриває кредитні ризики, що підтверджено аудитом зовнішньої незалежної аудиторської компанії PriceWaterhouseCoopers».
Але викликає питання не тільки якість портфеля, а й рівень інсайдерських кредитів. Побічно про його значний рівень говорить інформація з фінансової звітності банку, де наведено кредитний портфель в розрізі галузей економіки та комерційної діяльності. Основним напрямком кредитування в банку є торгівля нафтопродуктами — близько 40 млрд грн, виробництво і торгівля феросплавів — 35 млрд грн. Практично в усіх цих сферах у групи «Приват» є активи.
«За даними фінансової звітності„ПриватБанку“ за 1 квартал 2016 року, складеної відповідно до вимог МСФЗ, частка кредитів пов'язаним особам в кредитному портфелі (до вирахування резервів) становить 6,1 %», — йдеться у відповіді банку. При цьому, порушення нормативу Н9, який за запевненням прес-служби «ПриватБанку» становить 38,5 %, обумовлено методологічними змінами в постанові НБУ. «Банк проводить роботу по приведенню цього показника до нормативу», — стверджували в «ПриватБанку».
За даними журналістів Zn.ua, в фінансовій звітності банку, станом на 1 січня 2014 року з 105,5 млрд грн загального гривневого корпоративного портфеля установи 102,6 млрд грн. (97,5 %) були видані в Дніпропетровській області. У валютній частині портфеля ситуація на той момент склалася дещо інша: із загальної суми в $3,797 млрд — $1,213 млрд припадало на Кіпр і $2,550 млрд — на Дніпропетровську область. Іншим регіонам відводилося менше 1 % валютного корпоративного портфеля «ПриватБанку».
На думку Марії Репко , якщо в 2013—2014 році група ще могла перекривати різницю в ставках за рахунок більш дешевих запозичень доларового ресурсу за кордоном, різниці в курсах валют, то в 2015 році грошового потоку від процентних платежів по кредитах вже не вистачало на виплату відсотків по депозитах.
Чиста процентна маржа «ПриватБанку» в 2013—2015 роках, при цьому, залишалася істотно нижче маржі порівнянних банків на ринку.

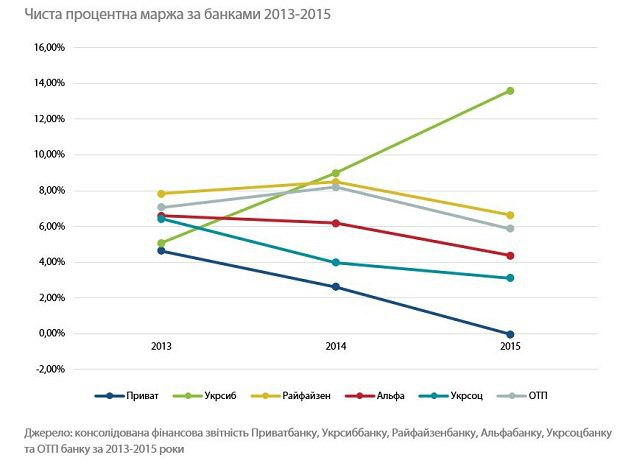
Відсоткова маржа

### Заходи із оздоровлення банку
Артем Ситник, директор Національного Антикорупційного Бюро в інтерв'ю Zn.ua:
Починаючи з 2014 р, проблеми почалися у всієї банківської системи, в тому числі і у «ПриватБанку». У 2016 році була констатована проблемність його кредитного портфеля, була проведена інспекційна перевірка, складено довідку за її результатами, де вказувалися існуючі проблеми не тільки з кредитним портфелем, а й в інших сферах діяльності. Саме з цього моменту почалися переговори з топ-менеджментом, власниками «ПриватБанку», з тим, щоб ці проблеми усунути, замінити існуючі застави реальними, щоб вносити в статутний капітал банку майно, яке раніше передавалося в заставу. Можливо, підтверджень у відкритому доступі ви не знайдете, але ця робота велася, і деякі зобов'язання виконувалися. Є ще банківська таємниця і таємниця слідства.
Заступник Голови Національного Банку Катерина Рожкова в інтерв'ю finbalance.com.ua:
Бурхливий розвиток «ПриватБанку» і зростання його кредитного портфеля почалися десь з 2007—2008 року. Спочатку кошти вкладалися в активив Україні. Всі ми ці бізнеси добре знаємо. Також купували нові бізнеси, в які група «Приват» входила як учасник, і вони теж потребували кредитування. Крім того, не секрет, що колишні акціонери банку мають багато бізнесів у різних країнах світу, мають маєтки, яхти, літаки і т. д. Вони теж купувалися за депозити українців, які були виведені через кіпрську філію «ПриватБанку». Все це, можливо, і працювало б, але до банку було ставлення не як до банку, а як до інструменту. Звідси й проблеми.
Ігор Коломойський в інтерв'ю Lb.ua на запитання журналіста «чи був «ПриватБанк» предметом шантажу влади з його сторони» відповів:
Це навіть безглуздо обговорювати. У мене не було таких намірів ні при Кучмі, ні при Ющенку, ні за Януковича. «ПриватБанк» — це 40 % ринку. Величезна кількість вкладників. Чи я псих, терорист, який бере в заручники всіх своїх вкладників? Люди в банку тримають гроші, які завтра можуть їм знадобитися на операцію, на придбання продуктів, на щось інше. А ви пропонуєте в заручники їх взяти? Це ж тероризм!
У квітні 2014 року міжнародне рейтингове агентство Moody's Investors Service знизило рейтинги «ПриватБанку» та 11 інших українських банків. У серпні 2014 року рейтингове агентство Standard & Poor's підтвердило довгострокові та короткострокові кредитні рейтинги контрагента «ПриватБанку» за шкалою CCC / C. Міжнародне рейтингове агентство Standard&Poor's знизило рейтинги «ПриватБанку» з CC/C до SD через укладення угоди про реструктуризацію боргу (випущених єврооблігацій). 13 листопада «ПриватБанк» підписав угоду з кредиторами про реструктуризацію двох випусків цінних паперів — субординованих облігацій обсягом $150 млн з початковим терміном погашення в лютому 2016 і пріоритетних незабезпечених облігацій на суму $200 млн з початковим терміном погашення у вересні 2015. «Ми розглядаємо реструктуризацію цих випусків як пропозицію про обмін цінних паперів, зроблений в стресовій фінансовій ситуації, і вважаємо, що це рівнозначно вибірковому дефолту за зобов'язаннями банку», — відзначає S&P. Агентство планує вжити рейтингових дій відносно «ПриватБанку» в найближчі кілька днів, слідом за проведенням аналізу кредитоспроможності банку після завершення реструктуризації боргу.
Відповідно до звітності «ПриватБанку», на яку посилаються експерти агентства Fitch, непрацюючі кредити фінустанови (з прострочкою понад 90 днів) на кінець першого півріччя складали 8 % валових кредитів, що істотно нижче середнього показника по банківській системі України. Як зазначається, це стало результатом у тому числі регулярних списань і переведення ризиків по Криму (в 4 кв. 2014 року) в неконсолідовану структуру під контролем акціонерів банку. Водночас знецінені на індивідуальній основі, ще не прострочені, кредити залишалися на помітному рівні в 28 % всіх кредитів в період з кінця 2014 р по кінець першої половини 2015 року. Покриття непрацюючих і знецінених на індивідуальній основі кредитів резервами знаходилося на низькому рівні в 32 % в кінці першої половини 2015.
«Значні рівні концентрації по позичальниках і секторам (на найбільший сегмент нафтотрейдинг припадало 19 % кредитів) і значна частка валютного кредитування (43 %) позичальників, які в основному не мають доходів у валюті, являють собою додаткові джерела кредитного ризику», — йдеться в аналітичних матеріалах Fitch. Експерти агентства очікують, що тиск на капітал банку залишиться істотним з урахуванням «значних незарезерврованих проблемних активів, слабких фінансових показників, які стримуються високою вартістю фондування та витратами на створення резервів за кредитним портфелем, а також помірне відновлення економіки, прогнозоване на 2016—2017 рр.». "Запас капіталу у банку забезпечує незначну здатність абсорбувати збитки, у той час як прибуток до відрахувань під знецінення, скоригований на нараховані доходи, невиплачені в грошовій формі, є негативним (за 1 пів. 2015 року, по МСФО).
За словами журналістів Zn.ua на сайті «ПриватБанку» протягом 2014—2015 рр. можна було побачити інформацію про вельми динамічне зростання його кредитного портфеля (на 13,2 %, до 161,3 млрд грн) на фоні загального скорочення економіки. А також про збільшення розміщених на рахунках банку коштів клієнтів (на 6 %, до 141,3 млрд грн). Більш того, при зафіксованому банківською системою збитку в 53 млрд грн «ПриватБанк» показав у своїй звітності прибуток в розмірі 749 млн грн. Банк декларував прибутки і зростання, не дивлячись на постійне отримання кредитів рефінансування і стабілізаційних кредитів від НБУ. Офіційна причина видачі останніх — необхідність фінансового оздоровлення банку.
"Зростання гривневого кредитного портфеля нашого банку, як, втім, і інших найбільших установ, викликаний значним зростанням обмінного курсу і, як наслідок, збільшенням гривневого еквівалента валютних позик бізнесу. Кількість діючих кредитних договорів за перші два місяці 2015 року знизилося на 10 %. У гривні скорочення кредитного портфеля фіз- і юросіб в період з 1 січня 2014 р по 16 лютого 2015 р склало 23,6 млрд ", — пояснили у відповідь на запит ZN.UA причини номінального зростання показників в прес-службі «ПриватБанку».
Паралельно із звичайним аудитом «ПриватБанку», який здійснювала компанія PricewaterhouseCoopers, відбувалися незалежні перевірки якості кредитного портфеля аудиторською компанією E&Y (в частині його щодо пов'язаних осіб), інспекційні перевірки, здійснювані командою самого регулятора (НБУ).
Внаслідок перевірок до банку висувалися вимоги щодо підвищення капіталізації шляхом трансформації кредитного портфеля. Зокрема, за результатами діагностичного обстеження встановлено, що для досягнення нормативного значення Банк потребує додаткової капіталізації в сумі 113,1 млрд грн.
До січня 2016 року висновки стрес-тестів та результати досліджень НБУ чітко показали, що «ПриватБанк» зіткнувся з серйозними проблемами. Системне значення банку особливо ускладнювало ситуацію. Усі розуміли, що потенційна ліквідація «ПриватБанку», як наслідок дефіциту капіталу та настання ризиків дефолту корпоративних боржників банку, завдасть значної шкоди фінансовому сектору та економіці в цілому. Найкращим варіантом була реструктуризація, і в лютому 2016 року НБУ, Правління «ПриватБанку» та його власники узгодили План реструктуризації. Враховуючи чутливість теми та значення банку — переговори щодо реструктуризації проходили в режимі секретності.
Відповідно до Програми фінансового оздоровлення (далі — ПФО), яка погоджена Національним банком України у лютому 2016 року з метою забезпечення життєздатності банку в подальшому, Банк у строк до 15.11.2016 року зобов'язався вжити комплекс заходів щодо збільшення розміру капіталу на 94,5 млрд грн., за рахунок реструктуризації кредитів шляхом переведення їх на операційні компанії з виручкою, достатньою для обслуговування та погашення боргу, внесення реальної додаткової застави, погашення кредитів пов'язаних осіб.
Цей план реструктуризації мав на меті подолання фінансових недоліків «ПриватБанку», зміцнення позицій регулятивного капіталу та вдосконалення способу управління. Він також містив жорсткі критерії оцінки процесу реструктуризації.
Водночас міжнародні партнери та кредитори України прискіпливо стежили за ситуацією. В оновленому меморандумі Співпраці України з МВФ наприкінці 2015 року була зарезервована сума 152 млрд грн — на випуск ОВДП під рекапіталізацію банків і Фонд гарантування вкладів, більше 70 % з цих коштів залишилося невикористаним, що підштовхувало учасників ринку розцінювати цю суму як «резерв» на випадок проблем в найбільшому приватному банку країни.
Згодом ці чутки підтвердили коментарі глави НБУ Валерії Гонтарєвої та акціонеру банку Ігоря Коломойського, які потрапили в ЗМІ. Спочатку Гонтарєва на засіданні профільного парламентського комітету не виключила про можливість націоналізації банку. А потім Коломойський в інтерв'ю виданню Politico заявив про «діру» в капіталі банку в 128 млрд грн.
«У той же час, на думку Fitch, у разі дефолту Приватбанк навряд чи буде підданий процедурі банкрутства або ліквідації та термінового продажу активів, зважаючи на його значну частку на ринку і системоутворююче значення, і це скорочує негативні ризики відносно поворотності активів для власників облігацій», — констатували експерти агентства.

### Виконання програми оздоровлення банку
За словами Марії Репко у квітні-грудні 2015 НБУ провів діагностику «ПриватБанку» і визначив потребу в додатковому капіталі в 113 млрд грн. Така оцінка була заснована на припущенні НБУ про погану якість кредитів, які сам банк в звітності оцінював як цілком надійні і не знецінені. За словами представників регулятора , велика частина таких кредитів видавалася на неопераційної компанії (тобто компанії, у яких не було співробітників, необхідного обладнання, які не проводили жодних операцій), ці кошти потім перераховувалися на інші бізнеси всередині групи. Екс-акціонери не були згодні з таким підходом, вважаючи нормою кредити компаніям, які не здійснюють операцій. Однак, екс-власники запропонували програму фінансового оздоровлення банку. Така програма (вона не публічна) могла передбачати додаткові застави по кредитах, переведення кредитів на реальні операційні бізнеси або внесення додаткових коштів акціонерів у капітал банку. Частина таких кредитів просто погасили майном групи Приват. Згодом аудитор не зміг підтвердити реальну вартість цього майна.

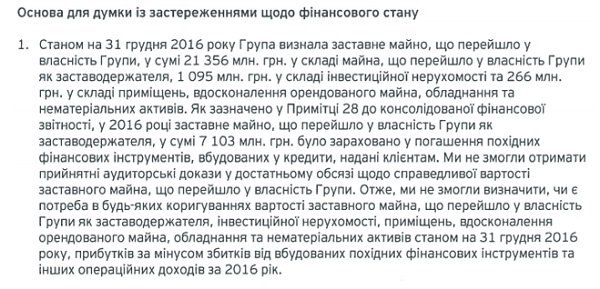
Аудиторський звіт — цитати

У період з березня по листопад 2016 року НБУ здійснював моніторинг діяльності «ПриватБанку» згідно з Планом реструктуризації та його відповідності українським банківським нормам. Проте, стало очевидним, що керівництво «ПриватБанку» та акціонери не дотримувалися умов плану реструктуризації: терміни були зірвані, не була здійснена відповідна реструктуризація кредитного портфеля.
У грудні 2016 глава НБУ Валерія Гонтарева заявляла , що «ПриватБанк», виконуючи вимоги НБУ щодо докапіталізації, влітку 2016 став власником ряду активів своїх тодішніх акціонерів, які перебувають в заставі у НБУ, зокрема, лижного курорту «Буковель» та літаків «Боїнг». Глава Національного банку тоді уточнювала, що всього на баланс було поставлено тільки 31 млрд грн з кредитного портфеля обсягом близько 170 млрд грн. Разом з тим, Валерія Гонтарева розповідала, що коли НБУ брав під заставу кредитів рефінансування низку активів, то вони не перебували в банку. «Нам в застави акціонери дали свій власний бізнес: наприклад, компанію „Бориваж“, „Буковель“, літаки („Боїнги“)», — описувала ситуацію на той момент глава НБУ. Вона підкреслила, що ці застави хороші, Національний банк України здійснив їх незалежну оцінку та на додаток попросив гарантію Ігорю Коломойському. «У нас практично весь кредитний портфель покритий його особистими гарантіями по всіх його активів — це коли він гарантує, що якщо банк не впорається, то сам акціонер погасить особисто з усіх своїх активів», — додала В.Гонтарева.
Розуміючи, що фінансове оздоровлення рухається не такими швидкими темпами, якби цього хотілося, Національний банк спеціальним рішенням зобов'язує «ПриватБанк» перевести борги по кредитах на реальні операційні компанії і надати відповідні застави до 15 листопада 2016 року. У відповідь на рішення регулятора «ПриватБанк» в жовтні-листопаді 2016 року проводить швидку «трансформацію» кредитного портфеля на загальну суму 137 млрд грн. Банк за дуже короткий час (два тижні, за словами керівництва Національного банку) змінює позичальників, застави, ставки, терміни і валюти по 193 кредитам.

Аудиторський звіт — цитати

Нові позичальники (36 компаній) не задовольнили критерії аудитора (щодо повноцінно та реально діючих), і той відніс кредити до знецінених. При цьому аудитор сумнівався у тому, коли саме кредитний портфель став проблемним, оскільки обслуговувався портфель до націоналізації цілком дисципліновано і прострочень по цих кредитах не було.

Аудиторський звіт — цитати

Заступник Голови Національного Банку Катерина Рожкова в інтерв'ю finbalance.com.ua зазначала:
…У багатьох банків є забагато інсайдерських кредитів. Вони мають трирічні програми погашення цих позик та приведення портфеля у відповідність до нормативів. Якщо ці кредити адекватно забезпечені, обслуговуються за ринковими ставками, числяться на операційних компаніях, які ведуть активну роботу, тоді для позичальників не проблема перекредитуватися в іншому банку чи за певний час погасити боргові зобов'язання. Що маємо у «ПриватБанку»? Реструктуризація кредитного портфеля — яка була проведена восени на розсуд екс-власників і про яку пан пан Коломойський писав, що це нібито за моїм (Рожкової) керівництвом — включала конвертацію в основному валютних кредитів у гривневі під неринкову ставку 10,5 % з погашенняму 2024—2025 роках (причому погашення — переважно в кінці терміну). Адекватного забезпечення під кредити немає. Позики — здебільшого на фіктивних компаніях. Беззаставне кредитування позичальників, які не мають джерел погашення кредитів, зрештою стало причиною дефіциту капіталу в банку, визнання його неплатоспроможним та націоналізації. До речі, навіть структура кредитного портфеля «ПриватБанку» свідчить що він фінансував галузі, де мають бізнес-інтереси екс-власники: нафтоторгівля, феросплави, сільське господарство, курортний бізнес тощо.
І журналісти, і нове керівництво «ПриватБанку» говорять про те, що новими позичальниками стали фіктивні компанії. А старі кредити, які видавалися на інші компанії, були погашені, і претензій за цими активами пред'являти виявилося вже нікому. При цьому близько 20 % (41 млрд грн) кредитів видано підприємствам, які торгують нафтопродуктами, 18 % (35,8 млрд грн) компаніям, що працюють з феросплавами, 12 % (24,8 млрд грн) — підприємствам промислової хімії, 6 % (12,7 млрд грн) — авіакомпаніям, 1 % (2,7 млрд грн) — кредити підприємствам сфери туризму і футбольним клубам.
| Стаття                              | на 16.12.2016 р. | на 01.01.2017 р. | на 01.07.2017 р. |
| ----------------------------------- | ---------------- | ---------------- | ---------------- |
| Кредитний портфель, у тому числі: * | 225              | 228              | 235              |
| Кредити юридичним особам            | 192              | 196              | 196              |
| у тому числі пов'язаним особам      | 8(4 %)**         | 190 (97 %)**     | 190 (97 %)**     |
| Кредити фізичним особам             | 33               | 32               | 39               |
| Страхові резерви                    | -30              | -184             | -191             |

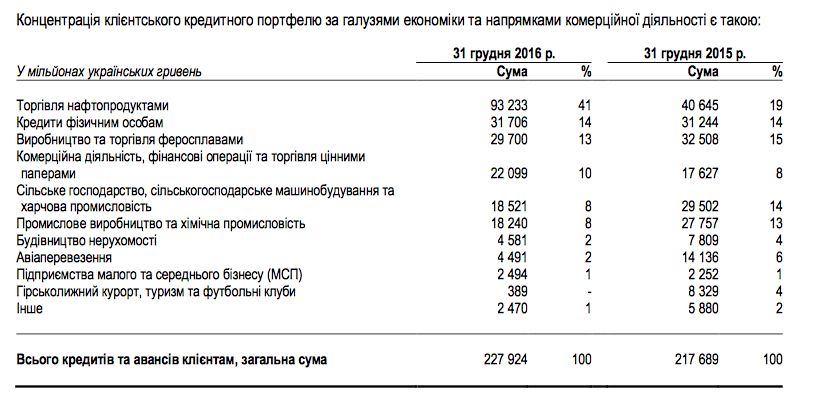
Концентрація клієнтського портфеля 31 грудня 2016

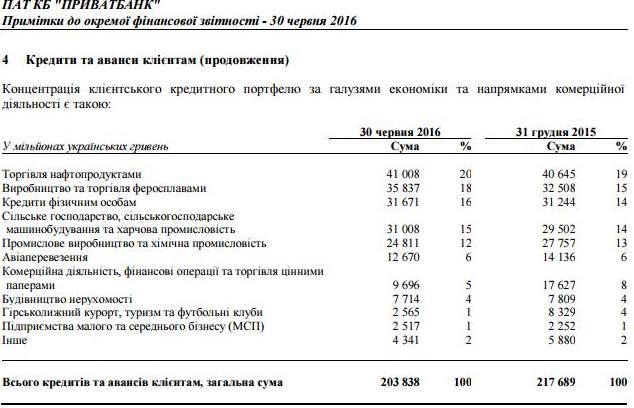
Концентрація клієнтського портфеля 30 червня 2016

«*» з урахуванням нарахованих відсотків
«**» за методикою НБУ щодо розрахунку показника Н9
| Група                          | Кількість позичальників | Загальний борг, млрд грн | Тіло, млрд грн | Відсотки, млрд грн |
| ------------------------------ | ----------------------- | ------------------------ | -------------- | ------------------ |
| Разом                          | 223                     | 198,4*                   | 187,2          | 11,2               |
| Трансформовані кредити         | 36                      | 132,8                    | 126,9          | 5,9                |
| Лізинг                         | 41                      | 14,7                     | 14,5           | 0,2                |
| Портфель Кіпрської філії       | 22                      | 14,7                     | 14,1           | 0,6                |
| Корпоративні пов'язані кредити | 124                     | 36,2                     | 31,7           | 4,5                |

«*» у тому числі 8,4 млрд грн знецінених відсотків, що підлягають стягненню
У банку з такими аргументами категорично не погоджувалися: на думку колишнього голови правління «ПриватБанку», Олександра Дубілета, за попередні 2 роки корпоративний портфель в доларовому вирахунку скоротився в два рази. Було повернуто дуже багато кредитів. Також мали місце депозитні відтоки, які складали рівня 70 млрд грн. Для того, аби втриматися в умовах відтоку депозитів, керівництво банку мало, на думку Олександра Дубілета, скорочувати кредитний портфель — від чого погашалися найкращі кредити. У певних випадках банк став власником заставного майна. І через цю процедуру «ПриватБанк» став пов'язаною особою з позичальником.
За словами директора департаменту фінансової стабільності НБУ Віталія Ваврищука , після тривалих переговорів тодішній топ-менеджмент банку визнав, що реальними позичальниками були інші компанії, а «порожні» компанії були лише посередниками. Більшість із них належала номінальним власникам із грецькими іменами. Менеджери банку почали розкривати назви компаній, які за їхніми твердженням були реальними позичальниками. Серед них були і закордонні бізнеси. Проте жодних документальних підтверджень складу справжніх кінцевих позичальників «ПриватБанку» не було надано. Тим не менш менеджмент банку надалі розповідав, що реальні власники бізнесів, які позичали кошти, насправді не пов'язані із акціонерами. На прохання банку НБУ погодився зустрітися із кількома із цих «реальних власників». У процесі діалогу було з'ясовано, що заявлені «справжні власники» мали досить слабке уявлення про «свої» бізнеси — вони не знали ані обсягів доходів, ані імена менеджерів, іноді навіть були не в курсі, чим саме займаються нібито їхні компанії. Банківські регуляції у всьому світі — Україна не виняток — вимагають від банків визнавати реальну платоспроможність позичальників. Якщо позичальники не в змозі розрахуватися за кредитами, потрібно сформувати відповідні резерви. Простіше кажучи, визнати очікувані збитки від такого кредитування та покрити їх коштами акціонерів — капіталом. Очевидно, що «порожні» компанії, без доходів, співробітників, виробничих потужностей не мають змоги розплатитися за багатомільйонними боргами. Яким же чином «ПриватБанк» оцінював кредитні ризики за такими позичальниками? Щоб не визначати резерви за кредитами, вочевидь, неплатоспроможним компаніям, було запущено просту схему — на папері малювалася застава, яка в реальному житті не мала ніякої цінності. Майже 90 % компаній-позичальників надавали банку заставу у формі так званих майнових прав на товари. Компанії заключали договори із іншими, такими ж непрозорими, компаніями договори про поставку товарів у майбутньому. Тобто, якби позичальники «ПриватБанку» відмовилися повертати кредити, то банк отримав би право стягнення на ці товари у компаній-позичальників після їх надходження/поставки та їх подальшу реалізацію… «Порожні» компанії навіть не здійснювали жодних передоплат за ті «майбутні» товари, майнові права на які передавалися у заставу банку, і навіть теоретично не могли за них розрахуватися. Загальна заявлена банком вартість майнових прав на товари у заставі за кредитами становила понад 350 млрд грн. Основні товари — нафтопродукти, марганець, феросплави…
НБУ неодноразово ставив перед «ПриватБанком» вимогу: в якомога короткі терміни перевести усі кредити із «порожніх» компаній на повноцінні бізнеси, які генерують операційні прибутки та грошові потоки у обсягах, достатніх для обслуговування кредитів. По суті НБУ попросив акціонерів та менеджмент «ПриватБанку» сформувати повноцінний кредитний портфель. Того факту, що увесь портфель був пов'язаним із бізнесами акціонерів, на тому етапі уже ніхто не заперечував. Якби банк виконав ці вимоги НБУ, йому було би надано перехідний період для усунення проблеми пов'язаного кредитування. Від початку планувалося, що усі банки отримають 3 роки на вирішення цього питання. Розуміючи масштаб проблеми «ПриватБанку», НБУ узгодив з Міжнародним валютним фондом, що цей строк для усіх банків буде подовжено до п'яти років. Банк зрештою провів реструктуризацію кредитного портфеля, проте місце понад сотні старих компаній-позичальників зайняли кілька десятків (36) аналогічних «порожніх» компаній без активів, доходів та досвіду здійснення операційної діяльності. «Нові» кредити так само було надано на неринкових умовах. Легкість та швидкість, із якою кредитний портфель на понад сто мільярдів гривень було трансформовано протягом кількох тижнів лише підтвердили, що ніяких незалежних позичальників у банку не було. Протягом усього періоду активного спілкування між НБУ та «ПриватБанком» усі позичальники діяли синхронно та узгоджено. Факт їхньої пов'язаності із кредитором є доведеним для НБУ по суті, та юридично зафіксованим рішеннями Комісії з питань визначення пов'язаних з банками осіб.
З ним погоджується Марія Репко : «Надзвичайно-стислі терміни реструктуризації кредитного портфеля» і серйозне погіршення умов позик для банку дають підстави припустити, що початковий пул кредитів дійсно був виданий пов'язаним з банком особам або щонайменше тим, на кого власники банку могли істотно вплинути. В іншому випадку вийшло б, що Коломойський і Боголюбов, ризикуючи власними активами та кримінальними переслідуваннями за доведення банку до стану неплатоспроможності, діяли заради вигоди чужих компаній, що було б вкрай нераціональним поведінкою".
Через півроку, в інтерв'ю Liga.net заступник керівника голови НБУ Катерина Рожкова розкриє окремі деталі трансформації кредитного портфеля банку: «Заборонити трансформацію ми не могли: тоді у „ПриватБанку“ були б підстави заявляти, начебто НБУ занадто необ'єктивний і своєю забороною проводити трансформацію завадив банку виконати програму поліпшення якості кредитного портфеля. … Якби ми зовсім заборонили банку робити реструктуризацію, то до 1 жовтня 2016 він би порушив норматив адекватності капіталу, і ми змушені були б визнати його неплатоспроможним. І банк тоді сказав би, що ми спеціально довели його до стану неплатоспроможності, не дозволивши реструктуризувати портфель…».
Нові компанії-позичальники перестали обслуговувати кредити практично відразу ж після націоналізації «ПриватБанку». Це можна простежити навіть по загальній банківській звітності: в грудні 2016 різко скоротилися процентні доходи українських банків, на суму, що приблизно дорівнює відсотковим виплатами за проблемним портфелем «ПриватБанку».
Переговори з акціонерами та керівництвом «ПриватБанку» з метою пошуку рішення продовжувалися протягом осені 2016 р. «ПриватБанк» вжив заходів щодо реалізації програми реструктуризації кредитів, яка покривала 137 млрд грн. кредитних ризиків. Проте, НБУ дійшов висновку, що програма була неефективною, і, гірше того, була спрямована на приховування справжнього масштабу проблем.
У жовтні 2016 року НБУ, разом з Ernst & Young, здійснив попередню перевірку здатності «ПриватБанку» дотримуватися нових правил оцінки кредитного ризику та правил проведення операцій з пов'язаними сторонами. В результаті було виявлено очікуваний дефіцит регулятивного капіталу у розмірі 146,4 млрд грн. Цей результат — і той факт, що керівництво «ПриватБанку» та акціонери, очевидно, не виконували вимоги Плану реструктуризації, — означали, що НБУ був зобов'язаний визнати «ПриватБанк» неплатоспроможним відповідно до статті 1 Закону 78 про рекапіталізацію та реструктуризацію банків. Згодом його можна було вивести з ринку згідно з положеннями закону про Фонд гарантування вкладів фізичних осіб. Проте, крах такого системно важливого банку як «ПриватБанк» загрожував всій фінансовій системі та економіці. Усе ще дуже нестабільне відновлення економіки України могло опинитися під загрозою.

### Листи екс-власників банку
На початку жовтня 2016 НБУ отримує листи від власників банку з проханням розглянути можливість «добровільної» націоналізації, ґрунтуючись на вимогах Закону № 78, що запускає процес «верифікації». Початок «верифікації» є виконання банком вимог Закону № 78 у проведенні перевірки для впевненості чи досяг банк нульового рівня капіталу (Постанова № 323). На підставі цього закону можна було здійснити «добровільну» націоналізацію банку до кінця 2016 року при умові досягнення нульового капіталу, конвертації зобов'язань пов'язаних осіб в капітал.

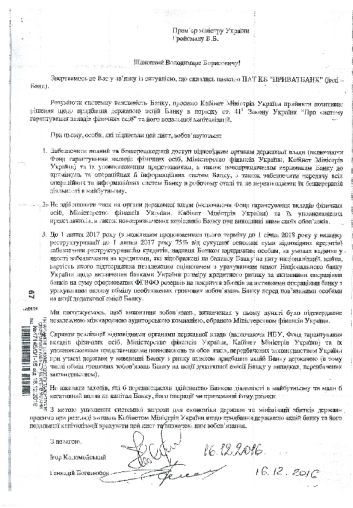
Лист в КМУ

Виходячи з листа до голови Кабміну, екс-акціонери «ПриватБанку» пообіцяли виконати наступне:
- забезпечити повний та безперешкодний доступ до приміщень та операційних систем банку державним органам, включаючи Фонд гарантуваня вкладів, Міністерство фінансів України, Кабмін та їхніх уповноважених представників, і не перешкоджати їхній діяльності в майбутньому.
- не тиснути на органи державної влади, їхніх уповноважених представників та нових керівників банку при виконанні ними своїх обов'язків.
- до 1 липня 2017 року забезпечити реструктуризацію кредитів, наданих банком певним юридичним особам. У листі не вказується, яких компаній це стосується.

В листах екс-акціонерів «ПриватБанку» на адресу Національного банку теж прописані окремі зобов'язання, зокрема:
- Екс-акціонери погодилися конвертувати всі зобов'язання пов'язаних з акціонерами компаній у капітал банку. Саме так вчинили з юридичними особами, які пов'язані в тому числі із сім'єю Григорія та Ігоря Суркісів[87].
- Екс-акціонери обіцяли голові НБУ, як і очільнику уряду, реструктуризувати на ринкових умовах кредитний портфель «порожніх» компаній через переведення позик на операційні компанії, які мають реальні джерела доходів, з визначенням чітких термінів погашення.
- Оформити застави за згаданими кредитами за ринковою вартістю.
- Погоджувати з органами влади комунікації з громадськістю.
- Не ухвалювати рішень, які не відповідають вимогам законодавства, нормам банківської практики та можуть негативно вплинути на капітал банку.

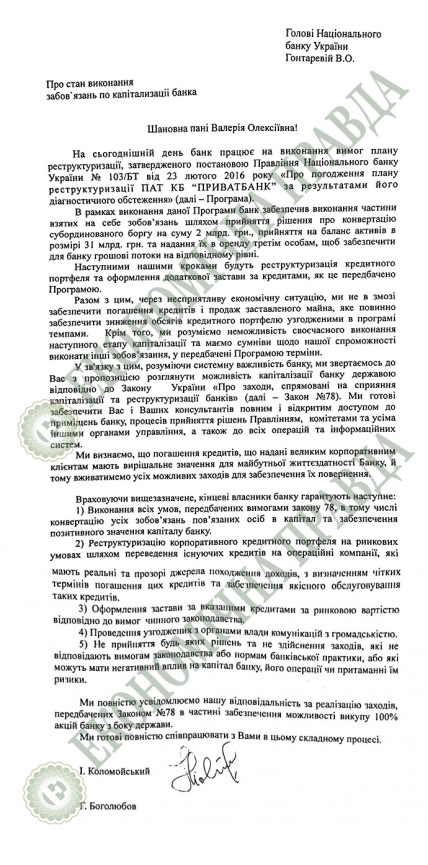
Лист в НБУ

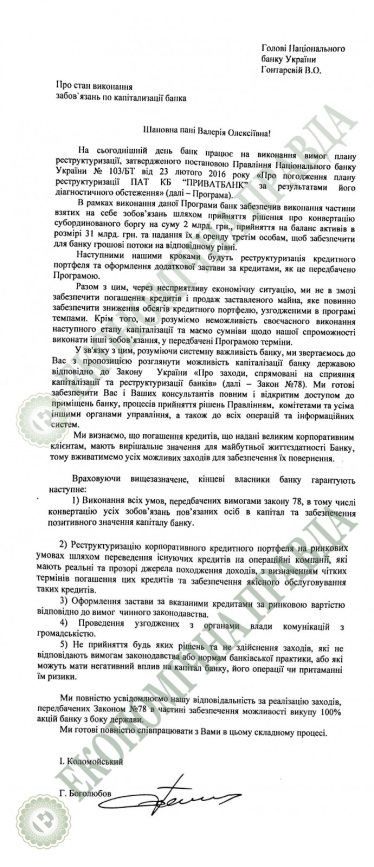
Лист в НБУ2

Олександр Данилюк, Міністр фінансів України в інтерв'ю Lb.ua прокоментував так сутність листів екс-власників: «Законодавство України передбачає серйозну відповідальність за доведення банку до неплатоспроможності. Екс-власники „ПриватБанку“ це розуміли. Перед ними стояла об'єктивно непросте завдання — враховуючи ситуацію в банку — виконати програму по докапіталізації, покращити кредитний портфель і т. д., узгоджену з Національним банком України. Зробити це вони не змогли… Важливо було знайти рішення, яке б не зашкодило банку, і цим рішенням стала передача в держвласність … Уряд ухвалив рішення про внесення в банк дуже серйозної суми. Тому вони екс-власники, розуміючи свою відповідальність, дали зобов'язання уряду, що протягом шести місяців — шляхом реструктуризації свого корпоративного портфеля, довнесення застав — вони компенсують втрати, понесені державою. Але втрати тут розглядаються як певний внесок у стабільність системи… Банк доведений до неплатоспроможності, це визнано аудитом, всіма міжнародними інституціями, які спостерігали за процесом. Очевидно, що за це передбачена відповідальність. Лист було ініціативою екс-власників «ПриватБанк». Вони розуміють, що зобов'язані виконувати реструктуризацію портфеля, фактично компенсувати втрати держави. Якщо вони цього не зроблять, в Україні і за її межами (а масштаб банку колосальний), є компетентні органи …»
Заступник Голови Національного Банку Катерина Рожкова в інтерв'ю 112.ua : "… ми маємо підписаний лист. З одного боку, воно нотаріально не завірена, а з іншого боку, це — добровільно підписаний лист. Тому з точки зору міжнародної юридичної практики, це певне зобов'язання, яке не було виконано… У листі, який отримав Національний банк України, були більш детально описані умови реструктуризації. А саме: всі кредити, які є сьогодні на балансі банку і які не мають реального забезпечення, і позичальники, фінансовий стан яких в принципі не відповідає здоровому глузду і регуляторним вимогам, повинні бути переведені на компанії, які мають реальну виручку, ведуть реальну виробничу діяльність, мають реальні виробничі потужності. І джерела ведення цієї діяльності повинні стати джерелами для погашення цих кредитів. І знову-таки, вони повинні надати тверді застави ". Пізніше, в інтерв'ю Liga.net заступник голови НБУ деталізувала: «Лист колишніх акціонерів написано у вільній формі, це добровільно взяте на себе зобов'язання. Саме це міністр фінансів мав на увазі, коли сказав, що це не юридичний документ. Але якщо ми повернемося до цивільного права, то домовленості, укладені на папері між двома суб'єктами, є договором. Є зобов'язання і пропозиції, які акцептувала друга сторона…»
Рішення про націоналізацію Кабінет Міністрів ухвалив до того, як отримав лист-звернення від екс-власників. А лист був своєрідною «страховкою» від ризиків, першим з яких був саме ризик зупинки операційної діяльності найбільшого банку в країні. Перед тим як рішення про націоналізацію «ПриватБанку» було ухвалено остаточно, у бізнесмена і колишнього співвласника банку Ігоря Коломойського відбулася розмова з послом США Марі Йованович — повідомили журналісти LB.ua в грудні 2016. Ця розмова, як відзначають джерела журналістів, був дуже непростим і став "точкою неповернення "в історії з переходом «ПриватБанку» з приватної власності в державну.
На думку заступниці виконавчого директора Центру економічної стратегії, Марії Репко, уряд хотів перестрахуватися на випадок реалізації кількох негативних сценаріїв з боку екс-власників:
- Що екс-власники можуть «спеціально» зупинити операційно-розрахункову діяльність банку у випадку націоналізації. Держава хотіла отримати згоду від власників на безперешкодний доступ до приміщень та систем банку із занепокоєння, що при націоналізації банку представників влади просто не допустять всередину приміщень та/чи знищать інформаційні системи (наприклад, Privat24)
- Що можуть постраждати конкретні люди та чи їхні сім'ї, які займатимуться управлінням банку як нова команда, органи, що мають проводити розслідування і т. д.

Що державний банк може не отримати назад виданих попереднім менеджментом кредитів. Таким чином держава була і залишається зацікавленою, отримавши гарантії від екс-власників, повернути в бюджет кошти, які було витрачено на націоналізацію «ПриватБанку».

## Націоналізація

### Входження держави в капітал «ПриватБанку»
Заступник Голови НБУ Катерина Рожкова в інтерв'ю finbalance.com.ua відзначила складну фінансову ситуацію в банку на момент націоналізації: «(Скільки часу «ПриватБанк» міг ще пропрацювати в тому форматі, в якому він працював) — …Ніскільки. Можливо, день-два. На момент введення тимчасової адміністрації в банку була картотека на 1 млрд грн… У них не було ліквідності. Вони впродовж дня накопичували ліквідність від клієнтів, які отримували вхідні платежі на свої рахунки в банку, а потім великим пакетом випускали дрібні платежі через СЕП. Це вже говорить, що в банку ліквідності не було… Я неодноразово чула від екс-топ-менеджерів банку, що „Ви будете змушені надати нам рефінансування, бо якщо не дасте, то все ляже“… Можливо, це був такий задум — довести ліквідність до мінімуму, а потім сказати, що НБУ не дає рефінансування, тому ми не можемо вам платити…»
Колишній корпоративний секретар «ПриватБанку» Вікторія Страхова зазначала: «Потрібно розуміти, що націоналізація „Привату“ — це не бажання когось в Україні. Ні президент, ні обидва прем'єри не палали бажанням отримувати собі проблему у вигляді Коломойського. І „Приват“ став „крос-граничним“, якщо не світовим проектом (за охопленням задіяних організацій і юрисдикцій)… Чи міг Беня (Ігор Коломойський) петляти далі? Шанси були б, якби не його вечірні прогулянки під „Укрнафтою“ і сакраментальне „Йдеш каву пити?“. Це зумовило результат історії to big to be проблемою. Іноземні інститути не розуміли, як можна залишати 50 % розрахункової системи в руках людини, який погрожує батальйонами».
Екс-власник «ПриватБанку» Ігор Коломойський, у коментарі ТСН підтвердив звернення до уряду з проханням про націоналізацію банку: «… У цей нелегкий для колишніх акціонерів час я хотів би дати короткий коментар про націоналізацію „ПриватБанку“ трьома тезами. 1. Я хочу подякувати Кабінету Міністрів і особисто Володимиру Гройсману. Як ви знаєте, в результаті останньої хвилі клієнтської паніки, спровокованої насамперед діями НБУ, ми були змушені звернутися до Кабінету Міністрів з пропозицією про передачу „ПриватБанку“ державі. Я вважаю, що прем'єр-міністр і його команда проявили справжню мужність, ухваливши це непросте рішення. Якби вони не зважилися на цей крок, це поставило б під загрозу всю фінансову систему України. 2. „ПриватБанк“ став жертвою свавілля НБУ. У „ПриватБанку“ був збалансований забезпечений кредитний портфель, підтверджений міжнародним аудитом. Однак НБУ, постійно змінюючи свої власні нормативи, придумував все нові і нові способи штучного зниження капіталізації банку. Потім вони почали розповідати про міфічну діру в 150 млрд грн, 97 % пов'язаних кредитів, про те, що всі гроші вкрадені або виведені в офшори. Хоча всі ці цифри вони отримали в результаті довільного зміни облікової політики. Нормальні центробанки допомагають банкам у важкий час, таке як економічні кризи, окупація чи війна. Наш же регулятор використовував всі можливі прийоми, щоб дотиснути «ПриватБанк». І, на жаль, у нього це вийшло. 3. Найважливіше, що в результаті прийнятого рішення не постраждали клієнти банку. Як би важко і прикро не було, протягом усіх переговорів ми пам'ятали, що найголовніше — це клієнти „ПриватБанку“. Мені смішно чути висловлювання, що Коломойський когось шантажував, погрожуючи обвалити «ПриватБанк». Ми захищали наш банк до останнього, але рівно до того моменту, поки ми не відчули загрозу для клієнтів. А в іншому, історія розставить все по своїх місцях».
При цьому екс-голова правління «ПриватБанку» (1997—2016 роки) Олександр Дубілет на першій прес-конференції після націоналізації банку звинуватив у ухваленні відповідного рішення «інформаційні атаки»: «Та інформаційна атака, яка пішла на банк в останні два тижні, багато в чому визначила поведінку нашу та наше рішення, яке було пов'язане з націоналізацією»
На думку Марії Репко, заступника виконавчого директора Центру економічної стратегії, уряд вдався до входження до капіталу приватного банку через кілька ключових ризиків: ризик неплатоспроможності найбільшого банку в країні та ризик макроекономічної дестабілізації. В першому випадку, якщо бізнес-стратегія банку дійсно базувалася на кредитуванні і перекредитуванні бізнесу, що був пов'язаним із екс-власниками за рахунок роздрібних депозитів, така піраміда загрожувала при падінні рано чи пізно поховати під уламками більшу частину платіжного ринку України, разом з обіговими коштами численних компаній мікро-, малого і середнього бізнесу на корпоративних і карткових рахунках банку. Кредитування пов'язаних осіб із власниками банку — вважається надзвичайно небезпечною практикою, саме тому у світі кредитування пов'язаних осіб жорстко обмежують.
Якби замість рішення про націоналізацію було ухвалено рішення про ліквідацію банку, попри загрозу кризи в системі платежів, державі довелося б з Фонду гарантування вкладів виплатити суму, яка приблизно дорівнює 6 % ВВП, майже 20 % сукупних річних витрат держбюджету або половину всієї випущеної в обіг готівки (М0). На тлі падіння найбільшого банку, такий крок додатково простимулював би панічний попит на валюту, підкріплений масштабним вливанням гривні, галопуючу інфляцію і новий виток фінансової кризи. Поточне рішення — поступово «здувати» банк, монетизуючи ОВДП і погашаючи депозити клієнтів, на думку експерта, набагато менш болісне і шокове для економіки.
18 грудня 2016 НБУ оголосив «ПриватБанк» неплатоспроможним відповідно до статті 1 Закону 78. Отже виводити його з ринку необхідно було відповідно до статті 41.1 Закону «Про систему гарантування вкладів фізичних осіб». Відразу після того, як «ПриватБанк» був визнаний неплатоспроможним, НБУ звернувся до Кабінету Міністрів України з пропозицією передати цей системно важливий банк у власність держави.
Націоналізація «ПриватБанку» відбувалася в кілька етапів. Спочатку Фонд гарантування вкладів фізичних осіб ввів до нього тимчасову адміністрацію, а потім продав усі сто відсотків його акцій Міністерству фінансів за умовну одну гривню. Для того, щоб покрити діру в капіталі у майже 150 мільярдів гривень, Міністерство фінансів України вніс державні облігації на суму 116 млрд грн, а решту вдалося покрити завдяки коштам, які зберігали у «ПриватБанку» пов'язані з колишніми акціонерами та керівництвом фірми особи — так звана операція «bail-in».
| Дата                         | Подія |
| ---------------------------- | --- |
| Неділя, 18 грудня 2016 р.    | * Рада національної безпеки і оборони України ухвалює рішення про невідкладні заходи щодо забезпечення національної безпеки України в економічній сфері та захисту інтересів вкладників * Кабінет Міністрів України інформує про перехід ПАТ «ПриватБанк» у стовідсоткову власність держави та приймає відповідне рішення |
| Понеділок, 19 грудня 2016 р. | * Президент України підписує Указ № 560/2016 про рішення Ради національної безпеки і оборони України від 18 грудня 2016 року «Про невідкладні заходи щодо забезпечення національної безпеки України в економічній сфері та захисту інтересів вкладників» * Спільна заява Міністерства фінансів України та Національного банку України щодо ухвалення державою рішення про входження до капіталу ПАТ «ПриватБанк» * Фонд гарантування вкладів фізичних осіб оголошує про запровадження процедури виведення з ринку ПАТ «ПриватБанк» * «ПриватБанк» у зв'язку із процедурою націоналізації все ж призупинив обслуговування корпоративних платежів на добу до 9:00 20 грудня |
| Вівторок, 20 грудня 2016 р.  | * Державна фіскальна служба України повідомила , що не буде штрафувати платників податків через можливі перебої у роботі «ПриватБанку» * «ПриватБанк» відновив платежі фізичних осіб-підприємців та юридичних осіб. «Всі платежі ініційовані вчора будуть виконані сьогодні. Для того, щоб провести оплату всіх податків та зборів та уникнути штрафів сьогодні операційний день буде подовжено» |
| Середа, 21 грудня 2016 р.    | Між Міністерством фінансів та Фондом гарантування вкладів фізичних осіб було підписано договір про продаж 100 % акцій ПАТ КБ «ПриватБанк». Із повідомлення прес-служби відомства : «… у рекордні 72 години було забезпечено резерви під активні операції, проведено додаткову емісію акцій та їх розміщення. Було внесено зміни до статуту банку, розроблено перехідний баланс, завершено усі потрібні процедури з продажу акцій та зміни власників банку. Станом на 21 грудня капітал „ПриватБанку“ мав від'ємне значення, і Фонд гарантування, відповідно до Закону України „Про систему гарантування вкладів фізичних осіб“, продав повний обсяг акцій цього банку Міністерству фінансів за одну гривню. Передача „ПриватБанку“ у державну власність стала гарантією його докапіталізації… Держава стала гарантом виконання усіх зобов'язань перед клієнтами банку зі збереженням валюти вкладів та інших умов».                                                                 |
| Четвер, 22 грудня 2016 р.    | Міністр фінансів України Олександр Данилюк на брифінгу у м. Дніпро представив нового голову правління «ПриватБанку» Олександра Шлапака |
| П'ятниця, 23 грудня 2016 р.  | Реалізовано план врегулювання ПАТ «ПриватБанк» — з 22.12.2016 припинено тимчасову адміністрацію у ПАТ «ПриватБанк» та відкликано повноваження, делеговані уповноваженим особам Фонду на тимчасову адміністрацію у ПАТ «ПриватБанк». Міністр фінансів Олександр Данилюк представив Наглядову раду «ПриватБанку». До Наглядової ради увійшли: * Маліж Франсіс, виконавчий директор ЄБРР в Східній Європі, Член Наглядової ради * Андреа Монета, керуючий партнер інвесткомпанії Apollo Management, Член Наглядової ради * Оксана Маркарова, перший заступник Міністра фінансів, Член Наглядової ради * Артем Шевальов, член ради директорів ЄБРР від України, Член Наглядової ради * Стівен А. Сіліг, фінансист, автор реформи фінсектора в Ірландії, Член Наглядової ради * Олексієнко Сергій, уповноважений з перспективних проектів «Нафтогазу», Член Наглядової ради * Енгін Акчакоча, фінансист, автор програми реформування банківської системи Туреччини, Член Наглядової ради |
| 17 січня 2017 р.             | Міністр фінансів України Олександр Данилюк повідомив , що Наглядову раду «ПриватБанку» очолив Енгін Акчакоча |
| Січень 2017 р.               | «ПриватБанк» звернувся до Ernst & Young для оцінки потреби в капіталі (due diligence) |
| Кінець лютого 2017 р.        | Уряд ухвалив рішення про збільшення статутного капіталу «ПриватБанку» на 116,8 млрд грн на підставі пропозиції НБУ. Збільшення статутного капіталу банку відбулося шляхом випуску облігацій внутрішньої державної позики в обмін на акції банку |

Спільна заява Міністерства фінансів України, Національного банку України від 19 грудня 2016: "Держава ухвалила рішення про входження до капіталу ПАТ «Приватбанк». Кабінет Міністрів України на засіданні 18 грудня 2016 ухвалив рішення про входження держави до капіталу ПАТ «ПриватБанк»… Це рішення дозволить захистити понад 20 млн громадян України, які зберігають кошти в цьому банку та користуються його сервісами. У першу чергу мова йде про 3.2 млн пенсіонерів та 1.6 млн інших соціально незахищених верств населення. Усі вони матимуть повний доступ до своїх рахунків. Наразі банк працює у звичайному режимі та виконує зобов'язання перед клієнтами та партнерами… На жаль, проблеми у банку накопичувалися вже багато років та посилилися останнім часом. Основною їх причиною стала невиважена кредитна політика банку, що призвела до втрати банком капіталу. Понад два роки Національний банк вів роботу із акціонером в напрямку розробки та виконання плану докапіталізації. Проте план виконано не було. При цьому Національний банк України встановив, що на сьогодні загальна потреба «ПриватБанку» в капіталі становила 148 млрд грн. Національний банк України, усвідомлюючи всі ці проблеми ПАТ «ПриватБанк» та враховуючи важливість його як системного банку для здоров'я фінансового сектора та економіки країни в цілому, не міг чекати довше та відніс банк до категорії неплатоспроможних. Відтак регулятор звернувся до Уряду з пропозицією передати цей системно важливий банк у державну власність. Також акціонери надіслали лист до Кабінету Міністрів України з проханням про входження держави у капітал ПАТ «ПриватБанк». Цим листом акціонери зобов'язались реструктурувати кредити, надані банком юридичним особам, з урахуванням вимог Національного банку до 01 липня 2017 року…
Олександр Данилюк, Міністр фінансів України в інтерв'ю Lb.ua: «Національному банку було непросто, враховуючи системність „ПриватБанку“. Вони теж шукали можливість максимально стабілізувати ситуацію, йдучи на поступки, даючи певні відстрочки, аби (колишні) власники виконали зобов'язання. Але, на жаль, це призвело до того, що ми маємо. Національний банк ухвалив відповідне рішення, і ми відгукнулися на нього буквально протягом одного дня — було вирішено переводити банк в державну власність».

### Процедура Bail-in
Відповідно до Закону «Про систему гарантування вкладів фізичних осіб», перед рекапіталізацією банку за рахунок державних коштів, ФГВФО має право реалізувати певні зобов'язання банку з метою зменшення тягаря на платника податків. Процедура bail-in здійснювалася відповідно до статті 41-1 Закону про «Про систему гарантування вкладів фізичних осіб» «захист прав і законних інтересів вкладників банків, зміцнення довіри до банківської системи України, стимулювання залучення коштів у банківську систему України та забезпечення ефективної процедури виведення неплатоспроможних банків з ринку та ліквідації банків».
До категорії пов'язаних осіб, окрім власників акцій банку і топ-менеджменту, відносяться будь-які особи, через які проводяться операції в інтересах пов'язаних осіб і на яких пов'язані особи можуть здійснювати вплив під час проведення таких операцій. Наприклад, керівники або власники афілійованих з банком структур. Юридичні особи, керівники або власники яких визнані пов'язаними з банком, або будь-яка фізособа, через яке проводилися операції в інтересах пов'язаних осіб.
Тимчасова адміністрація «ПриватБанку» разом з НБУ обнулили і перевели в капітал окремі пасиви (зобов'язання) банку, які, на думку регулятора, були пов'язані з його колишніми акціонерами. Bail-in ціною близько 29 млрд грн. Наприклад, одна з таких осіб, пов'язаних із екс-власниками банку — Ігор Суркіс. Ігор Суркіс та Ігор Коломойський також співвласники кількох офшорних компаній, наприклад, CME Cyprus Holding на Кіпрі і Alstrom Business на Британських Віргінських Островах. За інформацією Zn.ua, банки Коломойського і Суркісів теж «дружили» — «ПриватБанк», наприклад, передав у користування «А-банку» свій унікальний софт і трирічна ліцензія на використання якого обійшлася банку Ігоря Суркіса в $560.
Camerin Investments LLP, Sunnex Investments LLP, Tamplemon Investments LLP, Berlini Commercial LLP, Lumil Investments LLP, Sofinam Investments LLP (регулятором визначені як «пов'язані з екс-власниками особи») засновані в один день, зареєстровані за однією адресою в Британії, поштову адресу вказують теж одну, щоправда, вже на офшорних Віргінських островах. Різниця між ними лише в тому, що станом на 20 лютого 2017 три перші компанії належали Ользі Романовій — дружині Ігоря Суркіса, а решта — Поліні Ковалик, першій дружині його брата Григорія Суркіса.
27 грудня 2016 брати Суркіси, їхній батько (Рахміль Суркіс), донька Ігоря Марина, донька Григорія Світлана і її мати Поліна звернулися до Окружного адміністративного суду міста Києва з позовом до НБУ, ФГВФО і тимчасовому адміністратору «ПриватБанку» з вимогою скасувати рішення про визнання їх пов'язаними особами. Точніше, знову подали кілька позовів, але до розгляду був взятий лише один, який потрапив до судді Аблов. А разом з цим заявники визнали свої зв'язки один з одним. З сім'ї Суркісів, за інформацією Zn.ua, в капітал банку списали сукупно 7,7 млрд грн. А, наприклад, ФК «Динамо» bail-in не торкнувся.
Окрім того, процедура bail-in торкнулася і держателів євробондів «ПриватБанку». За даними Національного банку «ПриватБанк» мав в обігу такі випуски облігацій:
1. Випуск на суму $175 млн за ставкою 10.875 % з погашенням 28.02.2018.
2. Випуск на суму $200 млн за ставкою 10.25 % з погашенням 23.01.2018.
3. Випуск на суму $220 млн за ставкою 11 % (облігації субординованого боргу) з погашенням у 2021 році.

Облігації було випущено спеціальною компанією (SPV), зареєстрованою у Великій Британії, а надходження від розміщення облігацій були передані «ПриватБанку» у формі позики. Відповідно до статті 41.1 Закону України «Про систему гарантування вкладів фізичних осіб» зобов'язання «ПриватБанку» перед SPV у період здійснення тимчасової адміністрації були обміняні на акції додаткової емісії банку. Перехід банку у державну власність і припинення тимчасової адміністрації відбулися 21 грудня 2016 року. Жодні виплати власникам облігацій здійснюватися не будуть.
Заступник Голови Національного Банку Катерина Рожкова в інтерв'ю finbalance.com.ua зазначила: "(Рішення українських судів, які вже були ухвалені в Україні по Суркісам, А-Банку по bail-in) як мінімум, дивують, оскільки закон чітко визначає, що при націоналізації системного банку всі відповідні зобов'язання повинні бути конвертовані в капітал… Інвесторам (держателям євробондів), як мені здається, треба судитися не з нами. Вони робили висновки (про інвестування в облігації) на основі звітів PricewaterhouseCoopers.

### Аудиторські звіти
Меморандум про економічну та фінансову політику між Україною та МВФ поставив перед Урядом України зобов'язання призначити міжнародно визнану компанію для ведення переговорів про реструктуризацію, внесення додаткового забезпечення «ПриватБанку» та мінімізацію витрат держави у процесі входження держави в капітал банку. 13 квітня 2017 року Наглядова рада «ПриватБанку» обрала консорціум компаній у складі Rothschild & Co («Ротшильд») та E&Y («Ернст енд Янг»). Rothschild & Co. була запрошена для ведення переговорів про реструктуризацію та відновлення вартості проблемних кредитів до 1 липня. Компанія «Ернст енд Янг», як аудитор фінансової звітності, була призначена державою після націоналізації банку; вона замінила попередніх аудиторів PricewaterhouseCoopers, які перевіряли «ПриватБанк» з кінця 2007 року (до 2015 р). «Ернст енд Янг» була також задіяна у лютому 2017 р. для перевірки кредитного портфеля «ПриватБанку» відповідно до міжнародних норм та оцінки майбутніх потреб новоприватизованого «ПриватБанку» в регулятивному капіталі.
При цьому Ігор Коломойський у червні 2017 заявив телеканалу ТСН, що «найнята державою нова аудиторська компанія нарахувала у банку близько 9 млрд грн кредитів компаніям, які були пов'язані із колишніми акціонерами на момент націоналізації» — з оцінкою якої екс-власник банку був згодний: «в мене немає підстав не довіряти їм (новим аудиторам)». При цьому екс-власник зазначив, що в нього викликають занепокоєння «необдумані заяви чиновників Національного Банку, які, задля виправдання націоналізації, поспішили повідомити усім корпоративним боржникам банку про те, що платити по їхнім боргам мають Коломойський та Боголюбов… Очевидно, що після таких заяв боржники „ПриватБанку“ можуть перестати погашати свої кредити, бо, виходить, що Національний банк офіційно їм повідомив, що вони „ПриватБанку“ нічого не зобов'язанні віддавати».
Згідно із фінансовою звітністю банку, підтвердженою аудиторами Ernst & Young, станом на 31.12.2016 резерв на знецінювання кредитів юридичним особам був збільшений на 155,9 млрд грн. Зі звіту незалежного аудитора Ernst & Young випливає, що аудитор підтвердив низьку якість кредитного портфеля «ПриватБанку», однак не підтвердив фінансові результати та грошові потоки банку через те, що не зміг отримати достатні аудиторські доказу щодо періоду, в якому відбулося знецінення кредитів та авансів клієнтам.
Більше того, на думку регулятора, аудитори визначили потребу у доформуванні додаткового резерву ще на 10 млрд грн, що у результаті призвело до від'ємного значення балансового капіталу «ПриватБанку» в 882 млн грн. станом на кінець 2016. Аудитор не підтвердив фінансові результати та грошові потоки банку через те, що не зміг отримати достатні аудиторські докази відносно періоду, в якому відбулося знецінення кредитів та авансів клієнтам. Такий висновок свідчить про те, що фінансові проблеми в «ПриватБанку» розпочалися задовго до 2016. Також на вимогу статті 411 Закону України «Про систему гарантування вкладів фізичних осіб» аудитором Ernst & Young був здійснений аналіз потреби банку у капіталі. За результатами цього аналізу було визначено, що банку знадобиться додаткове вливання капіталу від держави (на 38,5 млрд грн. у червні 2017), як наслідок дій попередніх власників та топ-менеджменту установи.
Пізніше заступник Голови Національного Банку Катерина Рожкова в інтерв'ю 112.ua зазначала: «За підсумками річного аудиту, який був проведений компанією Ernst & Young, загальний обсяг резервів під кредитний портфель, наданий юридичним особам, склав 184 млрд грн. Тобто, це майже 86 % від загального кредитного портфеля, наданого юридичним особам. Рівень забезпечення портфеля заставами дуже низький: намагаючись реструктуризувати свої активи, влітку минулого року «ПриватБанк» прийняв на баланс певну частину основних засобів і віддав їх у фінансовий лізинг».
На сайті Національного банку була розміщена інфографіка, в якій регулятор систематизував відкриту інформацію про залучення аудиторських компаній до перевірки звітностей та окремих їхніх елементів в «ПриватБанку».

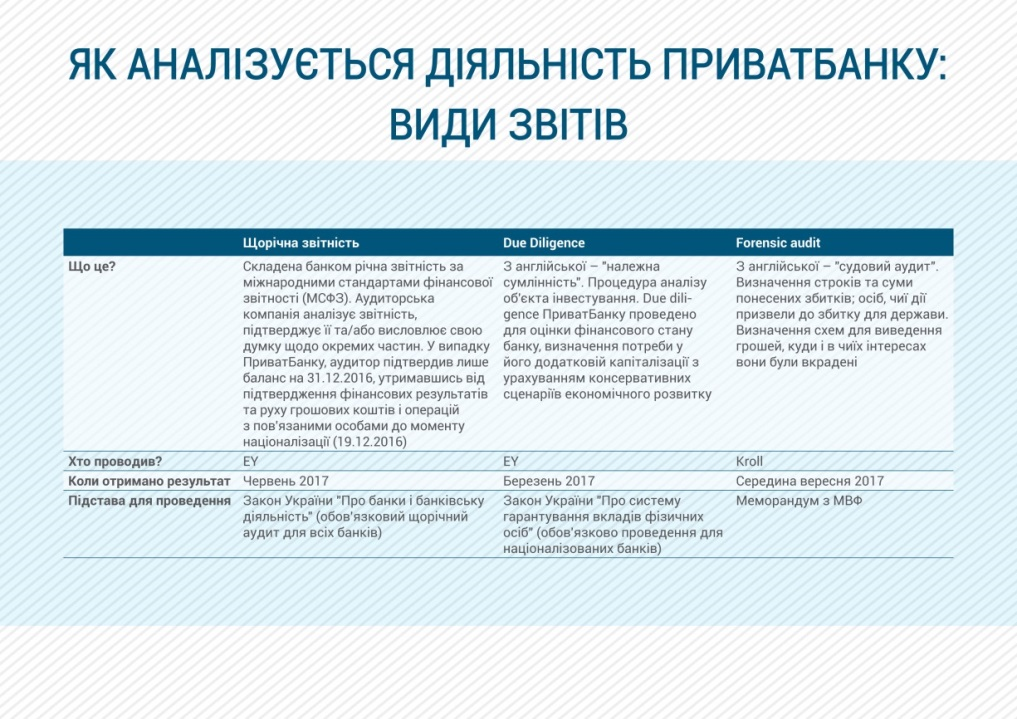
Аналіз діяльності банку

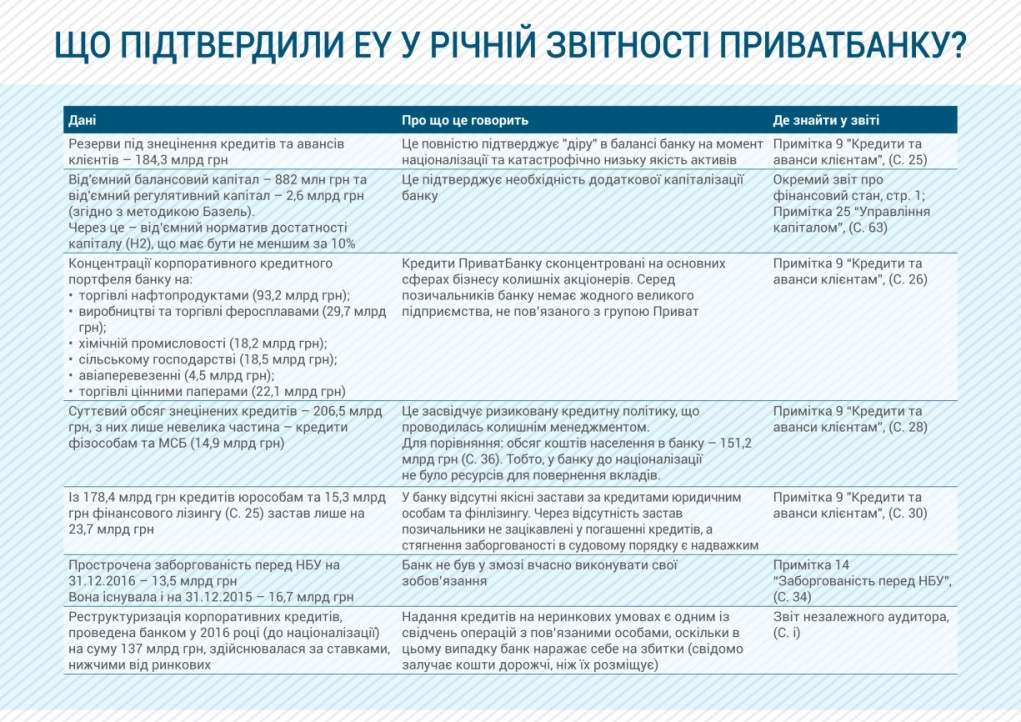
Звіт Ernst & Young

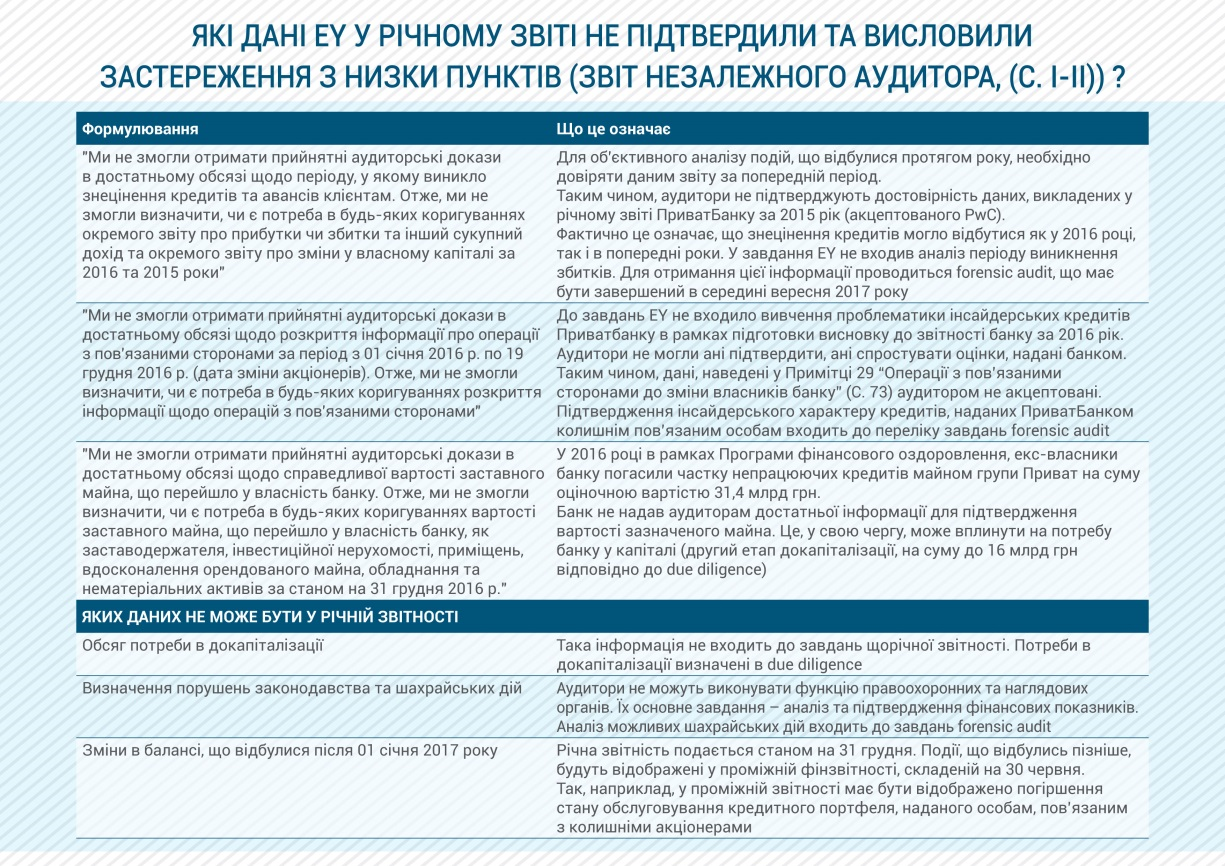
Звіт Ernst & Young2

Коментар прес-служби «ПриватБанку» щодо наведеного в звітності показника інсайдерських кредитів на 19.12.2016: «Аудитор не зміг підтвердити інформацію про операції з пов'язаними особами за період з 01 січня по 19 грудня 2016 року. В фінансовій звітності операції зі зв'язаними сторонами розкриваються згідно з МСБО 24, в якому визначено перелік ознак згідно з якими той чи інший суб'єкт, юридична або фізична особа, відноситься до зв'язаної з Банком сторони. Критерії пов'язаності згідно з МСБО 24, що розроблені Радою з міжнародних стандартів бухгалтерського обліку для європейських країн з прозорою економікою, не могли врахувати особливості ведення бізнесу колишніми власниками Банку. При цьому, інформація про суми заборгованості за кредитами, що розкрита в примітці 9 до річної фінансової звітності містить інформацію про реструктуризацію кредитного портфеля в сумі 137 082 млн грн на пільгових для позичальників умовах. Згідно з критеріями, визначеними Постановою НБУ від 12.05.2015 № 315 „Про затвердження Положення про визначення пов'язаних із банком осіб“, така заборгованість відноситься до заборгованості пов'язаних осіб. Згідно з ознаками пов'язаності, що визначені Постановою НБУ № 315, весь портфель реструктуризованих позик відноситься до портфеля пов'язаних осіб, оскільки кредити були надані підприємствам з непрозорою формою власності, обсяги діяльності яких не відповідали сумам наданих кредитів; з відсотковою ставкою значно нижче ринкової та умовами сплати боргу, відмінними від ринкових умов; без належної застави для забезпечення виконання зобов'язань і з порушенням внутрішніх лімітів повноважень щодо ухвалення рішення про надання позики. Під цю заборгованість Банком сформовано резерв в сумі 135 018 млн грн».
На думку заступниці виконавчого директора Центру економічної стратегії, Марії Репко: "На жаль, за відсутності однозначного висновку аудитора теза про величину долі пов'язаних осіб формально підтвердити або спростувати неможливо: в Україні пов'язаність дуже непросто визначити за формальними критеріями. Якщо офіційного зв'язку між фіктивним позичальником і акціонерами банку простежити не вдалося — кредит не може бути класифікований як кредит пов'язаним особам, згідно зі стандартами МСФЗ. Однак за фактом компанії цілком можуть виявитися пов'язаними. Попередній аудитор PricewaterhouseCoopers підтвердив, що в 2014 кредити на суму 18,5 млрд грн. були видані пов'язаним сторонам, однак вже в 2015 на підставі недостатньої інформації щодо стягнення застав, аудитор відмовився підтвердити повноту відображення операцій з пов'язаними сторонами в частині врегулювання заборгованості по деяких кредитах і авансах (сам «ПриватБанк» позначив в звітності кредити пов'язаним сторонам на рівні 34,8 млрд грн. або 16 % від кредитного портфеля).
Новий аудитор, компанія Ernst & Young, яку «ПриватБанк» залучив до оцінки необхідності у капіталі ще до націоналізації, восени 2016, також відмовився підтверджувати інформацію щодо пов'язаних осіб до моменту націоналізації у консолідованій річній звітності банку, а звіт про due diligence «ПриватБанку», в якому міститься інформація про необхідний рівень докапіталізації і про якість портфеля, не є публічним.
Заступник Голови Національного Банку Катерина Рожкова в інтерв'ю finbalance.com.ua: « … компанія Ernst & Young предметно не вивчала проблематику інсайдерських кредитів у рамках підготовки висновку до звітності банку за 2016 рік за міжнародними стандартами фінзвітності. Тому природно, що аудитори в цьому випадку не могли ні підтвердити, ні спростувати ті чи інші оцінки. Завданням Ernst & Young було, насамперед, підтвердження звітності на 01.01.2017, коли власником банку і, по суті, новим інсайдером, вже стала держава. Підтвердження чи непідтвердження інсайдерського характеру кредитів, які «ПриватБанк» видав колишнім пов'язаним особам, — це питання, передусім, forensic audit (по суті, судового аудиту), який вже відбувається (його проводить Kroll і AlixPartners, — ред.). Звітність „ПриватБанку“, яку й підтверджує Ernst & Young, до моменту націоналізації (19 грудня) готував колишній менеджмент „ПриватБанку“, який фактично ігнорував вимоги НБУпо відображенню кредитів пов'язаних осіб, посилаючись на більш м'які міжнародні стандарти фінансової звітності. Стару ж звітність не можна зараз швидко переписати. Основні наші дискусії з екс-топ-менеджерами „ПриватБанку“ точилися довкола того, що після того, як НБУ змінив методику оцінки кредитних ризиків, банк мав уцінити кредитний портфель та нарахувати дуже великий обсяг дорезервування, і тому банк не мав капіталу. Це ключове, що мали підтвердити аудитори Ernst & Young. І вони це підтвердили».
Директор департаменту фінансової стабільності Національного Банку України Віталій Ваврищук в своїй колонці на «Економічній Правді» зазначав: «…НБУ неодноразово спілкувався із попереднім аудитором банку PricewaterhouseCoopers і розпитував, яким чином за подібними кредитами може бути украй низький рівень резервів. Адже неплатоспроможність компаній не викликала сумнівів ні в кого. Виявилося, що аудиторам банк показував зовсім іншу заставу — корпоративні права компаній, які були „справжніми“ позичальниками. На питання про те, як можна оцінити корпоративні права компанії-банкрута — адже у випадку неповернення кредиту «ПриватБанк» би стягував заставу у вигляді корпоративних прав компанії-банкрута, — ми не отримали прийнятної відповіді. Аудитори також запевняли нас, що теж зустрічалися із власниками бізнесів, що були позичальниками „ПриватБанку“, і сформували власне судження про те, що ці власники, по-перше, реальні кінцеві бенефіціари бізнесів, по-друге, вони не пов'язані із акціонерами банку»

## Виявлені проблеми та шахрайства
Колишній корпоративний секретар «ПриватБанку» Вікторія Страхова у соціальній мережі зазначала: «… Для клієнтів, за моїми даними (і досвіду), депозити до півмільйона банк повертав без затримок. Навіть в період інформаційних атак. Але якщо не відчуваєш ризик, це не означає, що його немає. У разі будь-яких істотних потрясінь банк міг почати валитися неконтрольовано. А Бені (Ігоря Коломойського) б шукати довелося б де-небудь в Женеві. Прі цьому ще до початку проекту у нас була суперечка з Олегом Гороховським (колишній перший заступник голови правління „ПриватБанку“) як раз за часткою пов'язаних (пов'язаних з акціонерами компаній, які кредитувалися в банку), я вручну за відкритими даними 68 % нарахувала. На що він аргументував: так ми в ручному режимі повертаємо, а Лагун (Микола Лагун, екс-власник „Дельта банку“) он кредитував „фізиків“ — і що вийшло? Крім цього, суть проекту полягає в тому, що новий нагляд в особі Олександра Писарука будував класичну жорстку модель банківського нагляду. Куди Беня зі своїм „українським варіантом банкінгу“ не вписувався. Так що були варіанти:
1. Дозволити „Привату“ існувати в діючій моделі.
2. Зробити спецпослабленія і дати період перебудуватися-продатися-скоротитися.
3. Націоналізувати.

Перший варіант точно не вписувався в парадигму МВФ — нагляд вибудовувався по-новому. Grace period для Бені — при його-то репутації ніхто не вірив, що він буде дотримуватися домовленостей. Тому був обраний третій варіант».
Ігор Коломойський зробив заяву на телеканалі ТСН.ua, що «ПриватБанк» став жертвою свавілля Національного банкуу: «у „ПриватБанку“ був збалансований забезпечений кредитний портфель, що підтверджується міжнародним аудитом. Однак НБУ, постійно змінюючи свої власні нормативи, вигадував усе нові й нові способи штучного зниження капіталізації банку. Потім вони почали розповідати про міфічну діру в 150 мільярдів гривень, 97 відсотків пов'язаних кредитів, про те, що всі гроші викрадені або виведені в офшори. Хоча всі ці цифри вони отримали в результаті довільної зміни облікової політики»
Очільник Національного Банку України Валерія Гонтарева заперечила: «Інспекційні перевірки НБУ та стрес-тестування в „ПриватБанку“ виявили нестачу капіталу, до якої, поряд з кризовими явищами в економіці, призвела кредитна політика банку. Більше 97 % корпоративного портфеля, який на 1.04.2015 складав близько 150 млрд грн — це кредити компаніям, пов'язаним із екс-акціонерами»

### Пов'язані особи в кредитному портфелі банку
Екс-голова правління «ПриватБанку» Олександр Шлапак на прес-конференції зазначив щодо кредитного портфеля «ПриватБанку»: "…твердих застав забезпечено тільки 8 % портфеля, усе решта — майнові права. За однією з компаній, яка пов'язана з колишніми акціонерами банку, буквально за кілька днів до націоналізації ставка за кредитом знижується до 9 %, знімається індексована складова, термін кредитів закидається на 2041 рік, і що мене взагалі збентежило — грейс-період зі сплати відсотків встановлено до 2019 року. Ми ведемо судовий спір з цією компанією, і в цьому нам допомагає ГПУ. Заарештовано майно компаній, які винні «ПриватБанку».
В листопаді 2016 британський спеціалізований журнал банківської тематики bne IntelliNews провів аналіз кредитного портфеля «ПриватБанку».
З усіх великих позичальників «ПриватБанку» журналістам вдалося ідентифікувати лише кілька компаній з реальним бізнесом: зерновий термінал «Бориваж» (кредит в 3,6 млрд грн), дистриб'ютор агротехніки «Новофарм» (1,9 млрд грн), компанія "Оптимус Плюс (1, 9 млрд грн), телеканал «1 + 1» (626 млн грн), концерн «Укртатнафта» (550 млн грн). Також серед позичальників пов'язані з акціонерами «ПриватБанку» — авіакомпанія «Дніпроавіа», хімзавод «Дніпроазот», НПК «Галичина» і ряд компаній, в назві яких є бренд «Приват» — Перспектива Приват Девелопмент (700 млн грн), Приват DPFG (1,1 млрд грн), Приватбуд, Приватофіс, Приватлізинг. На добре відомі компанії з групи «Приват» припадає близько 10 млрд грн, тобто 5 % загального кредитного портфеля банку. Решта позичальників банку — офшорні компанії (8 % кредитного портфеля «ПриватБанку», або 18 млрд грн) і невідомі ТОВ, створені в 2014—2016 роках.
З 100 найбільших позичальників, що становить 94,5 млрд грн кредитного портфеля, все, крім однієї компанії, — товариства з обмеженою відповідальністю. Більшість з них зареєстровані або в Дніпрі, або в Харкові. Наприклад, група компаній в Харкові в 2015—2016 роках отримала кредитів від «ПриватБанку» на $1 млрд (12 % від усього портфеля). Кредити пішли компаніям ТОВ «Фобург», «Адамант Ойл», «Альфа Трейд Ойл», «Аварис», «Брюк Ойл», «Капітал Ойл», «Фабріциус», «Капітал Трейд», «Максі V», «Мігора», «Нафтаенерджі», «Нател», «НК Франко», «Олімп Ойл», «Пальміра Трейдинг», «Сегмент Ойл», «Таїс Рівер», «Петройл», «Таймар». Всі ці фірми були зареєстровані в лютому — травні 2015-го в житлових будинках в центрі Харкова, а їхній статутний капітал становив 1 тис. грн. Провівши аналіз реєстрів юридичних осіб, bne IntelliNews з'ясувало, що частина цих товариств-позичальників контролюються людьми, пов'язаними з керівництвом компаній, що входять в групу «Приват».
При цьому проти ряду компаній правоохоронними органами ведеться слідство. Наприклад, ТОВ «Олімп Ойл» і ТОВ «Адамант Ойл» (1,5 млрд грн кредитів від «ПриватБанку») при продажу палива через мережу АЗС під єдиним брендом фальсифікували документи фінансової звітності щодо грошових надходжень і витрат. Це призвело до масштабної втрати коштів для бюджету. У той же час компанія «Капітал Трейд» (3 млрд грн кредитів від «ПриватБанку») підозрюється в ухиленні від сплати податків.

### Вдавана трансформація кредитного портфеля
На початку липня колишній глава правління «ПриватБанку» Олександр Шлапак заявляв про неринкові (занижені) ставки кредитів, які видав «ПриватБанк» восени 2016 (тобто до націоналізації) в рамках реструктуризації/трансформації портфеля корпоративних кредитів. Згідно із аудиторським звітом E&Y, аудитори перевірили найбільших позичальників банку і виявили: на 1 квітня 2015 року ризик неповернення кредитів вимірювався в розмірі понад 82 мільярдів грн, а вже станом на 1 жовтня 2016 цифра збільшилася до понад 139 млрд грн. Структура кредитного портфеля банку за зовнішніх незмінних умов зазнала суттєвих змін.
| Позиція                       | 2015 | 2016  |
| ----------------------------- | ---- | ----- |
| Кредити юридичним особам      | 183  | 178   |
| Кредитні картки фізичних осіб | 20,3 | 19,8  |
| Іпотека                       | 8    | 9     |
| Авто                          | 0,26 | 0,26  |
| Споживче кредитування         | 0,6  | 1     |
| Малий і середній бізнес       | 2,2  | 2,4   |
| Лізинг                        | 0,56 | 15,36 |

Загальний обсяг кредитів юридичних осіб практично не змінився, знизившись в 2016 році до 178 млрд грн у порівнянні з 183 млрд грн роком раніше. Кредити, видані фізичним особам, балансували на межі 30 млрд грн (картки, іпотека, споживчі). Кредитування «ПриватБанком» малого та середнього бізнесу при цьому коливалося в межах 2,2—2,4 млрд грн. Зате портфель лізингу, який виріс в 2016 році з 0,5 до 15,3 млрд грн, збільшившись майже в 30 разів.
| Позиція                       | Значення в структурі кредитного портфеля 2015р | Значення в структурі кредитного портфеля 2016р |
| ----------------------------- | ---------------------------------------------- | ---------------------------------------------- |
| Кредити юридичним особам      | 85,15 %                                        | 78,82 %                                        |
| Кредитні картки фізичних осіб | 9,45 %                                         | 8,77 %                                         |
| Іпотека                       | 3,72 %                                         | 3,99 %                                         |
| Авто                          | 0,12 %                                         | 0,12 %                                         |
| Споживче кредитування         | 0,28 %                                         | 0,44 %                                         |
| Малий і середній бізнес       | 1,02 %                                         | 1,06 %                                         |
| Лізинг                        | 0,26 %                                         | 6,80 %                                         |

| Трансформовані кредити         | Значення в структурі забезпечення компонента кредитного портфеля |
| ------------------------------ | ---------------------------------------------------------------- |
| Майнові права                  | 100 %                                                            |
| Корпоративні пов'язані кредити | Значення в структурі забезпечення компонента кредитного портфеля |
| Майнові права                  | 88 %                                                             |
| Нерухомість                    | 4,7 %                                                            |
| Обладнання та транспорт        | 3,2 %                                                            |
| Депозит                        | 1 %                                                              |
| Товари в обігу                 | 3 %                                                              |
| Портфель Кіпрської філії       | Значення в структурі забезпечення компонента кредитного портфеля |
| Майнові права                  | 69 %                                                             |
| Обладнання та транспорт        | 22,5 %                                                           |
| Депозит                        | 8,5 %                                                            |
| Лізинг                         | Значення в структурі забезпечення компонента кредитного портфеля |
| Нерухомість                    | 100 %                                                            |

Якщо брати структуру пасивів банку — то це типовий ощадний банк, де зберігають свої невеликі заощадження численні вкладники. А за структурою активів — типовий корпоративний банк, що обслуговує велику фінансово-промислову групу, що до певного часу було стандартною моделлю банківського бізнесу в Україні.
| Позиція                  | 2015 | 2016 |
| ------------------------ | ---- | ---- |
| Горний туризм, футбол    | 8,3  | 0,38 |
| Малий і середній бізнес  | 2,2  | 2,4  |
| Авіаперевезення          | 14   | 4,4  |
| Нерухомість              | 7,8  | 4,5  |
| Промисловість            | 27   | 18   |
| Сільське господарство    | 29   | 18   |
| Комерція, цінні папери   | 17   | 22   |
| Торгівля феросплавами    | 32   | 29   |
| Фізичні особи            | 31   | 31   |
| Торгівля нафтопродуктами | 40   | 93   |

В 2016 році основний кредитний ресурс банку перетік в сферу торгівлі нафтопродуктами (додатково 53 млрд грн). При цьому такий напрямок корпоративного бізнесу як торгівля феросплавами навіть скоротилося на 3 млрд грн, що говорить про поступову перебудову внутрішньогрупових фінансових ланцюжків. Кредитування промисловості і сільського господарства скорочувалося значними темпами: мінус 9 та 11 мільярдів грн відповідно. «Скорочувалася» в результаті реструктуризації на користь АЗС (торгівлі нафтопродуктами).
| Позиція      | Значення, гривня | Значення, долар США | Значення, євро |
| ------------ | ---------------- | ------------------- | -------------- |
| Активи       | 144              | 16,6                | 6,5            |
| Зобов'язання | 100              | 85                  | 18             |

Заміна доларових кредитів на гривневі істотно вплинула на структуру фінансових ризиків банку. Як бачимо на графіку, гривневі активи на 44 млрд грн перевищують зобов'язання. У той же час, доларові активи на 68 млрд грн. менші зобов'язань і в разі чергової хвилі девальвації національної валюти та/чи відтоку вкладів, близько $ 2-3 млрд були б критично необхідними для латання валютної діри, що несло суттєві фінансові ризики в середньостроковій перспективі.
| Позиція                                  | Значення, 2015 | Значення, 2016 |
| ---------------------------------------- | -------------- | -------------- |
| Суми, надані пов'язаним особам з банком  | 9              | 10,9           |
| Суми, отримані від пов'язаних осіб банку | 12             | 49             |

З середини 2015 до середини 2016 року «ПриватБанк» видав більше $1 млрд кредитів фірмам, власниками яких є 7 топ-менеджерів та 2 підлгеглих Ігоря Коломойського — в своєму розслідуванні зазначили журналісти OCCRP. Щоб отримати гроші, дев'ять одержувачів створили 28 компаній в Харкові. Майже всі були засновані в 2015 році, за винятком однієї з капіталом в розмірі всього 1000 грн.
Серед нових боржників — Віктор Шкіндель, Ігор Маланчак і Іван Маковійчук, які володіють трьома харківськими фірмами, які отримали $185 млн у вигляді незабезпечених кредитів. Так, Віктор Шкіндель — колишній головний виконавчий директор «Дніпропетровського аеропорту», який також контролює Ігор Коломойський. Іван Маковійчук — глава Skorzonera-Zakarpattya, туристичної компанії, що належить Ігорю Коломойському і Генадію Боголюбову. Компанії Шкіделя отримали за цей період $154,1 млн, Макорвійчука — $154,4 млн, Маланчак — $148,8 млн.
Банківський експерт, К.е.н.,Вадим Сирота зазначає, що непрямою ознакою наявності проблем (із якістю кредитного портфеля) у «ПриватБанку» протягом 2016 року був низький рівень покриття сформованими резервами кредитного портфеля банку. Після націоналізації «ПриватБанк», навпаки, став лідером в указаній групі банків по співвідношенню сформованих резервів до кредитного портфеля (74 % станом на 1 січня 2017)
| Банк                       | Значення |
| -------------------------- | -------- |
| ПАО КБ «ПриватБанк»        | 14,2 %   |
| АО «Ощадбанк»              | 43,6 %   |
| АО «УкрЕксІмБанк»          | 44,7 %   |
| АБ «Укргазбанк»            | 30,1 %   |
| АО «Райффайзен Банк Аваль» | 50,4 %   |
| ПАО «Укрсоцбанк»           | 38,5 %   |
| ПАО «Сбербанк»             | 33,6 %   |
| АО «Укрсиббанк»            | 25,4 %   |
| ПАО «ПУМБ»                 | 29,2 %   |
| ПАО «Альфа-Банк»           | 26,1 %   |
| ПАО «Промінвестбанк»       | 46,6 %   |
| ПАО «Креди Агриколь Банк»  | 18,1 %   |
| АО «ОТП банк»              | 40,8 %   |
| ПАО «ВТБ банк»             | 66,4 %   |
| АБ «Півленний»             | 9,4 %    |

Перед цим — у травні — екс-співвласник «ПриватБанку» Ігор Коломойський публічно наголошував, що осіння реструктуризація кредитного портфеля «ПриватБанку» восени 2016 відбулася під контролем НБУ.
Попередні аудитори банку PricewaterhouseCoopers у звіті за 2015 рік зазначали, що значна частина кредитів була видана під заставу майбутньої виручки, корпоративних прав на цих позичальників та взаємні гарантії. Таке забезпечення не задовольняло регулятора, оскільки у випадку припинення обслуговування боргу, фактично не було майна, яке банк міг би стягнути з позичальників. Погашення такої заборгованості залежало від доброї волі позичальників і в будь-який момент могло припинитись. Виглядало, що банк не діяв у цьому випадку як класичний банк, бо не був зацікавлений в реальному забезпеченні майбутнього повернення кредитів.
Перша після націоналізації оцінка мала результатом доформування резервів за корпоративними кредитами на майже 130 млрд грн. Аудит Ernst & Young підтвердив дещо більшу (на 23 млрд грн) суму резервів, хоч і не підтвердив періоду, коли вони фактично виникли. За методологією НБУ, непокритий кредитний ризик за корпоративним портфелем складає більше 190 млрд грн, що на 20 млрд грн більше, ніж резерви, сформовані за МСФЗ. На покриття цих 20 млрд різниці й спрямовується новий транш докапіталізації. Фінальна оцінка кредитів юридичним особам — майже в 30 раз менша за ту, яку показував банк до націоналізації.

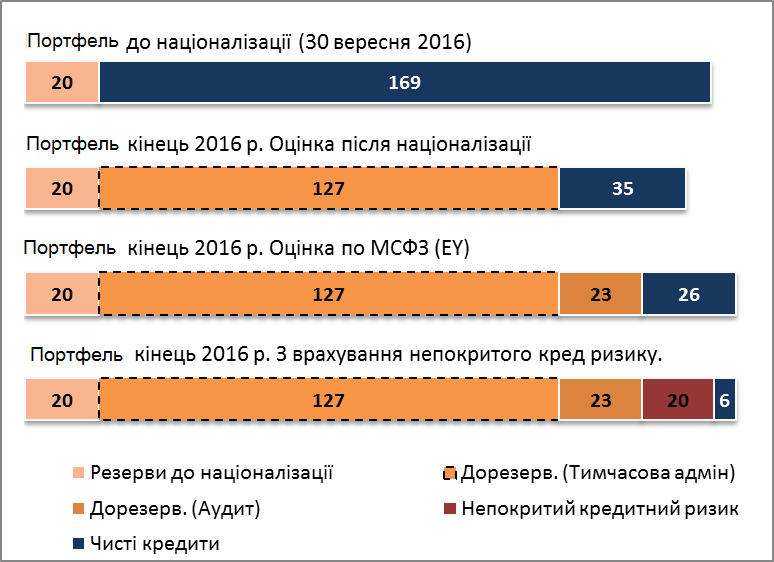
Оцінка портфеля кредитів (юридичні особи)

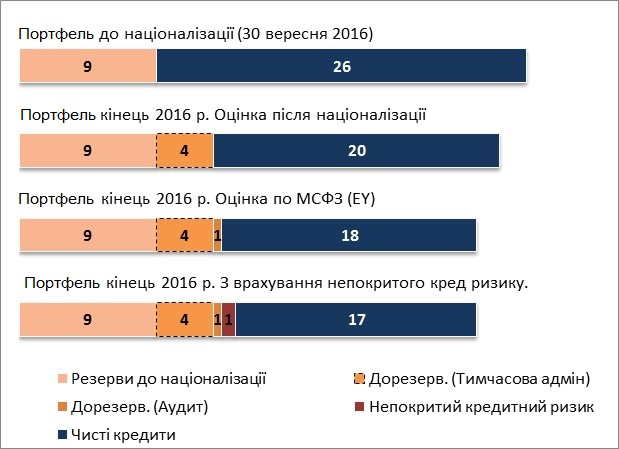
Оцінка портфеля кредитів (фізичні особи)

Заступниця глави НБУ Катерина Рожкова в інтерв'ю агентству «ЛігаБізнесІнформ», говорячи про осінню реструктуризацію/трансформацію в корпоративному портфелі «ПриватБанку» заявляла: «Ми дозволили робити (екс-власникам) неузгоджену трансформацію під їхню відповідальність, але в присутності аудиторів і команди НБУ. Якби ми зовсім заборонили банку робити реструктуризацію, то до 1 жовтня він би порушив норматив адекватності капіталу, і ми змушені були б визнати його неплатоспроможним. І банк тоді сказав би, що ми спеціально довели його до стану неплатоспроможності, не дозволивши реструктуризувати портфель. НБУ вимагав тоді подати на затвердження план трансформації, який би описував реальний фінансовий стан нових платоспроможних компаній, їхні застави, терміни погашення кредитів. Національний банк не міг отримати від Привату план реструктуризації дуже довго. У підсумку, так і не надавши необхідну інформацію, банк справив трансформацію кредитного портфеля на 137 млрд грн». Щодо ролі куратора від Національного банку в «ПриватБанку» протягом цього періоду, заступник глави НБУ зазначила наступне:
…якщо банк навмисно приховує операції, куратор про них нічого не знає, оскільки подібні рухи за рахунками не відображаються в реальному часі. Такі договори, як правило, в систему не заводяться взагалі або заводяться з запізненням. Куратор не має права зупиняти операції. Куратор міг сказати, що не дозволяє проводити сумнівну операцію і банк не проводив її. Це стосується виведення грошей — платежів за межі банку. Але є цілий ряд операцій, де платежі за межі банку не виходять. Однак, оскільки операція не передбачає рух грошей по рахунках, в ній не задіяний кореспондентський рахунок, банки часто не відображали це у бухгалтерських записах. При цьому знімали обтяження в реєстрі прав рухомого і нерухомого майна, що призводило до фактичної втрати застави. Але куратор може бачити тільки те, що знайшло відображення на рахунках.
Журналісти програми «Схеми» проаналізували підготовлений аудиторською фірмою Ernst&Young проект аналізу фінансово-господарської діяльності «ПриватБанку». Згідно з розслідуванням журналістів, аудитори перевірили найбільших позичальників і виявили: на 1 квітня 2015 року ризик неповернення кредитів вимірювався у сумі понад 82 мільярди гривень, а вже станом на 1 жовтня 2016 року цифра збільшилася до понад 139 мільярдів гривень. Відповідно до документа, «ПриватБанк» провів реструктуризацію кредитного портфеля: заборгованість 170 попередніх позичальників була переведена на понад 30 нових, які стали винні банку понад 110 млрд грн.
За допомогою Єдиного державного реєстру юридичних осіб журналісти дізналися адреси реєстрації нових фірм, їхніх засновників та директорів. Серед відвіданих юридичних осіб журналістами:
- У Борисполі (Київська обл.), зареєстровано одразу три фірми, на яких зареєстровано майже 9,5 млрд грн кредитів. Офіс однієї з них — «Арготрейд Лтд», яка винна понад 4,5 млрд грн «ПриватБанку», розташований у будівлі станції техобслуговування та автомийки. Щоправда, наразі там кімнату знімає вже інша компанія — «Болонья компані». І крім двох столів, двох стільців та старого ноутбука там нічого немає.
- Інша фірма — «Бізнеспром Інвест», яка винна «ПриватБанку» понад 4,4 млрд грн, має офіс за адресою масової реєстрації компаній.
- Фірма «Фіто-Пром Еволюшн», яка винна «ПриватБанку» майже півмільярда грн., також орендує одну кімнату, в якій є лише два столи та декілька стільців.
- Фірма «Лекс грант», яка заборгувала «ПриватБанку» понад 4 млрд грн, зареєстрована у квартирі житлового будинку в Києві.
- У селищі міського типу Згурівка (Київська обл.) зареєстрований Юрій Понько — засновник та керівник фірми «Тріумф 15», яка має повернути «ПриватБанку» понад 4,3 млрд грн. Журналістам «Схем» вдалося поспілкуватися з його матір'ю. Вона розповіла, що він давно живе в Маріуполі.
- Схожа ситуація і в інших регіонах. У Львові за адресою заправки «Укрнафти» зареєстровані дві фірми: «Софт-Альянс» та «Айлант Сервіс», які винні «ПриватБанку» понад 7 млрд грн.
- У Запоріжжі, також на заправці, зареєстрована фірма «Бізнес пром інновація», яка заборгувала «ПриватБанку» понад 4,5 млрд грн.
- Таку ж суму зобов'язанна повернути «ПриватБанку» фірма «Прем'єр бізнес брук», яка зареєстрована в Харкові в житловій багатоповерхівці.
- У Запоріжжі на автомобільній заправці зареєстрована фірма «Бізнес пром інновація»

Ігор Коломойський в коментарі телеканалу ТСН.ua зазначив: «…із розслідування журналістів програми „Схеми“ незрозуміло, куди і кому пішли 110 млрд грн. кредитів, виданих „ПриватБанком“. Так ось, ці гроші з банку не виходили. В рамках реструктуризації кредитного портфеля їх видали компаніям, які погасили кредити попередніх боржників. Тобто, гроші залишилися в банку».
З іншої сторони, Олександр Шлапак розповів на прес-конференції у липні перед журналістами про особливості кредитного портфеля «ПриватБанку»: цей токсичний портфель — це 223 клієнти на загальну суму 198,4 млрд грн. За словами Шлапака, його розбили на чотири групи:
- Перша — «трансформовані» кредити — це 36 позичальників на суму майже 133 млрд грн.
- Другий портфель лізинговий — 41 позичальник майже на 15 млрд грн.
- Третій на таку ж суму — це портфель, який видавався компаніям на Кіпрі.
- Четвертий — це кредити, пов'язані з корпоративними клієнтами банку на суму понад 36 млрд грн.

| Позиція                           | Значення                         |
| --------------------------------- | -------------------------------- |
| Наявна кількість позичальників    | 36                               |
| Попередня кількість позичальників | 193                              |
| Загальна сума заборгованості      | 132,8 млрд грн                   |
| Відсоткова ставка за кредитами    | 10,5 % річних                    |
| Період сплати відсотків           | Щоквартально                     |
| Строк закінчення дії кредитів     | Листопад 2017 р.-жовтень 2026 р. |

Кредити надано для перекредитування більшості позичальників — пов'язаних осіб –з одночасною зміною відсоткової ставки до 10,5 % річних, строку використання та інших умов угоди. Забезпечення за кредитами є майнові права за контрактами, що мають «удавану» природу.
| Позиція                         | Значення      |
| ------------------------------- | ------------- |
| Наявна кількість позичальників  | 124           |
| Наявна кількість кредитних угод | 305           |
| Загальна сума заборгованості    | 36,2 млрд грн |
| Відсоткова ставка за кредитами  | 1-58 % річних |
| Строк закінчення дії кредитів   | 2026-2041 рр. |

Наявність великої кількості нестандартних умов у кредитних умовах, а саме:
- Низькі відсоткові ставки в порівнянні з ринковими;
- Нестандартні умови сплати винагороди банку за користування кредитами — щоквартально, щорічно, у момент закінчення дії угоди;
- Відсутність твердої застави;
- Виконання зобов'язань за попередніми договорами відбувалася за рахунок видачі нових кредитів;
- За деякими клієнтами шляхом укладання додаткових угод за декілька днів до націоналізації змінено ключові умови (строки виконання зобов'язань, відповідальність) з метою уникнення дострокового стягнення.
- Вкрай незадовільне обслуговування боргу в частині погашення тіла та сплати відсоткових платежів
- Велика кількість порушень щодо виконання нормативних вимог і власних процедур банку

Існуючі проблемні кредити цієї групи не мають значних перспектив стягнення
Ці кредити також мають цікаві характеристики. — По-перше, всі кредити були видані у жовтні-листопаді 2016 року компаніям, які не вели операційної діяльності, мали негативний фінансовий стан та історію життя менше одного року. — По-друге, компанії отримували по кілька мільярдів гривень під відсоткову ставку 10,5 %, тоді як кредитним комітетом банку ставка була затверджена у розмірі 34 %. Відповідно до законодавства, банк не може видавати позики дешевше за вартість залучених ресурсів. Тоді банк залучав кредити рефінансування НБУ під 20-22 %. Гривневі депозити фізосіб — під 19 %, гривневі депозити юросіб — під 14,2 %. — По-третє, позичальники не перевірялися на пов'язаність, а їхній фінансовий стан штучно завищувався. — По-четверте, використовувалося нереальне майнове забезпечення за цими кредитами. Наприклад, бензин, якого б вистачило на два роки повної роботи всієї України, або трирічний запас австралійської марганцевої руди для всіх феросплавних комбінатів. Компанії, які брали ці позики, не мали ні складів, ні угод на зберігання. — По-п'яте, всі видані кошти були направлені не на операційну діяльність цих компаній, або оплату товарів, а були протягом одного-двох днів у повному обсязі спрямовані на погашення тіла і відсотків, які раніше були видані 193 компаніям.
Екс-голова правління «ПриватБанку» Олександр Шлапак на прес-конференції розказав про ключові виявлені зловживання в банку:
| Період у 2017 р. | Борг    | Погашено відсотки | Прострочені відсотки |
| ---------------- | ------- | ----------------- | -------------------- |
| Січень           | 194 845 | 556               | 2 800                |
| Лютий            | 195 276 | 360               | 3 500                |
| Березень         | 197 034 | 442               | 4 500                |
| Квітень          | 197 920 | 233               | 5 600                |
| Травень          | 198 399 | 228               | 7 100                |

| Наявна кількість лізингоодержувачів  | 41                              |
| Попередня кількість лізингових угод  | 50                              |
| Загальна сума лізингових угод        | 14,7 млрд грн                   |
| Відсоткова ставка за кредитами       | 10,5 % річних                   |
| Період сплати відсотків              | Щомісячно                       |
| Строк закінчення дії лізингових угод | Липень 2024 р.- серпень 2026 р. |

Портфель було сформовано за рахунок надання у фінансовий лізинг 120 нафтобаз та 248 АЗС, за рахунок яких банком погашалися раніше надані кредити 193 пов'язаним особам
Строк лізингу — від 9 до 10 років під 10,5 % річних
| Наявна кількість позичальників                    | 22                                    |
| Попередня кількість кредитних угод                | 34                                    |
| Загальна сума заборгованості                      | 14,7 млрд грн. в еквіваленті дол. США |
| Відсоткова ставка (за угодами, що обслуговуються) | 6-8 % річних                          |
| Період сплати відсотків                           | Щомісячно                             |
| Строк закінчення дії кредитів                     | 2018-2027                             |

- Не було сформовано кредитні досьє позичальників
- Ризиковий портфель з огляду на вкрай слабке обслуговування боргу зі сплати відсотків та довгі строки дії кредитних угод
- Кредити лише одного позичальника обслуговуються належним чином, решта — мають ознаки дефолту
- Предмети застави не внесено до публічного реєстру застав Кіпру
- Понад 150 мільйонів євро становить заборгованість за кредитами, заставою за якими виступають майнові права, перспектива обтяження яких дуже сумнівна

| Майно на 31.12.2016 р.                     | Балансова вартість, млн грн. | Знецінення, млн грн | Скоригована вартість, млн грн. |
| ------------------------------------------ | ---------------------------- | ------------------- | ------------------------------ |
| Туристичний комплекс «Буковель»            | 11 092                       | 5 742               | 5 350                          |
| Майно, право власності на яке не оформлено | 6 066                        | 6 066               | 0                              |
| Інше майно                                 | 4 678                        | 3 908               | 770                            |
| Загалом                                    | 21 836                       | 15 716              | 6 120                          |

78 % майна було передано на баланс банку з порушенням у процедурах прийняття на баланс і виявленими випадками неповної передачі цілісних майнових комплексів, що суттєво вплинуло на вартість такого майна
Плюс відбулося знецінення на 6,1 млрд грн застав, прийнятих на баланс банку.
| Показник, млн грн    | Дані балансу на 31 грудня 2016 р. | За даними балансу на 31 грудня після річних коригуючих проводок | Дані балансу за підсумками аудиту |
| -------------------- | --------------------------------- | --------------------------------------------------------------- | --------------------------------- |
| Активи               | 220 017                           | 216 351                                                         | 205 183                           |
| Кредитний портфель   | 215 698                           | 227 986                                                         | 227 924                           |
| Страхові резерви     | -173 625                          | -173 718                                                        | -184 341                          |
| Зобов'язання         | 207 353                           | 205 466                                                         | 206 065                           |
| Фінансовий результат | -135 118                          | -164 472                                                        | -176 238                          |
| Капітал              | 12 664                            | 10 885                                                          | -882                              |

| Показник, млн грн              | Валова заборгованість                                                                 | Кредитний ризик (НБУ) | Резерв за МСФЗ | Непокритий кредитний ризик |
| ------------------------------ | ------------------------------------------------------------------------------------- | --------------------- | -------------- | -------------------------- |
| Кредити юридичним особам       | 196 217                                                                               | 190 678               | 170 828        | 19 850                     |
| у тому числі пов'язаним особам | 190 296 (кредити пов'язаним особам становлять 97 % кредитного портфеля юридичних осіб | 186 285               | 168 882        | 17 403                     |
| Кредити фізичних осіб          | 31 706                                                                                | 14 484                | 13 513         | 971                        |
| Кредити надані, усього         | 227 923                                                                               | 205 162               | 184 341        | 20 821                     |

За логікою акціонерів, якщо старі кредити погашені, це автоматично означає, що вони були хорошими. А трансформований портфель — це вже питання не до них. Більше того, акціонери зауважують, що «трансформація» — це вимога НБУ, вона відбувалася під наглядом регулятора, тому такі операції законні.
В НБУ вважають інакше: трансформація йшла на вимогу МВФ і НБУ, але ніхто не змушував їх видавати порожнім компаніям ці кредити.
Згідно зі звітом Ernst & Young щодо результатів аудиту «ПриватБанку», який опинився в розпорядженні агентства Bloomberg, станом на кінець 2016 року 99,4 % корпоративних кредитів у портфелі банку були інсайдерськими. Відповідно до цих даних, аудитори вказали, що зі 168 перевірених позичальників банку 164 — в дефолті. Окремо зауважується, що після націоналізації «ПриватБанку» обслуговування кредитів погіршилося. Компанія Ernst & Young від офіційних коментарів відмовилася.

Заступник Голови Національного Банку Катерина Рожкова в інтерв'ю finbalance.com.ua:
…у кінці грудня — в січні 2016 кредитний портфель «ПриватБанку» ще обслуговувався. Сплачувалися відсотки, без погашень, оскільки кредити були на дуже довгий термін реструктуризовані. З лютого 2017 в нас почав гірше обслуговуватися фінансовий лізинг. І на сьогодні маємо прострочку по сплаті відсотків десь близько 40 %. А прострочка — це ознаки дефолту… По решті портфеля — там теж є прострочка. За останній період (травень 2017) — лише близько 10 % необхідних платежів було здійснено.
Виконуюча обов'язки Голови Правління «ПриватБанку» Галина Пахачук в інтерв'ю minfin.com.ua: «(компанії боржники за кредитним портфелем „ПриватБанку“) не сплачують відсотки, практично всі компанії. Забюджетована на рік сума по відсоткам складає від 8 до 10 млрд грн., а в рік ми отримали лише 270 млн грн. Сума в 180 млрд грн. (на серпень 2017) не обслуговується з точки зору виплат та відсотків. Цей кредитний портфель обслуговується лише на 3-4 %… За видачу цих кредитів відповідав топ-менеджмент банку, правління, наглядова рада»

Екс-голова правління «ПриватБанку» Олександр Шлапак на прес-конференції:
Ми змушені були 74 нафтобази зараз витребувати назад у власність банку, оскільки позичальники перестали розраховуватися за позиками … всього у фінансовому лізингу знаходиться 120 нафтобаз і 248 АЗС. Частина портфеля в розмірі 6,6 млрд грн, пов'язана із заправками, зараз обслуговується. Істотно гірше ситуація з нафтобазами. Обслуговує свої кредити сьогодні тільки один позичальник з 22. Решта або знаходяться в повному дефолті та припинили обслуговування, або мають дуже серйозні прострочення і знаходяться за крок від дефолтного стану. Жодна застава за цими позиками не зареєстрована за правилами кіпрського законодавства. Тому ми звернулися до кіпрського суду і ведемо роботу щодо забезпечення застави, почали переговори з власниками застав і на Кіпрі, і у Франції, в Румунії та Грузії.
На думку Олександра Шлапака, маніпулювання з «трансформацією кредитів» відбувалися за прямою вказівкою правління банку. «Під час видачі кредитів порушувалися як нормативні акти НБУ, так і внутрішні документи банку. Усі 36 кредитів були підписані головою правління з перевищенням повноважень, які надавалися йому відповідними документами банку. В НБУ надавалися недостовірні дані щодо розміру необхідного резерву і величини непокритого кредитного ризику, і, відповідно, спотворювалася реальна величина регулятивного капіталу банку. Товарами, майновими правами на які були забезпечені ці кредити, виступали, наприклад, бензин, якого вистачило б на два роки роботи всієї України. Компанії, які брали кредити і збиралися завозити паливо, не мали ані складів, ані угод на їх зберігання, ані угод на їх закупівлю». Ці кредити були спрямовані не на операційну діяльність позичальників, а на погашення тіла та відсотків 193 компаній. Від цієї «реструктуризації» банк програв, оскільки з 193 компаній "більше половини мали реальні застави та індексовану процентну ставку: кредити видавалися в 2014—2015 роках, курс долара був нестабільним, тому процентна ставка була 12-12,5 %, але вона прив'язувалася до курсу долара. Коли ж ці кредити були погашені, "ми втратили право на реальні застави за цими позиками, і в один день, 23 листопада, кредитний комітет банку пробачив індексовану процентну ставку для трьох чвертей позичальників. «Втрати банку — приблизно 20 млрд грн», — сказав Олександр Шлапак. Навіть цих 126,9 млрд грн було недостатньо, щоб погасити позики 193 юросіб. «Бракувало 15 млрд грн. І тоді банк приймає на баланс майно на цю суму. Цим майном виявилися 248 АЗС і 120 нафтобаз. Коли ми уважно вивчили ситуацію, то побачили, що вартість цих об'єктів істотно завищена. Ці нафтобази та АЗС передано у фінансовий лізинг. Ставку знижено, прив'язку до валюти скасовано. Розрахунковий клас за двома третинами лізингоотримувачів — не нижче 9-го класу, тобто дефолтного. Банк дозволив передачу майна у суборенду, чим компанії вже скористалися».
За інформацією журналістів Zn.ua в ЗМІ мала місце інформація про визнання в судах банкрутами 130 товариств з обмеженою відповідальністю, які в різні періоди 2014—2015 рр. володіли точками мережі автозаправок групи «Приват» (бренди ANP, Sentosa, «Авіас», «Мавекс» та інш.). При цьому на момент банкрутств вони вже не володіли ані комплексами АЗС, ні іншим майном. У більшості випадків процедура ліквідації компаній почалася в серпні 2016 року з ухваленням відповідного рішення на загальних зборах засновників.

### 1.07.2017 дедлайн— не виконана реструктуризація кредитів банку екс-власниками
До 1 липня 2017 року екс-власники банку в односторонньому порядку зобов'язалися забезпечити реструктуризацію кредитів, наданих банком певним юридичним особам. При цьому в пункті 3 передбачена можливість пролонгації терміну реструктуризації кредитів банку до 2018 року. Проте необхідною умовою такої пролонгації повинна була стати реструктуризація 75 % сукупної основної суми відповідних кредитів до 1 липня 2017 року, чого не сталося. Міністерство фінансів та Національний банку перейшли до судової процедури стягнення боргів з екс-власників.
Заступник Голови Національного Банку Катерина Рожкова в інтерв'ю finbalance.com.ua повідомила: «Ми розуміли, що такий великий обсяг кредитів повернути разово неможливо, тому що це вб'є бізнес — для цього і був необхідний план реструктуризації кредитів. Ми повинні були оцінити спроможність компаній генерувати кошти, обслуговувати та погашати кредити, лишаючи щось собі на розвиток. Потрібна реструктуризація на 5 років? На 10 років? Але графік виплат має бути економічно обґрунтованим і не передбачати збитків для банку. Вони повинні надати план, як вони бачать процес, попередні висновки та бачення того, чи може це бути реалізовано».
У відповідь на відсутність дій з реструктуризації з боку колишніх власників, «ПриватБанк» залучив консорціум компаній Rothschild, Ernst & Young та FinPoint для пришвидшення процесу переговорів про реструктуризацію кредитів, що були надані колишнім власникам Банку чи особам, які прямо чи опосередковано пов'язані із колишніми власниками Банку.

Заступник Голови Національного Банку Катерина Рожкова в інтерв'ю 112.ua зазначила:
Ні для сектора, ні для клієнтів, ні для «ПриватБанку» відсутність реструктуризації вже не матиме жодних наслідків. Тому що банк був повністю докапіталізований за рахунок держави. І сьогодні капітал банку вже позитивний, остання докапіталізація відбулася (Кабінет Міністрів схвалив виділення 38,5 млрд грн.)… Тому банк — докапіталізований, ліквідний і працює в нормальному режимі. Однак питання не стає менш актуальним. Тому що ті борги, які на себе взяла держава (фактично компенсувавши банку втрати в розмірі 116,8 млрд грн плюс 38 млрд грн — це майже 155 млрд грн.), — їх потрібно повертати екс-власниками банку.

### Звітність PwC
Аудит фінансової звітності передбачає, що менеджмент банку готує фінансову звітність, а аудитори — її підтверджують. Це найбажаніший варіант для будь-якої компанії, що проходить аудит. Якщо ж перевіряючі вважають, що у звітності мають бути інші цифри, або в ході аудиту було неможливо отримати підтвердження їхньої правильності, аудиторська компанія висловлює так звану модифіковану думку. Аудитори не мають права складати фінансові звіти компаній, вони можуть лише перевіряти їх і висловлювати думку щодо правильності відображення реального стану справ компанії в цих звітах.
У вересні 2015 Національний банк позбавив права працювати з банками 8 аудиторських фірм, оскільки вони давали позитивні висновки про установи, які в 2014—2015 роках збанкрутували. До чорного списку потрапили «Донецькінаудит», «Українська аудиторська служба», «УкрВостокАудит», «Блискор», «Консультант», «Оратанія», «Ставр» і «Фінком-аудит». Національний Банк звернувся до Аудиторської палати з проханням закрити ці компанії. Досі лише три компанії були виключені з реєстру: «Оратанія» (з 24 грудня 2015 року), «Ставр» (29 вересня 2016 року) і «Фінком-Аудит» (25 лютого 2016 року).
Екс-голова правління «ПриватБанку» Олександр Шлапак в інтерв'ю «Економічній Правді» зазначив, «…якщо ви знайомі з міжнародними стандартами, то ви, напевно, змогли переконатися, що вони не передбачають тих реалій, які можуть бути здійснені у нас в державі. Західний банкір не уявляє собі, як будучи в здоровому глузді видати позику на сотні мільйонів доларів компанії „Роги і копита“, в якої нема ні забезпечення, ні оборотів, з найгрубішими порушеннями законодавства і нормативних документів центрального банку. Навіть якщо він буде намагатися це зробити, то трирівнева система контролю банку обов'язково це зупинить… Українське законодавство видало своє тлумачення пов'язаних осіб».
Заступник Голови Національного Банку Катерина Рожкова в інтерв'ю 112.ua розказала подробиці роботи з банківським аудитором: "PricewaterhouseCoopers — це компанія, яка офіційно здійснювала щорічній аудит «ПриватБанку». Остання звітність, яку аудитори підтвердили — це була звітність за результатами 2015 року. PricewaterhouseCoopers підтвердив розмір капіталу «ПриватБанку» на рівні 27 млрд грн. Ernst&Young підтвердив капітал банку на рівні майже мінус 1 млрд грн. Це вже після того, як в капітал банку було внесено 116,8 млрд грн державою.
Завдання аудитора, коли він підтверджує фінансову звітність компанії, полягає в підтвердженні, що у звітності все адекватно відображено, що показники банку ідентичні, тим, які він подає регулятору, і вони відповідають дійсності… така різниця, з нашої точки зору, говорить про недостатню якість аудиту. Тому звісно, що ми незадоволені. Але не тільки ми: всі потенційні користувачі будь-якої аудиторської звітності повинні вимагати від аудиторів пильного вивчення, це відповідальність аудитора. Ця звітність підтверджується, в першу чергу, для користувачів. Що ми маємо з цим звітом? По суті, приховування реального фінансового стану «ПриватБанку». При тому, що у нього немає капіталу, він є неплатоспроможним, аудитор підтверджує достатність капіталу.
Представники регулятора неодноразово заявляли, що кредити були видані формально не пов'язаним із фінансово-промисловою групою компаніям, які потім переводили кошти на реальні бізнеси, в тому числі за кордоном. За формальними ознаками, підприємства, які фактично можна назва проміжними ланками в механізмі фінансування бізнесу колишніх акціонерів, відповідають критеріям міжнародних стандартів звітності (IAS24). В цьому плані вітчизняна методологія більш сувора за міжнародну в плані визначення інсайдерів банку, і враховує фінансову креативність українського бізнесу.
У будь-якому випадку, завданням менеджменту було порахувати розмір заборгованості інсайдерів перед банком, а аудиторів — перевірити. В тексті аудиторського висновку вказано, що отриманої інформації недостатньо, щоби підтвердити правильність вказаної у звіті суми інсайдерських кредитів у 10.7 млрд грн станом на 19 грудня 2016 року — дату націоналізації.

## Стабілізація стану банку
«Стабільності „ПриватБанку“ сьогодні нічого не загрожує», — сказав прем'єр-міністр Володимир Гройсман в коментарі журналістам ICTV. «28 червня Міністерство фінансів ухвалило рішення про збільшення його статутного капіталу ще на 38,5 млрд грн шляхом випуску та обміну облігацій внутрішньої державної позики на акції банку. В цілому за минулих півроку банк докапіталізували таким чином кілька разів — на загальну суму вже біля 150 млрд грн. Іншими словами, для вкладників і клієнтів не існує ніяких загроз, адже всі зобов'язання по фінансуванню установи держава взяла на себе. І що важливо проявляє рішучість у стягненні боргів з його екс-власників».
У період з початку до середини 2017 року з управлінням «ПриватБанку» відбулося кілька ключових змін:
| Період           | Подія |
| ---------------- | --- |
| Березень 2017 р. | Компанія Ernst & Young почала надавати послуги аудиту «ПриватБанку» |
| Червень 2017 р.  | Оцінку потреби у капіталі завершено. Річний звіт ПриватБанку за 2016 рік опубліковано (26.06.2017). Голова Правління ПАТ «ПриватБанк» Олександр Шлапак подав у відставку. На позачерговому засіданні Кабміну було ухвалено рішення про додаткову капіталізацію ПАТ КБ «ПриватБанк» державою на суму 38.5 млрд гривень |
| Липень 2017 р.   | * Міністерство фінансів опублікувало лист, який 16 грудня 2016 року колишні власники «ПриватБанку» направили до Уряду з проханням здійснити придбання державою акцій банку. * НБУ виступив з коментарем щодо статусу реструктуризації кредитного портфеля ПАТ «ПриватБанк» колишніми власниками. * Голова Правління ПАТ «ПриватБанк» Олександр Шлапак провів прес-конференцію, на якій озвучив розмір токсичного портфеля банку. * Наглядова рада «ПриватБанку» визначила компанію для пошуку кандидатів на посаду голови правління банку. * Наглядова рада «ПриватБанку» обрала компанію McKinsey&Company Україна переможцем конкурсу з відбору міжнародно визнаної компанії, що буде відповідати за розробку стратегії ПАТ КБ «ПриватБанк». * Члени Наглядової ради ПАТ КБ «Приватбанк» задовольнили прохання Олександра Шлапака про відставку з посади голови правління. Виконуючим обов'язки голови правління «ПриватБанку» призначено члена правління Галину Пахачук. |
| Серпень 2017 р.  | Європейський Центральний Банк (ЄЦБ) дав згоду на набуття державою Україна в особі Міністерства фінансів кваліфікованої участі в АТ «ПриватБанк» (Латвія) |

Виконуюча обов'язки Голови Правління «ПриватБанку» Галина Пахачук в інтерв'ю minfin.com.ua розказала, що «ПриватБанк» за визначенням — це банк номер один. Він найбільший, найбільш інноваційний, один з найбільших за кількістю філій, за чисельністю персоналу, найбільший клієнтський банк для фізичних осіб. В Україні складно не бути клієнтом «ПриватБанку» … Банк роздрібний, ми займаємося наданням банківських послуг фізичним особам, малому і середньому бізнесу, ми більше не обслуговуємо великі корпорації. Для збалансування ризиків у нас буде великий портфель державних цінних паперів і корпоративних цінних паперів (гарантованих і забезпечених). Нашим ключовим інструментом в роботі повинна стати, в тому числі, іпотека … банк повинен стати більш відкритим для такої групи клієнтів, як малий і середній бізнес. Ми повинні стати банком «реконструкції та розвитку», з абсолютно новим форматом спілкування з клієнтами-юридичних осіб. Також необхідна реструктуризація та оптимізація цього дуже великого і зовсім непростого банку".
Виконуюча обов'язки Голови Правління «ПриватБанку» Галина Пахачук в інтерв'ю minfin.com.ua: «У банка сьогодні понад 600 тис. клієнтів — школярі, понад 1,2 млн клієнтів — студенти. Банку довіряє молодь. Банк сильний своїми клієнтами… Більше 70 % діяльності ведеться через дистанційні канали … Наша велика мережа дає 30 % доходу, все інше нам дасть електронний банкінг. Але знову ж таки, без персоналу на місцях цього було б неможливо досягти. У „ПриватБанку“ — дуже гідна інкасація … Коли в місяць в одну сторону 50 млрд гривень — в іншу сторону 50 млрд гривень, і це — готівковий оборот одного банку! І при цьому все працює як годинник».

### Результати націоналізації
На думку заступника голови НБУ, Дмитра Сологуба підтримка банків з 2008 по 2016 рік (з урахуванням націоналізації «ПриватБанку») коштувала українцям щонайменше $15,3 млрд, що включає вже випущені облігації, але не враховує майбутні купонні виплати. Якщо прибрати складову «ПриватБанку», лишається $9 млрд, які були витрачені на Ощадбанк, Укрексімбанк, Укргазбанк, Родовід Банк, банк «Київ». Програми капіталізації банками виконуються. 60 банків пройшли стрес-тести, малі банки ще проходять діагностику, плани докапіталізації виконуються, виконуються і плани по скороченню пов'язаного кредитування, працює 351-а постанова — щодо оцінки кредитних ризиків. Банки суттєво поліпшили свої процедури фінансового моніторингу, далі йдуть плани по запровадженню нових нормативів ліквідності.
Дмитро Сологуб в інтерв'ю finbalance.com.ua повідомив: «…що стосується власне „ПриватБанку“, то його робота стабілізована. Він більше не є бомбою з годинниковим механізмом… Ризики банківської системи поступово зменшуються, ситуація поліпшується, за винятком хіба що юридичного ризику».
В інтерв'ю liga.net заступник Голови Національного Банку Катерина Рожкова розказала про особливості віднесення «ПриватБанку» до неплатоспроможних: «Причина, по якій банк був віднесений до категорії неплатоспроможних — відсутність капіталу і ліквідності. Хочу підкреслити, що націоналізувати банк довелося не через пов'язаних осіб. У грудні 2016 року компанія E & Y провела due diligence і виявила потребу в капіталі банку на момент націоналізації в 198 млрд грн. До втрати капіталу привели кредити, видані в великому обсязі пов'язаним компаніям. Кредити були неробочими, структура власності позичальників — непрозорою, там були присутні в основному офшорні компанії. Їм не вистачало фінансових потоків для обслуговування боргів, і вони не надали застави за цими кредитами. Національний банк разом з колишніми власниками і топ-менеджерами банку виявили цю проблему ще в 2015 році. «ПриватБанк» з 2015 року не дотримувався навіть нормативів резервування, а до моменту націоналізації його кореспондентські рахунки „схудли“; в 2014—2015 у „ПриватБанку“ був дуже великий відтік коштів населення — на рівні 60-70 млрд грн. Для виходу з кризи банк повинен був слідувати програмі до капіталізації. І одним з елементів загальної докапіталізації банку була реструктуризація кредитного портфеля на загальну суму 119 млрд грн. Це вимога зафіксована в наших документах, які підписані колишніми акціонерами в лютому 2016 року. В рамках цього процесу банку потрібно було перевести неробочі кредити порожніх пов'язаних компаній на операційні компанії, які ведуть реальну бізнес-діяльність. Банк не впорався з цим завданням. Станом на 1 жовтня 2016 адекватність капіталу банку повинна була досягти 5 %, для цього і потрібно було реструктуризувати кредитний портфель. У Національного банку були чіткі вимоги до компаній, які б взяли на себе борги старих пов'язаних підприємств. Від банку ми вимагали до 1 жовтня подати на затвердження в НБУ план трансформації, який би описував реальний фінансовий стан нових платоспроможних компаній, їхні застави, терміни погашення кредитів. Національний банк не міг отримати від Привату план реструктуризації дуже довго. Ближче до 1 жовтня банк нас попередив, що вони не встигають подати план, але збираються проводити трансформацію самостійно. Ми не могли спочатку узгодити цю процедуру, адже не розуміли, який буде результат. У підсумку, так і не надавши необхідну інформацію, банк провів трансформацію кредитного портфеля на 137 млрд грн. Заборонити трансформацію ми не могли: тоді у банку були б підстави заявляти, ніби НБУ занадто необ'єктивний і своєю забороною завадив банку виконати програму щодо поліпшення якості кредитного портфеля (а на 1.10.2016 банк би порушив нормативи адекватності капіталу і були б вимушеними його визнати неплатоспроможним). Але оскільки наші вимоги до якості позичальників і застав були чітко зафіксовані в офіційних документах, відхилення від цих вимог або їх невиконання — відповідальність банку. Для оцінки якості трансформації кредитного портфеля банк сам вибрав незалежну аудиторську компанію E&Y, яка перевіряла процес на відповідність з нормами закону і вимог Національного банку. Паралельно з цим Національний банк також стежив за трансформацією. На жаль, вже в процесі ми розуміли, що нові компанії, на які перекладаються кредити старих позичальників, теж порожні. Твердих застав у цих компаній не було, натомість були закладені майнові права. Наприклад, одна з компаній внесла права на 67 000 тонн соняшникової олії на загальну суму 1,2 млрд грн, які мали бути поставлено в 2016 році з Аргентини. При цьому всього за 9 місяців 2016 року в країну завезли 528 тонн масла. Суми по всіх майнових прав, які були надані як застава, були сильно завищені. Ми про це писали і говорили. Але банк уже не міг зупинитися».
Заступник Голови Національного Банку Катерина Рожкова в інтерв'ю finbalance.com.ua доповнювала, що "Бурхливий розвиток «ПриватБанку» і зростання його кредитного портфеля почалися десь з 2007—2008 року. Спочатку кошти вкладалися в активив Україні… Також купували нові бізнеси, в які група «Приват» входила як учасник, і вони теж потребували кредитування. Крім того, не секрет, що колишні акціонери банку мають багато бізнесів у різних країнах світу, мають маєтки, яхти, літаки і т. д. Вони теж купувалися за депозити українців, які були виведені через кіпрську філію «ПриватБанку». Все це, можливо, і працювало б, але до банку було ставлення не як до банку, а як до інструменту. Звідси й проблеми… Водночас ми розуміємо, що були дві хвилі девальвації (2008—2009 та 2014—2016), а оскільки основна сума кредитів була номінована в іноземній валюті, то по частині випадків фактичного виведення коштів могло й не бути: просто кредитний портфель «розпух» внаслідок девальвації. І якщо ти брав позики при курсі 5, а треба віддавати по 25, то, безумовно, це проблема: бізнес так швидко не зростає. Forensic audit дасть відповідь — яка частина коштів була виведена в бізнеси, а яка була спрямована на обслуговування існуючого портфеля, тому що треба було робити вигляд, що воно начебто все працює (тобто потрібно було надавати нові кредити, щоб гасити старі, платити відсотки). Це все розросталося кумулятивно весь час.

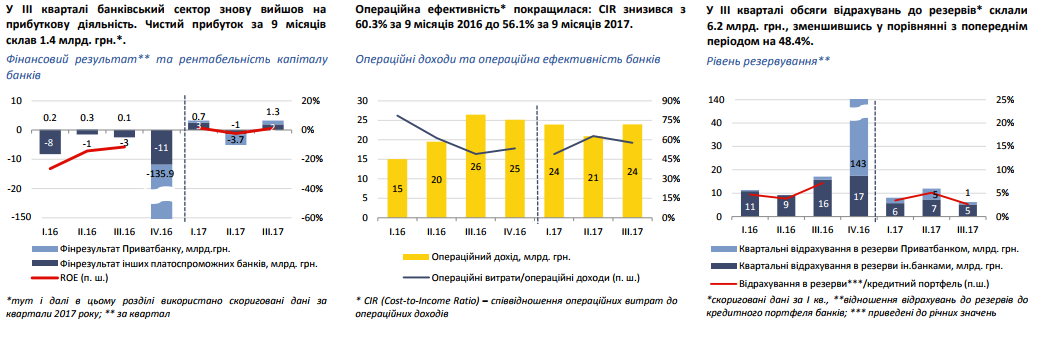
Фінансові результати, рентабельність капіталу, операційні доходи, операційна ефективність, рівень резервування в банківській системі

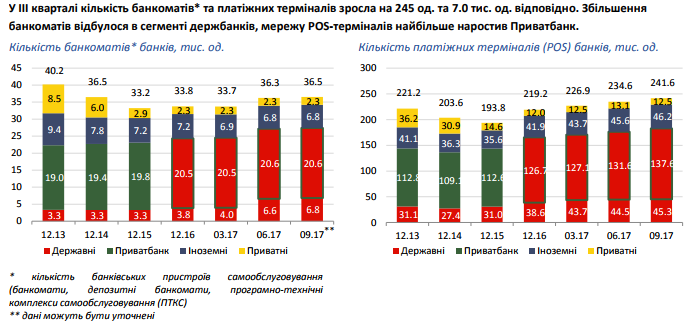
Кількість банкоматів та платіжних терміналів

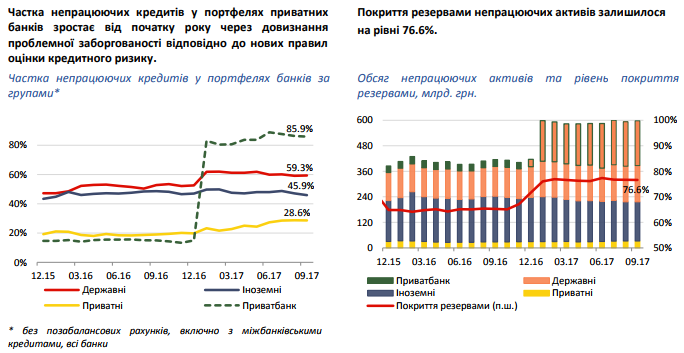
Частка непрацюючих кредитів у портфелях банків за групами, обсяг непрацюючих активів та рівень покриття резервів

Прем'єр-міністр України Володимир Гройсман в інтерв'ю lb.ua заявив:
…Є тільки два варіанти ддя екс-власників «ПриватБанку». Варіант перший — виконання зобов'язань, які взяли на себе екс-власники в момент націоналізації.. це не угода (лист екс-власників), а закон України, який передбачає, що власники банків несуть повну відповідальність за їхнє функціонування. Другий — передбачений українським законодавством. Це дуже чутлива тема, її повинні коментувати виключно юристи, адже стосується вона десятків мільйонів людей.

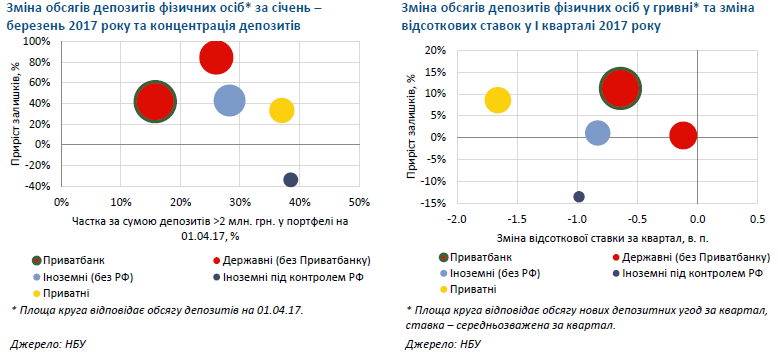
Зміна обсягів депозитів фізичних осіб

За словами Директора департаменту фінансової стабільності Національного Банку України Віталія Ваврищука в коментарі delo.ua, «За оцінками НБУ, загальний обсяг непрацюючих кредитів в системі становить 57 %, в валютному портфелі — 95 %. Це не тільки наслідок „переформатування“ звітності „ПриватБанку“, але і результат нового підходу НБУ до оцінки банками кредитного ризику (351 постанова). Ми поміняли саме визначення непрацюючого кредиту. Тепер таким може вважатися борг, за яким, по-перше, йде прострочення на 90 днів і більше, і по-друге, в разі, якщо стан позичальника такий, що стягнути борг без вилучення застави з нього неможливо».

### Додаткові вливання капіталу

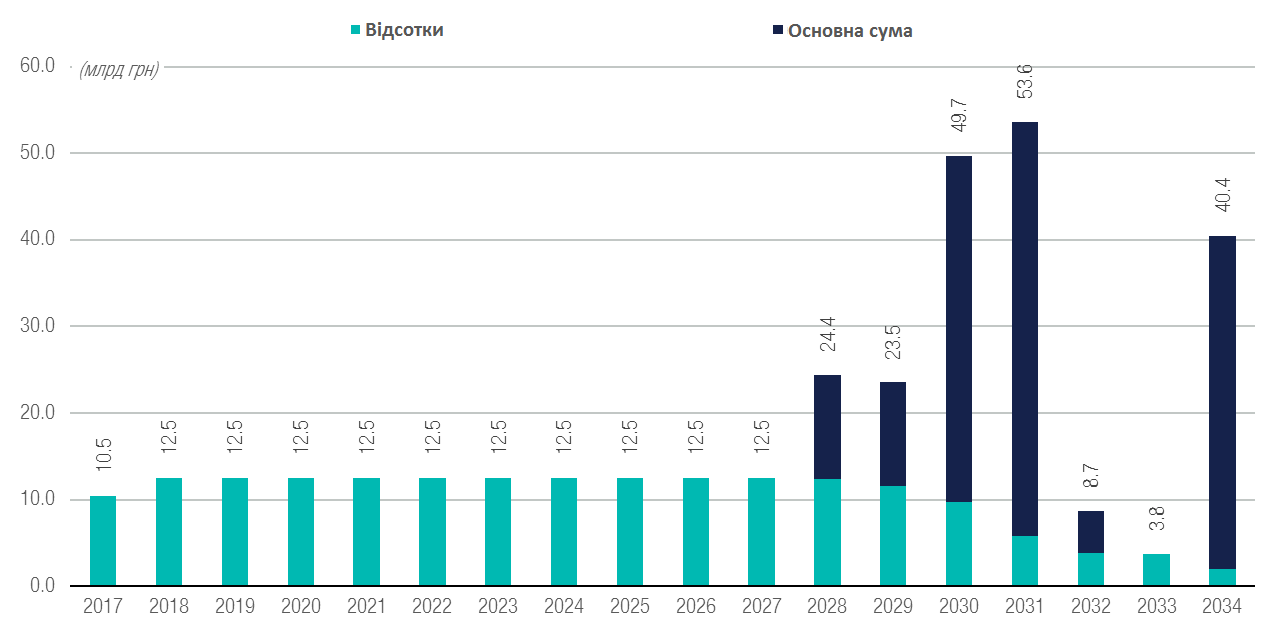
Календар виплат основної суми та відсотків по випущеним державним облігаціям

На думку фінансового аналітика компанії ICU, Михайла Демківа, який проаналізував прямі витрати входження держави в капітал банку, з урахуванням оголошеного траншу в 38.5 млрд грн, загальна сума витрат держави на докапіталізацію «ПриватБанку» становитиме 155.3 млрд грн. Майбутні відсоткові платежі становитимуть ще 184,5 млрд грн.
| Період          | Сума, млрд грн | Ставка купона | Індексовані |
| --------------- | -------------- | ------------- | ----------- |
| Грудень 2016 р. | 43,0           | 10 %          | Ні          |
| Грудень 2016 р. | 64,0           | 6 %           | Так         |
| Лютий 2017 р.   | 9,8            | 6 %           | Так         |
| Липень 2017 р.  | 38,5           | 9,8 %         | Ні          |

На думку фінансового аналітика такі витрати можуть ще більше зрости через загрозу у вигляді позовів кредиторів банку, чиї кошти були списані в капітал установи. Наголовнішим же фактором для скорочення фінансового тягаря для платників податків є погашення раніше виданих кредитів компаніями, пов'язаними із колишніми акціонерами банку.

### Кредитні рейтинги банку
25 квітня 2017 міжнародне рейтингове агентство S&P повідомило про підвищення кредитних рейтингів «ПриватБанку» з «SD» до «ССС+/С», та зазначило прогноз за рейтингами банку — «стабільний». За даними S&P, підвищення рейтингу пов'язане з успішним завершенням банком та урядом України процесу докапіталізації, а також тим, що «ПриватБанк» обслуговує свої зобов'язання вчасно та в повному обсязі. Прогноз «стабільний» відображає очікування агентства щодо того, що уряд надасть підтримку нещодавно націоналізованому банку.
Міжнародне рейтингове агентство Moody's також підвищило рейтинги «ПриватБанку» — з Caa3 до Caa2 слідом за нещодавнім підвищенням рейтингу України. Агентство також змінило прогноз за рейтингами «ПриватБанку» зі «стабільного» на «позитивний». Зазначається, що довгостроковий рейтинг депозитів у національній валюті «ПриватБанку» підвищено з Caa3 до Caa2 з «позитивним» прогнозом. Рейтинги депозитів в іноземній валюті «ПриватБанку» підвищено до Caa3 з «позитивним» прогнозом після зміни граничного рівня рейтингів країни за депозитами в іноземній валюті до Caa3 з Ca.

### Стратегія банку
Наразі в «ПриватБанку», як і в інших державних банках, відбувається розробка стратегії діяльності установ.
Виконуюча обов'язки Голови Правління «ПриватБанку» Галина Пахачук в інтерв'ю minfin.com.ua зазначила: «Baker McKenzie» приступили до спільної з нами роботи 21 серпня. Через 8 тижнів вони повинні допомогти нам спільно дати відповіді на питання про сильні та слабкі сторони банку, показати роль і можливості «ПриватБанку» в Україні … через 3-5 років можна вже буде показувати банк потенційним інвесторам"

Олександр Данилюк, Міністр фінансів України в інтерв'ю zn.ua повідомив:
…наразі нам потрібно працювати над тим, щоб держбанки не конкурували між собою, особливо за державний рахунок. Наші основні завдання на сьогодні — поліпшити корпоративне управління, переглянути стратегію з урахуванням «ПриватБанку» і так, можливо, переглянути ті стратегії, які банки розробили раніше. А головне, готувати вихід держави з банків. Стратегія не повинна передбачати тільки поліпшення роботи — це шлях в нікуди, якщо ми не прагнемо до того, аби ці банки перейшли в приватну власність.
Заступник Голови Національного Банку Катерина Рожкова в інтерв'ю 112.ua зазначила:
…перше завдання, яке стоїть перед банком сьогодні, — це провести інвентаризацію активів, перевірити документи, які є в наявності (на відповідність їх вимогам законодавства), і зробити нову оцінку активів. І тільки після цього можна робити наступні кроки, зокрема і виставлення банку на продаж… В минулому році частина основних засобів, в тому числі цілісні майнові комплекси перейшли на баланс «ПриватБанку» як заставне майно екс-власників. Ясно, що це не банківська діяльність управляти, наприклад, стадіоном. Тому з цими активами потрібно: або віддати в управління, або продавати. Тому що банку потрібні живі гроші.

## Розслідування та судові справи
Генеральна прокуратура України, Національне антикорупційне бюро України та Спеціалізована антикорупційна прокуратура розслідують кілька справ, пов'язаних із «ПриватБанком».
Згідно з меморандумом з Міжнародним Валютним Фондом, до кінця 2017 року має завершитися forensic-аудит (розслідування економічних операцій) для визначення, чи мали місце правопорушення або неналежна банківська практика в період до націоналізації «ПриватБанку».
Як зазначили журналісти depo.ua, головна загроза Ігорю Коломойському лежить не в судовій площині, а в площині заморожування рахунків.
Загальна ситуація з судовими позовами, до яких причетний ПриватБанк
ПриватБанк вів понад 1000 судових проваджень проти пов'язаних з колишніми власниками компаній як в Україні, так і за межами країни. Витрати держави на судові процеси проти колишніх власників ПриватБанку Ігоря Коломойського та Геннадія Боголюбова складають близько 600 мільйонів гривень за підсумками 2018 року.
Загалом колишні власники ПриватБанку Ігор Коломойський та Геннадій Боголюбов, заборгували банку за кредитами близько 240 мільярдів гривень (борг на суму 212 мільярдів гривень разом з відсотками — було підтверджено незалежними аудиторами).

### Ключові судові справи щодо ПриватБанку[155]
| Справа                                                                     | Позивач | Відповідач | Мета позову | Актуальна інформація |  |
| Справа № 826/7432/17 Окружний адміністративний суд міста Києва             | Коломойський І. В. | НБУ | Про визнання протиправними та скасування рішень про націоналізацію та заходи, щодо стабілізації банку. | Рішенням суду від 18.04.2019 позов задоволено. |  |
| Справа № 826/7432/17 Окружний адміністративний суд міста Києва             | Коломойський І. В. | НБУ | Про визнання протиправними та скасування рішень про націоналізацію та заходи, щодо стабілізації банку. | Рішенням суду від 18.04.2019 позов задоволено. |  |
| Справа № 757/57102/17-ц, Печерський районний суд м. Києва                  | Коломойський І. В. | НБУ | Розірвання договорів поруки. Метою позову є звільнення від солідарної відповідальності за кредитними договорами рефінансування.                                                                                        | Рішенням Печерського райсуду м. Києва від 20.04.2019 позов задоволено. Приватбанк підготував апеляцію, після чого 25 вересня Київський апеляційний суд відкрив апеляційне провадження |  |
| Справа № 757/57102/17-ц, Печерський районний суд м. Києва                  | Коломойський І. В. | НБУ | Розірвання договорів поруки. Метою позову є звільнення від солідарної відповідальності за кредитними договорами рефінансування.                                                                                        | Рішенням Печерського райсуду м. Києва від 20.04.2019 позов задоволено. Приватбанк підготував апеляцію, після чого 25 вересня Київський апеляційний суд відкрив апеляційне провадження |  |
| Справа № 757/57102/17-ц, Печерський районний суд м. Києва                  | Коломойський І. В. | НБУ | Розірвання договорів поруки. Метою позову є звільнення від солідарної відповідальності за кредитними договорами рефінансування.                                                                                        | Рішенням Печерського райсуду м. Києва від 20.04.2019 позов задоволено. Приватбанк підготував апеляцію, після чого 25 вересня Київський апеляційний суд відкрив апеляційне провадження |  |
| Справа № 826/13813/17 Окружний адміністративний суд м. Києва               | Тріантал Інвестментс ЛТД | НБУ | Визнання протиправним та скасування рішення № 105 (пов'язані особи) | Задоволення позову та скасування рішення № 105 створює підстави для визнання незаконною всієї процедури бейл-ін. 18 квітня 2019 позов задоволено. Підготовка апеляції. 14 серпня 2019 розгляд зупинено до рішення по справі справи № 826/20221/16                                                                 |  |
| Справа № 826/6664/17, Київський апеляційний адміністративний суд           | Тріантал Інвестментс ЛТД | НБУ | Оскарження рішення про перевірку Приватбанку. Скасування рішення про проведення перевірки Приватбанку матиме наслідком подальше визнання незаконним віднесення банку до категорії неплатоспроможних та націоналізації. | 2 березня 2018 року позов задоволено. 13 травня 2019 апеляцію НБУ та Приватбанку відхилено. |  |
| Справа № 910/8012/17 Касаційний господарський суд у складі Верховного Суду | THEO Worldwide corp. | АТ КБ ПРИВАТБАНК | Визнання недійсним договору та стягнення збитків. Задоволення позову надасть можливість інших власникам єврооблігацій Приватбанку подавати аналогічні позови.                                                          | 28 березня 2018 Господарського суду м. Києва задовольнив позов. Північний апеляційний господарський суд 21 січня.2019 частково скасував це рішення, в частині недійсності договору залишивши його без змін. 1 серпня 2019 провадження у справі зупинено до розгляду КАС справи № 826/20221/16 за позовом Суркісів |  |
| Справа № 826/1317/17 Київський апеляційний адміністративний суд            | Camerin investments llp, Sunnex investments llp, Tamplemon investments llp, Berlini commercial llp, Lumil investments llp, Sofinam snvestments llp | НБУ, ФГВФО, уповноважені особи ФГВФО на здійснення ТА в Приваті, Приватбанк, Мінфін | Оскарження пов'язаності з Приватбанком та стягнення коштів. Задоволення позову завдасть Приватбанку збитки та створить прецедент для інших пов'язаних осіб.                                                            | 27 вересня 2018 провадження у справі зупинено до вирішення спору на Кіпрі. |  |
| № 826/20239/16, Конституційний Суд України                                 | ПАТ «АКЦЕНТ-БАНК» | НБУ, ФГВФО, уповноважені особи ФГВФО на здійснення ТА в Приваті, Приватбанк, Мінфін | Оскарження пов'язаності та стягнення коштів. Рішення у справі завдає Приватбанку збитків та створює негативний прецедент, яким скористаються інші пов'язані особи                                                      | 4 вересня 2018- касаційні скарги залишено без задоволення, а рішення про задоволення позову без змін. Триває розгляд конституційної скарги Приватбанку. |  |
| № 826/20239/16, Конституційний Суд України                                 | ПАТ «АКЦЕНТ-БАНК» | НБУ, ФГВФО, уповноважені особи ФГВФО на здійснення ТА в Приваті, Приватбанк, Мінфін | Оскарження пов'язаності та стягнення коштів. Рішення у справі завдає Приватбанку збитків та створює негативний прецедент, яким скористаються інші пов'язані особи                                                      | 4 вересня 2018- касаційні скарги залишено без задоволення, а рішення про задоволення позову без змін. Триває розгляд конституційної скарги Приватбанку. |  |
| № 826/20239/16, Конституційний Суд України                                 | ПАТ «АКЦЕНТ-БАНК» | НБУ, ФГВФО, уповноважені особи ФГВФО на здійснення ТА в Приваті, Приватбанк, Мінфін | Оскарження пов'язаності та стягнення коштів. Рішення у справі завдає Приватбанку збитків та створює негативний прецедент, яким скористаються інші пов'язані особи                                                      | 4 вересня 2018- касаційні скарги залишено без задоволення, а рішення про задоволення позову без змін. Триває розгляд конституційної скарги Приватбанку. |  |
| № 826/20239/16, Конституційний Суд України                                 | ПАТ «АКЦЕНТ-БАНК» | НБУ, ФГВФО, уповноважені особи ФГВФО на здійснення ТА в Приваті, Приватбанк, Мінфін | Оскарження пов'язаності та стягнення коштів. Рішення у справі завдає Приватбанку збитків та створює негативний прецедент, яким скористаються інші пов'язані особи                                                      | 4 вересня 2018- касаційні скарги залишено без задоволення, а рішення про задоволення позову без змін. Триває розгляд конституційної скарги Приватбанку. |  |
| № 826/20221/16 Велика Палата Верховного Суду                               | Суркіс І. Р., Суркіс Г. М., Суркіс Р. Д., Суркіс С. Г., Ковалик П. О., Суркіс М. І.                                                                | НБУ, ФГВФО, уповноважені особи ФГВФО на здійснення ТА в Приваті, Приватбанк, Мінфін | Оскарження пов'язаності та стягнення коштів. Рішення у справі завдає Приватбанку збитків та створює негативний прецедент, яким скористаються інші пов'язані особи                                                      | 17.05.2017 Окружний адміністративний суд міста Києва задовольнив позов родини Суркісів загальною сумою більше 1 млрд грн. 06.11.2017 Київський апеляційний адміністративний суд відхилив апеляційну скаргу на рішення суду першої інстанції.                                                                      |  |
| № 910/1834/19 Господарський суд м. Києва                                   | Коломойський І. В., Тріантал Інвестментс | Мінфін, НБУ, ФГВФО, Приватбанк | Про визнання недійсним договору купівлі-продажу акцій Приватбанку від 21 грудня 2016. Метою позову є повернення Банку колишнім власникам.                                                                              | 17 жовтня 2019 року розгляд справи призупинено |  |
| № 910/1834/19 Господарський суд м. Києва                                   | Коломойський І. В., Тріантал Інвестментс | Мінфін, НБУ, ФГВФО, Приватбанк | Про визнання недійсним договору купівлі-продажу акцій Приватбанку від 21 грудня 2016. Метою позову є повернення Банку колишнім власникам.                                                                              | 17 жовтня 2019 року розгляд справи призупинено |  |
| № 910/1834/19 Господарський суд м. Києва                                   | Коломойський І. В., Тріантал Інвестментс | Мінфін, НБУ, ФГВФО, Приватбанк | Про визнання недійсним договору купівлі-продажу акцій Приватбанку від 21 грудня 2016. Метою позову є повернення Банку колишнім власникам.                                                                              | 17 жовтня 2019 року розгляд справи призупинено |  |
| № 910/1834/19 Господарський суд м. Києва                                   | Коломойський І. В., Тріантал Інвестментс | Мінфін, НБУ, ФГВФО, Приватбанк | Про визнання недійсним договору купівлі-продажу акцій Приватбанку від 21 грудня 2016. Метою позову є повернення Банку колишнім власникам.                                                                              | 17 жовтня 2019 року розгляд справи призупинено |  |
| № 910/5172/19 Господарський суд м. Києва                                   | Коломойський І. В. | НБУ, Приватбанк | Про визнання недійсними кредитних договорів та договорів поруки. Метою позову є звільнення фінансового поручителя від відповідальності за кредитними договорами та зупинення стягнення заборгованості.                 | Розгляд справи знаходиться на рівні першої інстанції. |  |
| № 910/5172/19 Господарський суд м. Києва                                   | Коломойський І. В. | НБУ, Приватбанк | Про визнання недійсними кредитних договорів та договорів поруки. Метою позову є звільнення фінансового поручителя від відповідальності за кредитними договорами та зупинення стягнення заборгованості.                 | Розгляд справи знаходиться на рівні першої інстанції. |  |
| № 910/5172/19 Господарський суд м. Києва                                   | Коломойський І. В. | НБУ, Приватбанк | Про визнання недійсними кредитних договорів та договорів поруки. Метою позову є звільнення фінансового поручителя від відповідальності за кредитними договорами та зупинення стягнення заборгованості.                 | Розгляд справи знаходиться на рівні першої інстанції. |  |
| № 910/5172/19 Господарський суд м. Києва                                   | Коломойський І. В. | НБУ, Приватбанк | Про визнання недійсними кредитних договорів та договорів поруки. Метою позову є звільнення фінансового поручителя від відповідальності за кредитними договорами та зупинення стягнення заборгованості.                 | Розгляд справи знаходиться на рівні першої інстанції. |  |
| № 910/5172/19 Господарський суд м. Києва                                   | Коломойський І. В. | НБУ, Приватбанк | Про визнання недійсними кредитних договорів та договорів поруки. Метою позову є звільнення фінансового поручителя від відповідальності за кредитними договорами та зупинення стягнення заборгованості.                 | Розгляд справи знаходиться на рівні першої інстанції. |  |
| № 910/5172/19 Господарський суд м. Києва                                   | Коломойський І. В. | НБУ, Приватбанк | Про визнання недійсними кредитних договорів та договорів поруки. Метою позову є звільнення фінансового поручителя від відповідальності за кредитними договорами та зупинення стягнення заборгованості.                 | Розгляд справи знаходиться на рівні першої інстанції. |  |
| Справа № 910/15484/17 Велика Палата Верховного Суду                        | АТ «Ерлан» | НБУ | Розірвання іпотечного договору. Метою позову є звільнення майнового поручителя від відповідальності за кредитними договорами рефінансування.                                                                           | Останнє рішення. 20 вересня 2018 касаційну скаргу ПрАТ «ЕРЛАН» відхилено. |  |
| Справа № 910/1005/18, Господарський суд м. Києва                           | Pointex Sale LLP | Приватбанк | Рішення у справі завдасть Приватбанку збитків та створить негативний прецедент, яким скористаються інші власники єврооблігацій.                                                                                        | 13 червня 2019 матеріали справи надійшли до КГС, визначено склад суду для розгляду справи, відмовлено у відкритті касаційного провадження, матеріали справи повернулися до суду І-ї інстанції, проте повторно були направлені до КГС за касаційною скаргою позивача на ті ж самі судові рішення                   |  |
| Справа № 201/473/17 Касаційний цивільний суд у складі Верховного Суду      | Боголюбова О. Л. | Приватбанк | Оскарження пов'язаності та стягнення коштів. Рішення у справі завдає Приватбанку збитків та створює негативний прецедент, яким скористаються інші пов'язані особи.                                                     | Рішеннями судів попередніх інстанцій позов задоволено. |  |
| Справа № 201/473/17 Касаційний цивільний суд у складі Верховного Суду      | Боголюбова О. Л. | Приватбанк | Оскарження пов'язаності та стягнення коштів. Рішення у справі завдає Приватбанку збитків та створює негативний прецедент, яким скористаються інші пов'язані особи.                                                     | Рішеннями судів попередніх інстанцій позов задоволено. |  |
| Справа № 201/473/17 Касаційний цивільний суд у складі Верховного Суду      | Боголюбова О. Л. | Приватбанк | Оскарження пов'язаності та стягнення коштів. Рішення у справі завдає Приватбанку збитків та створює негативний прецедент, яким скористаються інші пов'язані особи.                                                     | Рішеннями судів попередніх інстанцій позов задоволено. |  |
| № 757/64933/17-ц Касаційний цивільний суд у складі Верховного Суду         | Коломойський Ігор Валерійович | Національний банк України, Приватбанк, Мірошник Тарас Олександрович, ТОВ "ІА «ІНТЕРФАКС-УКРАЇНА», ТОВ "Редакція газети «Закон і Бізнес», ТОВ «Київський інститут проблем управління імені Горшеніна» | Про визнання недостовірною та такою, що принижує честь, гідність та ділову репутацію Коломойського І. В. та спростування такої інформації. Метою позову є блокування розгляду позову Банку у Високому Суді Лондона.    | Позов так і не було розглянуто по суті. |  |
| № 757/64933/17-ц Касаційний цивільний суд у складі Верховного Суду         | Коломойський Ігор Валерійович | Національний банк України, Приватбанк, Мірошник Тарас Олександрович, ТОВ "ІА «ІНТЕРФАКС-УКРАЇНА», ТОВ "Редакція газети «Закон і Бізнес», ТОВ «Київський інститут проблем управління імені Горшеніна» | Про визнання недостовірною та такою, що принижує честь, гідність та ділову репутацію Коломойського І. В. та спростування такої інформації. Метою позову є блокування розгляду позову Банку у Високому Суді Лондона.    | Позов так і не було розглянуто по суті. |  |
| № 757/64933/17-ц Касаційний цивільний суд у складі Верховного Суду         | Коломойський Ігор Валерійович | Національний банк України, Приватбанк, Мірошник Тарас Олександрович, ТОВ "ІА «ІНТЕРФАКС-УКРАЇНА», ТОВ "Редакція газети «Закон і Бізнес», ТОВ «Київський інститут проблем управління імені Горшеніна» | Про визнання недостовірною та такою, що принижує честь, гідність та ділову репутацію Коломойського І. В. та спростування такої інформації. Метою позову є блокування розгляду позову Банку у Високому Суді Лондона.    | Позов так і не було розглянуто по суті. |  |
| Справа № 826/1198/18, Окружний адміністративний суд міста Києва            | ТОВ "Аудиторська компанія «ПрайсвотерхаусКуперс (Аудит)»                                                                                           | НБУ | Фактична мета позову — опосередковане підтвердження вірності фінансової звітності ПриватБанку. | 24 липня 2019 відкрите апеляційне провадження за апеляційною скаргою НБУ на рішення Окружного адміністративного суду міста Києва від 29 травня 2019 р. |  |
| Справа № 826/1198/18, Окружний адміністративний суд міста Києва            | ТОВ "Аудиторська компанія «ПрайсвотерхаусКуперс (Аудит)»                                                                                           | НБУ | Фактична мета позову — опосередковане підтвердження вірності фінансової звітності ПриватБанку. | 24 липня 2019 відкрите апеляційне провадження за апеляційною скаргою НБУ на рішення Окружного адміністративного суду міста Києва від 29 травня 2019 р. |  |

За грудень 2019 — січень 2020 у справах ПриватБанку пов'язані з олігархом Ігорем Коломойським особи подали 285 нових судових позовів. Перша група, так звані трансформаційні — 220 позовів, друга група — це позови міноритарних акціонерів у Господарський суд Києва — 45, третя група позовів проти керівництва ПриватБанку — 20 справ.

### Судові процеси в Україні
Скасування націоналізації. Хронологія подій
Лютий 2019 — наприкінці лютого 2019 року Господарський суд Києва з другої спроби прийняв до розгляду позов Коломойського і Triantal, що володіли відповідно 41,6572 % та 16,5748 % акцій ПриватБанку, про визнання недійсним договору купівлі-продажу цього банку від 21 грудня 2016 року. Під час слухань 9 квітня позивачі заявили клопотання про розширення переліку своїх вимог пунктом щодо повернення їм акцій ПриватБанку, і суд задовольнив це клопотання.
18 квітня 2019 – Окружний адміністративний суд міста Києва за позовом колишнього співвласника ПриватБанку Ігоря Коломойського ухвалив рішення, визнав протиправним та скасував рішення про виведення неплатоспроможного ПАТ КБ «Приватбанк» з ринку за участю держави.
18 квітня 2019 – Національний банк готується до подачі апеляційної скарги на рішення суду, яким скасовано рішення про націоналізацію «Приватбанку». Як зазначив у коментарі «Інтерфаксу» Віктор Григорчук, начальник управління претензійно-позовної роботи юридичного департаменту НБУ, «рішення суду не вступило в законну силу і буде оскаржене Національним банком… породжена судовими рішеннями правова невизначеність підриває фінансову стабільність». Також заступних голови НБУ К. Рожкова в цьому ж коментарі додала, що неодностайність української Феміди «завдає шкоди міжнародному іміджу України».
24 травня 2019 — Національний банк оскаржив рішення Окружного адмінсуду Києва щодо незаконності націоналізації ПриватБанку.
17 жовтня 2019 — Господарський суд Києва переніс ухвалення остаточного рішення за рішенням про повернення акцій ПриватБанку Ігорю Коломойському. У суді вирішили дочекатися результатів апеляції, яку подала держава на рішення Окружного адміністративного суду, який визнав націоналізацію ПриватБану незаконною.
01 листопада 2019 – генеральний прокурор України Руслан Рябошапка повідомив, що кримінальні провадження, що стосуються можливих розкрадань коштів колишніми власниками ПриватБанку, передані для розслідування в Національне антикорупційне бюро України (НАБУ).
19 грудня 2019 року на триріччя націоналізації ПриватБанку Шостий апеляційний суд за клопотанням ПриватБанку призупинив розгляд скарги на рішення Окружного адмінсуду від 18 квітня 2019 року про скасування націоналізації ПриватБанку до розгляду у Великій палаті Верховного суду справи за позовом сім'ї Суркісів.

### Оскарження договору поруки
Як стало відомо з постанови Печерського районного суду міста Києва, екс-акціонер «ПриватБанку» Ігор Коломойський через суд намагається розірвати договір особистої поруки по боргам фінустанови перед Національним Банком України

### Розслідування Kroll
Згідно з Меморандумом з МВФ, до кінця осені 2017 року має завершитися forensic аудит (економічне розслідування операцій) «ПриватБанк» для визначення, чи мали місце правопорушення або погана банківська практика в період до його націоналізації.

Заступник Голови Національного Банку Катерина Рожкова в інтерв'ю Zn.ua:
…Підтвердження чи непідтвердження інсайдерського характеру кредитів, які «ПриватБанк» видав пов'язаним особам, — це питання передусім forensic audit (по суті, судового аудиту), який уже відбувається (його проводить Kroll і AlixPartners. — Finbalance).
Вона ж в інтерв'ю 112.ua:
…завдання компанії Kroll більш масштабне. Вони повинні промоніторити діяльність банку протягом досить довгого періоду часу і дати відповіді на основні питання: які суми грошей, в який період, куди були спрямовані. Хто це робив і в інтересах кого…

### Кримінальні справи
За словами Генерального прокурора України, Юрія Луценка на сьогоднішній день у "справі «ПриватБанку» заарештоване все нерухоме майно та земельні ділянки ТОВ «ПриватОфіс» та ТОВ «Ключове рішення» — 769 об'єктів. Крім того, Генеральна прокуратура протягом останніх тижнів активно допитує членів кредитного комітету «ПриватБанку». Генеральний прокурор зазначив: «Готуються підозри. Також ГПУ вивчає документи і допитує ряд працівників Національного банку, які мали контролювати процеси в „ПриватБанку“. Також у цій справі вже проведено десятки обшуків, направлені міжнародні доручення для скерування компетентним органам Кіпру, Великої Британії, Британських Віргінських Островів, проведено виїмку документів у відділеннях „ПриватБанку“ та призначено десятки експертиз».
Журналісти «Економічної Правди» отримали від співрозмовників у правоохоронних органах інформацію, що розслідування проводяться по чотирьом епізодам:
| Епізод     | Суть |
| ---------- | --- |
| Епізод I   | Заволодіння службовими особами «ПриватБанку» державними коштами Національного банку, виділеними для цілей рефінансування. Співрозмовники журналістів в правоохоронних органах зазначають, що співробітники «ПриватБанку» банку протягом 2014 року видали кредити під заставу майнових прав на товар 42 резидентам, підконтрольним групі «Приват», засновниками яких є 51 нерезидент з «приватівськими коріннями». Ті, у свою чергу, уклали сумнівні угоди, здійснивши 100 % передплату, та перерахувавши гроші на рахунки інших нерезидентів з метою нібито отримання товарів. Загальну суму розміром 18,9 млрд гривень отримали наступні компанії: Teamtrend limited, Trade point agro limited, Collyer limited, Rossyan investing corp, Zao ukrtransitservice ltd, Milbert ventures inc. Поставка товарів до цього часу не відбулася. Гроші в строки, передбачені кредитними договорами, «ПриватБанк» не отримав. Майнові права на не отриманий товар, якими володіє «ПриватБанк», не забезпечують погашення кредитів і повернення коштів. |
| Епізод II  | Розслідування за другим епізодом розпочалося на підставі заяви екс-голови правління «ПриватБанку» Олександра Шлапака. Так, 15 грудня 2016 року до «ПриватБанку» надійшло повідомлення НБУ про те, що компанію Claresholm marketing LTD визнано пов'язаною з банком особою. Незважаючи на те, що банку заборонено проведення будь-яких активних операцій із пов'язаними особами, колишнє керівництво «ПриватБанку» упродовж 15-16 грудня провело незаконні операції. Так, менеджери «ПриватБанку» уклали з Claresholm marketing LTD кредитні договори на суму $389 млн, €60 млн і відобразили заборгованість в балансі банку. Так само 16 грудня екс-службовці «ПриватБанку» аналогічно провели незаконні банківські операції з іншими, пов'язаними з банком юрособами. Наприклад, було укладено кредитний договір на суму 3,2 млрд грн з компанією з ТОВ «Новафарм». |
| Епізод III | Протягом 2008—2016 років «ПриватБанк» надав кредит низці компаній на заздалегідь невигідних економічних умовах для банку. Середня ставка за кредитом становила 10,5 %, коли банк залучав ресурс в той час під 17 %. Співрозмовники в правоохоронних органах зазначають, що відповідні компанії «мали ознаки фіктивності». Забезпеченням за цими кредитами виступали застави на суму близько 267 млрд грн, з яких майнових прав на суму 237 млрд грн, що становить майже 90 % від всього портфеля застав. Однак, проведені новим керівництвом банку перевірки засвідчили, що вартість заставного майна була завищена. Наразі прострочена заборгованість за відповідними кредитами становить понад 10 млрд грн та має стійку тенденцію до зростання. Тобто, виходить, що колишні посадові особи «ПриватБанку» надавали кредити на заздалегідь невигідних умовах для банку юридичним особам, які мають ознаки фіктивності. |
| Епізод IV  | Екс-посадовці «ПриватБанку», знаючи про заборони щодо проведення операцій з пов'язаними особами, в період надання траншів рефінансування від НБУ надали кредити ТОВ «ПриватОфіс» та ТОВ «Ключове рішення» на заздалегідь невигідних умовах для банку. Заборгованість за 20 кредитними договорами, які не забезпечені майном, становить понад 1,5 млрд грн. |

Генеральна прокуратура відкрила кримінальні справи про доведення "«ПриватБанку» до стану неплатоспроможності (ст. 218 и 220 УКУ). У центрі розслідувань ГПУ кредити на загальну суму в 137 млрд грн., видані наприкінці 2016 36 компаніям.
Головне слідче управління Генпрокуратури здійснює досудове розслідування у кримінальному провадженні щодо осіб, у власності яких раніше перебував націоналізований «ПриватБанк»: колишні власники «ПриватБанку» проходять у справі про «створення злочинної організації» (ст. 255 УКУ; ухвала Печерського районного суду міста Києва за 13 липня, оприлюднена у Єдиному державному реєстрі судових рішень). Провадження № 42017000000001823 від 06.06.2017 відкрито "за фактом створення злочинної організації, а також керівництва такою організацією та участі у ній з метою заволодіння упродовж 2008—2016 років грошовими коштами ПАТ «КБ «ПриватБанк» в особливо великих розмірах». У вчиненні цього злочину підозрюються колишні посадові особи ПАТ "КБ «ПриватБанк», які нібито «залучили власників та керівників низки суб'єктів господарювання, а також представників та кінцевих бенефіціарів низки іноземних компаній, що є пов'язаними з банком особами».

Артем Ситник, директор Національного Антикорупційного Бюро в інтерв'ю zn.ua розказав про справу, яку знаходиться у провадженні НАБУ:
…головне питання нашого розслідування — встановити, чи були виконані ці умови (зобов'язання екс-власників по реструктуризації кредитного портфеля до 1.07.2017 на реальні підприємства). Якщо ні, — то це і буде причиною того, що велика діра, що виникла в банку, була перекрита коштами державного бюджету. На сьогоднішній день є облігації державної позики на суму 116,8 млрд грн, внесені в статутний фонд банку, з тим, щоб закрити цю діру… Другий момент розслідування — договори, підписані в результаті реструктуризації: термін виплати по ним ще не пройшов. Частково термін настає в жовтні, частково — в грудні. НАБУ проводить розслідування, чи була реструктуризація проведена на фіктивні фірми, або ж ці фірми відповідають умовам Національного банку України. Відповідно, буде зроблено висновок, чи був умисел — аби закрити дірку в капіталі державними коштами. Крім цього, ми будемо давати оцінку роботи співробітників Національного банку і їх участі в цьому процесі… Одним з аспектів розслідування є також те, що директори і засновники 36 компаній, які отримали кредити в жовтні-листопаді 2016 р — це нинішні або колишні працівники групи «Приват», починаючи від менеджерів нижньої ланки і закінчуючи технічними працівниками підприємств, що входять в групу. Тому питання полягає в тому, наскільки справжнім є цей директор, цей засновник, який одержує в банку кредит на 4,5 млрд грн (нічим не забезпечений, крім міфічного договору поставки якихось товарів, в обсязі, який споживається всією державою за 2-3 роки) зі 100-відсотковим кредитним ризиком. Те саме стосується і намірів цих компаній проводити реальну господарську діяльність, отримувати доходи і виплачувати свою заборгованість по кредиту.

### Позови ексвласників
До українських судів вже було подано більше 300 позовів щодо оскарження визначення пов'язаними із банками особами, процедури визнання «ПриватБанку» проблемним та входження в капітал банку, розторгнення та забезпечення кредитних договорів банку, позики рефінансування та її поруки. Більшість позивачів — колишні клієнти «ПриватБанку», яких НБУ визнав пов'язаними із банком особами.
| Суть позову                                                                      | Позивач                                                                                | Кількість позовів/справ |
| -------------------------------------------------------------------------------- | -------------------------------------------------------------------------------------- | ----------------------- |
| Про зобов'язання передати оригінали кредитних договорів та визнання права вимоги | Позичальники «ПриватБанку» — юридичні особи                                            | 227                     |
| Оскарження пов'язаності                                                          | Родини Суркісів та їхні юридичні особи: офшори, «Акцент-Банк», ФК Динамо Київ          | 42                      |
| Про розірвання договорів забезпечення (іпотеки/застави)                          | Іпотекодавці                                                                           | 30                      |
| Про зобов'язання ПАТ КБ «ПриватБанк» погасити заборгованість перед НБУ           | Іпотекодавці                                                                           | 24                      |
| Оскарження процедури bail-in                                                     | Фізичні або юридичні особи-учасники процедури bail-in, бондхолдери                     | 21                      |
| Оскарження припинення нарахування відсотків по депозитах (Кіпр)                  | Офшори та фізособи, що були визнані пов'язаними з банком                               | 17                      |
| Про визнання договорів іпотеки припиненими                                       | Іпотекодавці                                                                           | 7                       |
| Оскарження процедури виведення банку з ринку                                     | Ігор Коломойський, Triantal Investments (Кіпр), міноритарний акціонер та фізична особа | 5                       |
| Оскарження поруки                                                                | Ігор Коломойський                                                                      | 4                       |
| Оскарження входження держави в капітал банку (постанова КМУ)                     | Непов'язані особи                                                                      | 2                       |

Головна мета вже більше 200 позовів про передачу оригіналів кредитних договорів та визнання права вимоги стосуються тих 36 компаній, через які напередодні націоналізації «ПриватБанку» була проведена трансформація кредитного портфеля 196 позичальників банку на суму 136 млрд грн."Головна їх мета — витребувати оригінали кредитних договорів за цими 196 боржникам, — каже в співрозмовник в юрдепартаменті НБУ. — І довести, що саме ці 36 компаній, а не банк мають право вимагати (а значить і претендувати на реальні застави) повернення коштів від 196 позичальників".
Ще 42 компанії-позивачі не заперечують конвертацію коштів, а судяться тільки через попадання до списку пов'язаних осіб. В НБУ очікують, що усього претензій подадуть близько 100 позивачів. «Позови подаються в цивільні і господарчі суди, в основному в Дніпропетровську. — Адміністративні позови майже всі спрямовані проти 105-го рішення комісії НБУ (рішення про пов'язаність приймала спеціалізована комісія в НБУ, повний перелік пов'язаних осіб міститься у її рішенні № 105 від 13 грудня 2016 року)».
Ігор Коломойський (в тому числі і за допомогою подачі позовів ще однією компанією, яка йому належить — «Тріантал») намагається оскаржити в суді рішення про визнання банку неплатоспроможним і його націоналізації. 9 червня Ігор Коломойський подав заяву в Печерський районний суд міста Києва з вимогою розірвати угоду поруки. Потім, Коломойський подав ще один позов до суду до Національного банку, Фонду гарантування вкладів фізичних осіб, Кабінету міністрів.
Ще дві справи стосуються визнання неправомірності входження держави в капітал банку. Автори цих позовів — не зв'язані з банком юристи, які намагаються створити прецедент. Управляючий партнер Юридичної фірми Evris, Андрій Довбенко в коментарі LIGA.net: «Стратегія Коломойського — довести, що обставини з моменту укладення договору поруки змінилися. Якщо йому вдасться довести, що він не став би брати на себе поруку, якби знав, що банк націоналізують, позов цілком може бути задоволений».
Екс-співвласник банку Ігор Коломойський також окремо подав позов до Національного банку України, просячи захистити його честь, гідність і ділову репутацію. Відповідачами за позовом, крім НБУ, виступають редакція газети «Закон і Бізнес», інформаційне агентство «Інтерфакс-Україна», «Київський інститут проблем управління ім. Горшеніна» і фізособа Тарас Мірошник. Другим відповідачем за позовом є ПАТ «ПриватБанк», а третьою особою виступають фірми ТОВ «ІНКЕРІ» і «Інком 2001».
Екс-співвласник банку Генадій Боголюбов також вимагає від уряду України повернення «втрачених коштів» у «ПриватБанку» (його лист уряду України від 6 листопада, текст якого приводять Українські Новини). Так, стверджується, що Генадій Боголюбов 6 листопада направив уряду України повідомлення з вимогою компенсації за «незаконну експропріацію» його частки коштів у «ПриватБанку». При цьому він не повідомляє загальну суму претензій, при цьому уточнює, що у разі відмови він як громадянин Великої Британії звернеться в незалежний третейський суд. Бізнесмен посилається на двосторонній інвестиційний договір між Сполученим Королівством та Україною, спрямований на захист іноземних інвесторів в Україні від 1993 року. У своєму зверненні він описує обставини, при яких працював «ПриватБанк» протягом 2015—2016 років, вказуючи, що це був найбільш капіталізований банк на кінець 2015 року. Боголюбов зазначив, що протягом жовтня-грудня 2016 року Національний банк України різко змінив свої вимоги до банку, поставивши його під навмисний тиск. На його думку, Україна вела успішну скоординовану медіа — кампанію для дестабілізації ситуації з «ПриватБанком», після чого пішла націоналізація фінустанови.
Ігор Суркіс і його брат Григорій Суркіс, а також інші особи, пов'язані з екс-власниками «ПриватБанку», зокрема, через офшори, подали 42 позови проти НБУ, в яких оскаржують свою зв'язаність з «ПриватБанком». Юрособи і фізособи вже подали позовів проти банку (щодо скасування рішення bail-in) на 8 млрд грн, а власники єврооблігацій на $ 375 млн об'єдналися і зажадали повернути борг.
Президент футбольного клубу «Динамо» Ігор Суркіс його дочка Марина, його брат, почесний президент Федерації футболу України, віце-президент УЄФА Григорій Суркіс і його дочка Світлана, батько братів — Рахміль Суркіс, а також Поліна Ковалик виграли суд щодо скасування визнання їх пов'язаними з «ПриватБанком» особами. Суд першої інстанції скасував bail-in — придбання акцій «ПриватБанку» за рахунок заблокованих сум (депозитів) — і доручив повернути кредиторам списані 1,05 млрд грн. Таке рішення виніс Окружний адміністративний суд Києва (ОАСК), який 17 травня по справі № 826/20221/16 скасував рішення комісії НБУ № 105/2016 в частині визнання сім'ї Суркісів пов'язаними з «ПриватБанком» особами.
З постанови апеляційного суду слідує, що Ігор Суркіс володів частками в ТОВ «Телерадіокомпанія Студія 1 + 1», ТОВ «Гравіс-Кіно» та ПрАТ «Телекомпанія ТЕТ» через Bolvik Ventures Ltd., а Ігор Коломойський був співвласником цих компаній через Harley Trading Ltd. Ігор Суркіс приніс суду витяг з реєстру, що на 1 і 6 лютого 2017 роки йому Bolvik Ventures Ltd. не належав. Суд порахував це нормальним аргументом, хоча НБУ визначав пов'язаних осіб в 2016 році. В результаті НБУ програв, оскільки суд вирішив, що між Ігорем Суркісом і «ПриватБанком» є тільки зв'язок «клієнт — банк», і значить, жоден його родич, відповідно, не є інсайдером.
Національний банк України подав апеляцію, але Київський апеляційний адміністративний суд 6 листопада відхилив апеляційну скаргу на рішення суду першої інстанції (ОАСК). НБУ вважає, що судді КААС та ОАСК порушили процесуальне законодавство, проігнорували представлені докази по справі і винесли неправомірне рішення. НБУ подав касаційну скаргу до Вищого адміністративного суду (ВАС), а також попросив суд призупинити виконання рішення КААС до вердикту касаційної інстанції (ВАС). Це необхідно для того, щоб сім'я Суркіс не списала 1,05 млрд грн з рахунків «ПриватБанку» до рішення ВАС.
В апеляційній інстанції НБУ вже виступав відповідачем у справі футбольного клубу «Динамо», який, на думку суддів, також ніяк не пов'язаний з «ПриватБанком».
Ще по одному ідентичному позовом — «Акцент-Банк» сім'ї Суркісів заперечує свою зв'язаність з «ПриватБанком» і вимагає повернути близько 0,4 млрд грн.
Прокуратура Києва здійснює досудове розслідування у кримінальному провадженні за ознаками зловживання владою або службовим положенням, і виконання судового рішення — йдеться в Постанові Печерського райсуду. Згідно з документом, досліджуються обставини невиконання посадовими особами Міністерства фінансів, НБУ і «ПриватБанку» постанови Печерського райсуду від 9 лютого 2017, який задовольнив клопотання компаній, пов'язаних з Суркісами. Йдеться про забезпечення їхнього позову до «ПриватБанку» і його кіпрської філії, які суд зобов'язав нарахувати і виплатити відсотки за депозитними рахунками цих осіб, а також виплатити грошові кошти, розміщені на рахунках цих компаній.

### Скасування переліку пов'язаних осіб та bail-in
На сьогодні остаточної правової позиції щодо законності процедури bail-in (конвертація депозитів в капітал банку) та визнанні пов'язаних осіб українські суди, зокрема Верховний Суд, у цих спорах ще не сформував. Загалом триває понад 40 судових справ щодо скасування визнання пов'язаних осіб.
10 грудня 2019 року Національний банк здобув першу перемогу у судових процесах щодо визначення пов'язаних осіб з ПриватБанком напередодні націоналізації. Йдеться про судовий процес проти ТОВ «САМТЕК-СЕРВІС».
29 січня 2019 — друга перемога НБУ у визнанні пов'язаності. Суд відмовив ПрАТ «ГАРАНТ МЕТИЗ ІНВЕСТ» у задоволенні позову про визнання протиправним та скасування рішення Національного банку про визначення позивача напередодні націоналізації пов'язаною з ПАТ КБ «Приватбанк» особою. Це друга перемога НБУ у справах про пов'язаних осіб.
Справа про повернення коштів братів Суркісів
Рішенням Нацбанку України від 13 грудня 2016 року родину Суркісів було визнано інсайдерами ПриватБанку. НБУ вказував, що Ігор Суркіс і екс-власник банку Ігор Коломойський — акціонери телеканалу «1+1», що свідчить про зв'язок Суркісів із ПриватБанком. На етапі роботи тимчасової адміністрації в банку було проведено процедуру конвертації коштів інсайдерів банку в капітал (bail-in). Окружний адміністративний суд Києва дійшов висновку, що участі Суркісів у споріднених із банком компаніях не доведено.
Через націоналізацію сім'я Суркісів втратила понад 248,6 мільйона доларів і 574 тисячі євро в кіпрській філії банку як юридичні особи і ще 1,04 мільярда гривень в Україні — уже як фізособи.
17 травня 2017 року суд скасував рішення комісії НБУ про визнання членів родини Суркісів пов'язаними з ПриватБанком особами.
10 січня 2020 року – Апеляційний суд Лондона розпочав розгляд справи братів Суркісів проти Петра Порошенка. Суркіси доводять, що Порошенко хотів заволодіти їхнім спільним з Коломойським бізнесом. А саме намагався безплатно відібрати частку в ТОВ "Телерадіокомпанія «Студія 1+1». У структурі власності телеканалу «1+1» Ігореві Суркісу належать 24,6 %, фактично — порівну поділені з братом. Вважають, що 8 % цієї частки належать давньому бізнес-партнерові Суркісів — Віктору Медведчуку. За версією позивачів, 2015 року Петро Порошенко, перебуваючи на посаді президента, зробив братам Суркісам пропозицію, від якої не можна відмовитися, — купити у них 25 % телеканалу «1+1».
Експерти вважають, що таким позовом сім'я Суркісів сама ж підтвердила свою пов'язаність із Ігорем Коломойським та ПриватБанком до його націоналізації. «У Києві в суді Суркіси намагаються довести, що вони не пов'язані особи з Коломойським і у них немає спільного бізнесу. А в Лондоні Суркіси доводять правосуддю, що Порошенко „віджимав“ їхній спільний з Коломойським бізнес», — зазначає Сергій Фурса, інвестиційний банкір.
Журналістські розслідування, зокрема видання Ліга.нет, показує, що пов'язаність родини Суркісів і Ігоря Коломойського доводиться тим, що: 1) Ігор Суркіс та Ігор Коломойський — офіційні співвласники медіахолдингу «1+1». Як доказ юристи ПриватБанку/НБУ подали в суд виписки з офіційних сайтів телеканалів «1+1» та ТЕТ. Обидва телеканали не приховують, що бізнесмени виступають їхніми кінцевими бенефіціарними власниками. 2) Сім'я Суркісів тримала гроші не тільки в українському ПриватБанку, але і в його кіпрському філії. Суркіси обслуговувалися на Кіпрі на особливих умовах: валютні депозити по 10-12 % річних. 3) Ігор Суркіс сам визнав себе пов'язаною особою з Коломойським через канал «1+1», коли подавав позов до Високого суду Лондона проти Петра Порошенка. Претензія Суркіса — Порошенко нібито хотів викупити його частку в «1+1» за гроші, що потрапили під процедуру bail-in в ПриватБанку. Сума претензій — $ 140 млн.
20 лютого 2020 Печерський райсуд зобов'язав ПриватБанк сплатити депозити шести офшорним компаніям братів Суркісів на $250 млн (7 млрд грн).
Компанії Camerin Investments LLP, Sunnex Investments LLP, Tamplemon Investments LLP, Berlini Commercial LLP, Lumil Investments LLP, Sofinam Investments LLP оскаржують в українських судах залучення грошових коштів у капітал ПриватБанку за процедурою bail-in.
Суддя фактично зобов'язав ПриватБанк виплачувати цим компаніям кошти, які були ними розміщені на рахунках Кіпрської філії Приватбанку ще у 2012—2014 роках, а також відсотки, які за умовами таких договорів повинні були нараховуватися з моменту укладення депозитних договорів до 17 лютого 2020 року — це $259 млн.
Ризики — це 259 млн доларів, або понад 7 млрд грн, які можуть піти з держбанку в офшорні компанії. Два глобальних ризики: це втрата 7 млрд грн, які б пішли як дивіденди від банку до бюджету, або кримінальна справа проти керівництва банку за невиконання рішення суду.
На запитання чи буде ПриватБанк платити ці $200 млн, партнер юридичної компанії Астерс Андрій Пожидаєв прокоментував: «Мы подали апелляцию и рассчитываем, что она будет удовлетворена. В практике ПриватБанка уже были случаи, когда за подобные неправосудные решения судьи отвечали по закону. Могу точно сказать, что банк не будет выплачивать эти деньги до окончательного решения суда»
Питанням стягнення коштів з Привату займалося Міністерство Юстиції України. Воно дало роз'яснення щодо своїх подальших дій у справі ПАТ "КБ «ПриватБанк».
«Мін'юст як орган, який виконує судові рішення, жодних мільярдів з ПриватБанку зараз стягувати не буде, адже не було і немає судового рішення про стягнення цих грошей з банку», — повідомляє міністерство.
Згідно положенням Цивільного процесуального кодексу зазначена ухвала суду апеляційної інстанції не підлягає оскарженню в касаційному порядку. Таким чином ПриватБанк повинен або виконати рішення суду по виплаті депозитів, або проти його посадових осіб почнуть кримінальне переслідування через невиконання рішення суду.
Рішення апеляційного суду лише підтвердило рішення, яке ухвалили у 2017 році. Останнє не передбачало стягнення коштів з Приватбанку, а лише зобов'язувало банк сплатити борг компаніям Суркісів.
16 березня 2020 Велика палата Верховного суду розглядала касаційну скаргу Нацбанку, Кабінету Міністрів і ПриватБанку на рішення судів нижчих інстанцій за позовом сім'ї Суркісів. Рішення Верховного суду по цій справі очікує Шостий апеляційний адмінсуд, який розглядає апеляцію рішення Окружного адмінсуду про визнання незаконною націоналізації ПриватБанку, а також Госпсуд Києва в справі за позовом Ігоря Коломойського і Triantal Investments про повернення їм акцій ПриватБанку (у Ігоря Коломойського перед націоналізацією було 41,7 % акцій, у Triantal — 16,6 %.)
Скасування рішення НБУ про пов'язаність та визнання незаконною процедури bail-in може призвести до втрат коштів платників податків, адже у пов'язаних із колишніми акціонерами ПриватБанку осіб з'являться підстави для стягнення з банку коштів, що були повернуті державою до капіталу банку під час його націоналізації.
8 квітня 2020, об 11.30 у Київському апеляційному суді було заплановано засідання щодо розгляду апеляційної скарги державного виконавця на постанову судді Печерського районного суду Підпалого щодо фактично стягнення з ПриватБанку більше $250 млн на користь офшорних компаній, пов'язаних з сім'єю Суркісів.
Цікаво, що і ПриватБанку і Мінфіну повідомили, що справу знято. Але суд почав засідання про стягнення з ПриватБанку $250 млн на користь Суркісів без них. У ПриватБанку НВ Бізнес заявили, що подаватимуть апеляцію.
Денис Малюська, Міністр Юстиції прокоментував справу щодо стягнення коштів з ПриватБанку на користь сім'ї Суркісів так: «Оскільки запитання ставляться приблизно одні і ті самі, винесу відповіді на них сюди, щоб зайвий раз не повторюватися:
Клопотання подано на письмове прохання Приватбанку, у якого виникли труднощі у розумінні і застосуванні ухвали про забезпечення позову.
Мін'юст приймає самостійні рішення як поводити себе у справі, а не керується порадами/вказівками юристів Привату з трьох причин:
- (а) бо ми несемо за свої дії відповідальність, а не юридичні радники Привату
- (б) бо радники Привату стали ініціаторами клопотання, яке призвело до ухвали суду, вказаної вище. Один раз пішли на зустріч „профі“ та високооплачуваним юристам, результат бачать усі. Цього більше, ніж досить.
- (в) подальші рекомендації юристів Привату ще більш екзотичні та, м'яко кажучи, ніяк не кореспондують змісту законодавства.

Мін'юст також подав апеляційну скаргу на ухвалу суду, бо вважаємо ухвалу суду першої інстанції незаконною і використовуємо наявні процесуальні механізми її скасувати. Взагалі питання досить дивне.
Велика Палата Верховного Суду призначила до розгляду справу за позовом родини Суркісів до Національного банку на 10:30 27 квітня. На останньому засіданні судом була оголошена перерва».
Британський історик та журналіст Тімоті Еш прокоментував справу Суркісів проти Привату так: «Верховна Рада повинна поквапитися і прийняти новий банківський закон, щоб запобігти денаціоналізації та зміні закону, який є конституційним. Останнє є ключовим в цій справі».
15 квітня 2020 Київський апеляційний суд відхилив апеляційну скаргу держвиконавця та залишив у силі рішення Печерського райсуду про виплату ПриватБанком більше $250 млн шести офшорним компаніям братів Суркісів.
Ухвала Печерського суду не була рішенням по суті позову, тобто ще не було рішення про правомірність вимоги Суркісів по стягненню цих коштів, еквівалентних 7 млрд грн, але в 2017 році був ухвалений забезпечувальний захід, який полягав у тому, що ПриватБанк має обслуговувати депозитні договори, тобто виплатити депозити ще до рішення, чи потрібно це робити. Йдеться про депозити кіпрських компаній, пов'язаних із бізнесменами Григорієм та Ігорем Суркісами, які зберігалися до націоналізації ПриватБанку в кіпрському філіалі.
Денис Малюська, Міністр юстиції, вважає, що шанси Суркісів на ці кошти не змінилися з 2017 року: «Залежать від ПриватБанку». Фактично це означає, що ПриватБанк залишається сам на сам із питанням, що робити із роз'ясненням ухвали, апеляцію на яку програв Мінюст.

## Оскарження постанови НБУ про пов'язаність
27 квітня 2020 Велика Палата Верховного Суду зняла з розгляду справу родини Суркісів. Судді звернуться до Офісу Генерального прокурора та Вищої ради правосуддя із заявою про тиск на суд. Про наступне засідання суд повідомить додатково.
Від розгляду цієї справи залежить, чи повинен буде державний ПриватБанк виплатити кошти особам, пов'язаним із Коломойським. Також від рішення у цій справі залежить хід всіх інших судових процесів про націоналізацію Приватбанку. Це ті справи, у яких Ігор Коломойський хоче визнати незаконною націоналізацію ПриватБанку та повернути його собі.
5 травня 2020 Розгляд справи родини Суркісів у Верховному Суді був перенесений на 18 травня 2020.
Цього ж дня ПриватБанк отримав від державного виконавця Печерського відділу державної виконавчої служби Міністерства юстиції України чотири нові постанови про відкриття виконавчих проваджень. "Нові постанови стосуються примусового виконання ПриватБанком ухвали Печерського районного суду від 09.02.2017 про забезпечення позову у справі № 757/7499/17-ц та виплату компаніям, пов'язаним із родиною Суркісів, більше $250 млн за припиненими ще в грудні 2016 року депозитними договорами, зобов'язання за якими були обміняні на акції додаткової емісії ПриватБанку під час націоналізації (bail-in).
15 червня 2020 Велика Палата Верховного Суду продовжить розгляд справи № 826/20 221/16 за позовом родини Суркісів про скасування рішення НБУ щодо визначення членів сім'ї Суркісів пов'язаними з АТ КБ «ПриватБанк» особами та про визнання нечинними договорів обміну їхніх депозитів на акції додаткової емісії ПриватБанку (bail in) і стягнення з державного ПриватБанку 1 млрд грн.
Міністр юстиції Денис Малюська опублікував допис, в якому пояснив суть справи на $250 млн і спрогнозував її розвиток: «Що буде далі? Думаю, що розвиток подій буде такий самий, як і усі попередні роки: ДВС повідомить ПриватБанк про необхідність виконання ухвали суду, напевно оштрафує банк за невиконання і направить матеріали в правоохоронні органи (саме такий алгорит прописаний в законі). Ніхто ніяких грошей нікому не перерахує. Іншого сценарію розвитку подій уявити складно, оскільки ухвалу Печерського районного суду від 2017 року я і зараз не дуже розумію як можна добровільно або примусово виконати».

### Оскарження процедури кредитної трансформації
Виконувачка обов'язки Голови Правління «ПриватБанку» Галина Пахачук в інтерв'ю minfin.com.ua: «Компанії попередніх акціонерів банку в „легендарному“ кредитному портфелі не платять відсотки. У рік забюджетована сума за відсотками повинна становити від 8 до 10 млрд грн, а ми отримали за півроку лише 270 млн грн. Сума в 180 млрд грн сьогодні не обслуговується з точки зору витрат і відсотків. Цей портфель обслуговується всього на 3-4 %. Ми говоримо про портфелі кредитів, виданих за трьома характеристиками. Пов'язані з колишніми акціонерами і топ-менеджерами, видані на неринкових умовах, і видані компаніям з непрозорою структурою власності. По кожному з цих ознак є оціночне професійне судження. І мова йде не тільки про пов'язаних осіб, а й про відповідність стандартам банківської практики, колегіального ухвалення рішень, перевищення повноважень. Йдеться про 93-95 % кредитів, виданих юрособам, які пов'язані з екс-власниками Привату його колишнім топ-менеджментом…. Ми подали позови до судів, зробили відповідні подання в прокуратуру, в антикорупційне бюро. І по всіх цих кредитах працюють слідчі органи. Ці погані кредити були видані починаючи з 2004 року … Але в основному їх видача припадає на період 2012—2016 роки. За видачу цих позик відповідав топ-менеджмент, правління, наглядова рада. Порушено кримінальні справи за фактами доведення банку до банкрутства і фінансового шахрайства».
При цьому підприємства групи «Приват» активно проводять заходи для ускладнення їх притягнення до відповідальності.
Так, наприклад, журналісти вже неодноразово привертали увагу до «перереєстрацій» бізнесів всередині групи «Приват». Наприклад, в сфері торгівлі нафтопродуктами, де всередині групи «Приват» регулярно відбуваються зміни юридичних осіб, які керують станціями по всій території України. Так, журналісти enkorr.com.ua в листопаді 2017 написали, що група «Приват» у вересні здійснила чергову заміну юридичних осіб, які керують автозаправними станціями. Виняток становлять станції ПАТ «Укрнафта», перереєстрація яких на нові юрособи, на думку журналістів, юридично заскладна. Так, у вересні 2017 року 35 «старих» юридичних осіб передали 715 АЗС групи (бренди ANP, Sentosa, «Авіас», «Мавекс» і ін.) на 30 «нових», створених переважно влітку 2017 року. Попередня велика зміна юросіб АЗС групи «Привату» пройшла в лютому 2017 року і була більш масштабною, ніж нинішня. Тоді було перереєстровано 858 АЗС на 40 юридичних осіб.
Група депутатів Верховної Ради зверталася до глав МВС, ГФС, СБУ з депутатським запитом, яким просили перевірити повноту і достовірність звітних даних підприємств групи «Приват» щодо обсягів переробки нафти і про реалізацію нафтопродуктів (депутатський запит депутата Вікторії Войціцької). Зокрема, нардепи вказують на те, що дані про обсяги реалізації бензинів в мережі АЗС групи «Приват» розходяться з даними про обсяги імпорту палива і виробництва на Кременчуцькому НПЗ, підконтрольного групі «Приват». «За 2014 рік і перший квартал 2015 року дисбаланс придбаного для реалізації і реалізованого нафтопродукту в мережі АЗС знаходиться в діапазоні 31-40 %. Такий дисбаланс свідчить про те, що в мережу АЗС незаконно потрапляють невраховані нафтопродукти з приховуваним джерелом походження», — зазначила Вікторія Войціцька, яка виступила ініціатором депутатського запиту. За даними нардепів, група «Приват» має значні можливості для використання різних схем приховування реальних джерел походження нафтопродуктів, приховування реальних обсягів нафтопереробки і реальних даних по отриманих продуктах нафтопереробки, здійснення переробки неврахованих нафтових ресурсів, маніпулювання з віднесенням нафтопродуктів в ті чи інші товарні коди продукції (коди УКТЗЕД), здійснення нелегального імпорту з використанням схем так званої «вільної морської практики» та інших нелегальних механізмів, в результаті яких на роздрібний ринок нафтопродуктів потрапляють значні обсяги палива невстановленого походження. «Для прикриття масовості насичення ринку нелегальним нафтопродуктом, Група «Приват» веде діяльність через значну кількість юридичних осіб, постійно маніпулюючи товарними потоками між ними, що ускладнює можливість контролю над господарською діяльністю і виявлення обсягів порушень», — уточнюють нардепи. Виходячи з отриманих даних, на думку народних депутатів, група «Приват» в 2014 році не сплатила 72,3 млн євро акцизного податку на паливо. Журналісти enkorr.com.ua також вважають, що регулярна зміна юросіб дозволяє мережі уникати штрафів від АМКУ за монопольне становище, а також ухилятися від відповідальності в разі претензій комітету про змову на локальних ринках.
З іншого боку, власники групи «Приват» здійснюють кроки для додаткового убезпечення заставного майна з «ПриватБанку» від стягнення НБУ. Наприклад, у випадку зернового елеватору «Бориваж» — 26 жовтня Господарський суд м. Києва в рамках справи № 910/15184/17 частково задовольнив зустрічний позов ТОВ «Агро Комплект» до ТОВ «Агротермінал Логістик» (офіційний власник зернового терміналу «Бориваж») та визнав ТОВ «Агро Комплект» іпотекодержателем за іпотечним договором № 121 від 08.12.2014, укладеним між ТОВ «Агротермінал Логістик» і НБУ, на суму 100 тис. грн. У держреєстрі засновником ТОВ «Агро Комплект» значиться кіпрська компанія «Наскіна Інвестментс ЛТД», яка також вказана як кінцевий бенефіціар ТОВ «Тайлон». ТОВ «Тайлон» у свою чергу є одним із засновників ТОВ «Приватофис». За даними ГПУ, ТОВ «Тайлон» і ТОВ «Приватофис» були визнані Національним банком пов'язаними з «ПриватБанком» особами.
На думку журналістів Finbalance, не тільки ТОВ «Агротермінал Логістик», але і ТОВ «Агро Комплект» пов'язане з екс-власниками «ПриватБанку» — цей судовий спір — лише юридичний маневр, покликаний додатково убезпечити зерновий термінал «Бориваж» від спроб НБУ забрати його.
При цьому Печерський районний суд міста Києва заарештував зерновий термінал Бориваж, що належить компанії Агротермінал Логістик (рішення суду по справі N757 / 52015/17-к від 7 вересня). Суд задовольнив клопотання Генпрокуратури в рамках кримінального провадження щодо 19 млрд грн рефінансування НБУ для «ПриватБанку».

### Власники євробондів
Із зазначеної суми збитків держави на входження держави в капітал банку — частину (32 млрд грн., з яких Фонду гарантування вкладів реально списати вдалося лише 29,4 млрд грн., так як 2,6 млрд грн., за словами Валерії Гонтаревої, були з банку виведені) вдалося покрити через механізм примусового списання та зарахування в капітал банку окремих категорій вкладників (процедура bail-in). Обґрунтовується ця операція тим, що такі кошти припадають на пов'язані з акціонерами компанії, а також депозити акціонерів і менеджменту (останні, за даними журналістів, як фізособи зняли за тиждень, що передував націоналізації близько 400 млн грн). Більше половини з озвученої НБУ суми, у 17 млрд грн, припадає на субординований борг (7 млрд грн) і євробонди (10 млрд грн) банку.
Олександр Даниїлюк, Міністр фінансів України про операцію по списанню єврооблігацій «ПриватБанку» на суму $595 млн: : «… процедура була проведена відповідно до закону і влада мала підстави вважати, що деякі з власників облігацій були „пов'язаними особами“ з колишніми акціонерами… Якщо у вас є серйозні підозри і підстави вважати, що власниками облігацій є пов'язані особи, у вас немає права не провести bail-in… це не було зроблено для того, щоб завдати збитків тим, хто не був пов'язаними особами, але це був єдиний вихід… Власники облігацій знали про потенційний ризик „ПриватБанку“ і могли передбачити це»
При цьому власники єврооблігацій націоналізованого «ПриватБанку» вже заявили про намір оскаржити в Лондонському міжнародному арбітражному суді (London Court of International Arbitration) примусовий обмін їхніх цінних паперів на акції додаткової емісії банку (процедуру bail-in). В кінці грудня 2016 власники єврооблігацій об'єдналися в спеціальний комітет для спільного захисту своїх прав та інтересів.
Катерина Рожкова, заступник голови НБУ в інтерв'ю finbalance.com.ua повідомила: «Вони (власники облігацій) робили висновки (про інвестування в облігації банку) на основі звітів PwC…Вони як інвестори взяли на себе цей ризик, він реалізувався — вони програли… Вони могли вийти з цього ризику, могли продати папери, але вони цього не зробили, залишилися в цьому ризику. Свідомо абсолютно… Річ у тому, що аби врятувати систему, ти обираєш найменш болісний варіант. Держава хотіла захистити населення, тому що це соціально чутливий момент. Держава хотіла зберегти операційні підприємства, які є виробниками, які реально працюють. Жодне підприємство, яке випускає реальну продукцію чи надає послуги, — не постраждало. Рештою ми були змушені пожертвувати. Але знову ж таки, про «ПриватБанк» говорили два роки. Був прийнятий закон. Я ніколи не повірю, що портфельний інвестор, який здійснює свої інвестиції, має купу консультантів, не бачив цього ризику».

### Повернення кредитів рефінансування
Національний банк України веде 148 судів проти Ігоря Коломойського про повернення кредитів рефінансування в Україні та 1 суд у Швейцарії.
3 липня 2018 – Верховний Суд підтримав правову позицію Національного банку стосовно забезпечення виконання зобов'язань ПриватБанку за кредитами рефінансування ТОВ «Агротермінал Логістик» й ПАТ "ППІ «Південмедбіосинтез».
22 березня 2019 – Печерський райсуд Києва в рамках кримінального провадження щодо можливого виведення рефінансування, залученого ПриватБанком в НБУ до націоналізації, наклав новий арешт на активи низки компаній, які прямо й опосередковано пов'язані з «приватівцями» та їхніми партнерами
Зокрема, йдеться про такі компанії та їхнє арештоване майно: ТОВ «Скорзонера» (11 земельних ділянок за адресою Івано-Франківська область, м. Яремче, с. Поляниця; паркінг площею 29 799,9 кв.м, за адресою Івано-Франківська область, м. Яремче, с. Поляниця, участок Щивки, будинок 3/2); ТОВ «Арт — Лаб Груп» (земельна ділянка за адресою Івано-Франківська область, м. Яремче, с. Поляниця); ТОВ «Тех — Трейд — Інвест» (магазин площею 39,80, за адресою Івано-Франківська область, м. Яремче, с. Поляниця); ТОВ «Гаджибей» (8 земельних ділянок за адресою Одеська область, Овідіопольський район, Дальницька сільська рада, масив «Золотий берег»); ТОВ «Приватофис» (144 приміщення, будівлі в Криму, Волинській, Дніпропетровській, Донецькій, Житомирській, Івано-Франківській, Запорізькій, Львівській, Київській, Кіровоградській, Миколаївській, Одеській, Полтавській, Рівненській, Сумській, Харківській, Херсонській, Хмельницькій, Чернігівській областях); ТОВ «Істейт-Сервіс» (3 приміщення у Волинській області); ТОВ «Спектрум-Енерго» (3 приміщення в Донецькій, Харківській, Хмельницькій областях); ТОВ «Перспектива-Інвестмент» (23 квартири, приміщення в м. Дніпро); ПАТ «Товкачівський гірничо-збагачувальний комбінат» (2 тепловози); ПАТ «Нікопольський завод феросплавів» (69 платформ, тепловозів, електровозів, цистерн).
Справа активів ТОВ «Скорзонера» (Курорт Буковель).
03.10.2014 між НБУ і ТОВ «Скорзонера» (пов'язаний із гірськолижним курортом «Буковель», Івано-Франківська область, с. Поляниця) був укладений іпотечний договір № 63. Договір був укладений як забезпечення боргових зобов'язань ПриватБанку перед НБУ.
Рішення Господарського суду м. Києва від 08.12.2017 задовольнило позов ТОВ «Скорзонера» про розірвання іпотечного договору № 63.
27 грудня 2017 року Київський апеляційний господарський суд відкрив апеляційне провадження за апеляційними скаргами НБУ та ПриватБанку на рішення Господарського суду.
21 лютого 2018 року Господарський суд Києва задовольнив позов ТОВ «Скорзонера» до Нацбанку і розірвав шість іпотечних договорів, укладених між НБУ і ТОВ «Скорзонера» як застави за зобов'язаннями ПриватБанку перед регулятором по кредитах рефінансування.
За результатами розгляду Верховний Суд скасував рішення попередніх інстанцій та ухвалив нове, яким відмовив у позовних вимогах ТОВ «Скорзонера». Не зважаючи на те, що НБУ втратив контроль над курортом «Буковель», регулятор зазначив, що таке рішення Верховного Суду стало одним із прикладів забезпечення принципу верховенства права в сучасних умовах реформування правосуддя в Україні. «Банк не може керувати самостійно таким об'єктом. У нього немає компетенції для цього, в нього немає людей», — зазначала К. Рожкова.
У лютому 2019 року Печерський суд наклав арешт на майно компаній колишніх власників ПриватБанку Ігоря Коломойського та Геннадія Боголюбова у справі про виведення близько 19 мільярдів гривень кредиту рефінансування напередодні націоналізації банку. З-поміж іншого, арешт накладено на земельні ділянки компанії «Скорзонера», розташовані у селі Поляниця, на яких розміщена інфраструктура гірськолижного курорту «Буковель». Також суд арештував залізничні вагони, платформи, паркувальні місця та інше рухоме та нерухоме майно компаній Коломойського та Боголюбова.
1 квітня 2019 — Печерський суд Києва наклав арешт на активи групи компаній «Приват», що належить Коломойському. Під арешт потрапили 11 земельних ділянок «Буковелю». Арешт наклали у справі про видачу ПриватБанку напередодні націоналізації 19 мільярдів гривень кредиту рефінансування, заставою за яким було майно групи «Приват». Серед іншого арешт наклали на 11 земельних ділянок компанії «Скорзонера», 8 земельних ділянок компанії «Гаджибей», приміщення компанії «Приватофіс» та майно «Нікопольського заводу феросплавів». Так, суд заборонив відчужувати майно та проводити з ним будь-які інші дії нотаріусам та державним реєстраторам.
31 травня 2019 — Господарський суд міста Києва розпочав розгляд справи за позовом Коломойського Ігоря Валерійовича до Національного банку України та АТ КБ «ПриватБанк» про визнання недійсними п'яти кредитних договорів рефінансування та п'яти договорів особистої поруки Коломойського за цими кредитними договорами. Розгляд справи був перенесений.
3 липня 2019 — Велика Палата Верховного Суду підтвердила правоту ПриватБанку в спорі з ПрАТ «Ерлан» (ТМ «Біола») Ігоря Коломойського (яке намагалося розірвати іпотечний договір через націоналізацію банку та вивести з-під застави майно вартістю понад 600 млн грн.), а ТОВ «Укрінтерінвест» відмовився від позову до банку після такого рішення.
8 липня 2019 — НБУ в межах справи № 910/5172/19 подав зустрічний позов до Ігоря Коломойського щодо договорів поруки про стягнення 4,26 млрд грн.
16 січня 2020 — Господарський суд Львівської області 16 січня в повному обсязі задовольнив позов Національного банку України про звернення стягнення на предмет іпотеки Дніпрометалсервісу у справі про рефінансування ПриватБанку.
17 березня 2020 Господарський суд Києва у складі судді Привалова А. І. фактично вирішив справу по суті, посприявши 38 компаніям, пов'язаним з колишніми власниками банку, в уникненні відповідальності та неповерненні нерухомого майна (247 АЗС), яке в 2016 році перед націоналізацією було передано у фінансовий лізинг.

### Відкриті справи щодо очільників НБУ і керівників Привату
Артем Ситник, директор Національного Антикорупційного Бюро України, в інтерв'ю Zn.ua зазначив, що детективи бюро розслідують пов'язане з «ПриватБанком» провадження щодо зловживань при використанні коштів, виділених банкам на рефінансування, при цьому дане виробництво було відкрито ще до рішення Кабміну про націоналізацію «ПриватБанку».
У лютому 2020 керівник ПриватБанку Петр Крумханзл повідомив, що проти нього відкрили шість кримінальних проваджень. Він пов'язує це з «гібридною війною» колишніх власників проти банку та нового менеджменту. Крумханзл також заявив, що перемога ексвласників у «гібридній війні» може коштувати Україні відмови МВФ продовжувати співпрацю та виведення іноземними інвесторами своїх коштів.
6 травня 2020 Печерський районний суд Києва відхилив позов первинної профспілкової організації співробітників ПриватБанку до наглядової ради держбанку щодо звільнення голови правління банку Петра Крумханзла.
До Вищої ради правосуддя надійшло повідомлення суддів Великої палати Верховного Суду про втручання в їх професійну діяльність і тиск на суд з метою ухвалення рішення на користь однієї зі сторін у справі ПриватБанку.
«Припущення авторів цих публікацій і дописів поєднуються з твердженнями про отримання суддями Великої палати Верховного Суду неправомірної вигоди, змову з представниками позивачів, містять погрози», — йдеться в заяві суддів.
16 березня 2020 Велика палата Верховного Суду відкрила судові засідання у справі для громадськості, проте співзасновник політичної партії «Демократична сокира» (Антон Швець) поширив у Інтернеті, на думку суддів, недостовірну інформацію про перебіг цього засідання з використанням ненормативної лексики.

## Судові процеси за кордоном

### Лондонські суди
19 грудня 2017 – Високий Суд Англії видав наказ про всесвітній арешт активів колишніх власників ПАТ КБ «Приватбанк» Ігоря Коломойського та Геннадія Боголюбова та шістьох компаній, які їм ймовірно належать або знаходяться під їхнім контролем на суму понад 2,5 млрд дол США.
31 липня 2018 – У Високому Суді Лондона відбулося п'ятиденне слухання щодо позову АТ КБ ПриватБанк проти І. Коломойського та Г. Боголюбова (колишніх акціонерів та посадових осіб банка) та шести компаній, які, як заявляється, знаходяться під їхнім контролем.
23 листопада 2018 — Високий суд Лондону надав ПриватБанку дозвіл на оскарження рішення суду першої інстанції щодо питання юрисдикції.
15 жовтня 2019 — Апеляційний суд виніс рішення, яким підтвердив, що англійський суд має юрисдикцію розглядати позов ПриватБанку щодо шахрайства, здійсненого за попередньою змовою осіб, проти його колишніх власників — Ігоря Коломойського та Генадія Боголюбова. Судовий наказ про всесвітній арешт активів, який було отримано у грудні 2017 року, залишається чинним до винесення судового рішення по суті.
23 жовтня 2019 — Апеляційний суд Лондона зобов'язав Коломойського та інших сплатити Банку 10,9 млн фунтів стерлінгів до 12 листопада 2019 року. Банк повинен був отримати 4 млн фунтів стерлінгів від Коломойського, 2 млн фунтів стерлінгів від Боголюбова та 1,5 млн фунтів стерлінгів від корпоративних відповідачів.
13 листопада 2019 — Відповідачі сплатили ПриватБанку понад 10 млн фунтів стерлінгів витрат за рішенням Апеляційного суду Лондона.
16 березня 2020 – Високий суд Англії та Уельсу 16 березня підтвердив право ПриватБанку здійснювати виплати за випущеними в 2010 і 2013 роках євробондами не всім пред'явникам. Таке рішення суд виніс у відповідь на клопотання компанії-управителя облігаціями «Madison Pacific», яка просила роз'яснити рішення Лондонського арбітражу. Більшість євробондів скупили пов'язані з Коломойським компанії. Загальна вартість цих паперів — $ 335 млн.
6 квітня 2020 Верховний суд Великої Британії відхилив позов Ігоря Коломойського та Геннадія Боголюбова у справі проти «Приватбанку». Справа надалі розглядатиметься по суті у Високому суді Лондона, а банк розраховує отримати за її підсумками 3 мільярди доларів.
Верховний суд Сполученого Королівства відмовив у задоволенні клопотань, поданих Ігорем Коломойським, Геннадієм Боголюбовим про дозвіл оскаржити рішення Апеляційного суду від жовтня 2019 року у справі «Приватбанку».
«Таким чином, у Коломойського, Боголюбова і компаній більше немає ніяких способів оскарження, тому позов банку в подальшому буде розглядатися по суті у Високому суді Лондона. Банк упевнений, що в кінцевому рахунку йому вдасться відшкодувати понад 3 млрд доларів, які вимагаються у провадженнях».
Верховний суд також зобов'язав колишніх власників «Приватбанку» відшкодувати витрати, які той поніс через їхні невдалі клопотання та підтвердив механізм виплат за арбітражними рішеннями, винесеними ЛМАС (Лондонський суд міжнародного арбітражу).

#### Схема судового розгляду справ ІВК проти ПриватБанку у Великій Британії[220]
| листопад 2018 | Високий суд Лондона відмовив «ПриватБанку» у розгляді справи проти ексвласників через буцімто невідповідність юрисдикції; |
| жовтень 2019 | апеляційний суд Британії повністю скасував попередню відмову і дозволив лондонському суду розглядати справу;              |
| згодом Коломойський і Боголюбов подають апеляцію, щоб скасувати рішення суду у пункті 2 і залишити незмінним пункт 1;                       | |
| квітень 2020 | Верховний суд Британії суд відмовляє в апеляції і залишає рішення у пункті 2 незмінним;                                   |
| Фактично новою судовою ухвалою Верховний суд Великої Британії відновив можливість судового розгляду проти колишніх власників «Приватбанку». | |

16 березня 2020 суддя Високого суду Англії та Уельсу пан Закаролі публічно проголосив судове рішення за результатами розгляду клопотання Довірчого управителя (Madison Pacific) щодо надання роз'яснень та відповідно до часткових остаточних арбітражних рішень, ухвалених арбітражним судом 13 червня 2019 року в рамках проваджень, що розглядаються ЛМАС, щодо єврооблігацій ПриватБанку, випущених у 2010 та 2013 роках.
Відповідно до проголошеного рішення, англійський суд дійшов висновку, що, з огляду на незаконність дій Колишніх власників відносно Облігацій, яку було остаточно встановлено Арбітражним судом і на підставі якої були ухвалені Арбітражні рішення, та враховуючи положення Договорів про довірче управління, на які покладається Довірчий управитель, Довірчий управитель має право здійснити виплати відповідно до механізму, передбаченому в Арбітражних рішеннях, і не нестиме відповідальності у зв'язку з цим перед кінцевими власниками рахунків.
У випадку, якщо ПриватБанк буде зобов'язаний здійснити будь-які виплати, такі виплати будуть істотно меншими за сукупну суму вимог, заявлених Довірчим управителем в арбітражних провадженнях. У разі успіху лінії захисту ПриватБанку щодо визнання процедури «bail-in» банк не буде зобов'язаний здійснювати жодних виплат взагалі.
Коломойський розуміє, що програє, — Фурса про справу «Приватбанку». Фурса підкреслив, що олігарх хоче повернути собі контроль над «Приватом» і забрати позов з суду Лондона. Звісно, він не відмовиться ще від кількох мільярдів доларів від українських платників податків. Та загалом він бореться за свої активи. Адже він винен Україні 5,5 мільярдів доларів.

### Суди в США
18 грудня 2019 — ПриватБанк збільшив суму позовних вимог в Канцлерському суді штату Делавер в США та подав до суду доповнену позовну заяву.
23 травня 2019 – АТ КБ «Приватбанк» ініціює судове провадження проти своїх колишніх власників та їхніх наближених осіб у США.
Позов ПриватБанку до Канцелярського суду штату Делавер
21 травня 2019 року у Канцелярському суді штату Делавер було зареєстровано позов ПриватБанку проти своїх колишніх власників — Ігоря Коломойського та Геннадія Боголюбова, а також інших фізичних та юридичних осіб, підставою для якого стала низка схем, що мають ознаки шахрайства.
Підставою позову до американського суду є низка схем, які мають ознаки шахрайства та є організованими Ігорем Коломойським і Геннадієм Боголюбовим спільно з іншими відповідачами для проведення фінансових транзакцій через Кіпр на суму 470 млрд дол США через відмивання коштів.
Зокрема в документі мова йде про наступні активи:
| Назва активу | Місце розташування | Вартість активу | Інформація про компанію покупця |
| 55 Public Square Building | (Клівленд, Огайо, США) | була придбана за $34 млн фірмою Optima 55 Public Square, LLC (Делавер) 29 липня 2008 року. | Компанія була заснована 29 квітня 2008 року. |
| One Cleveland Center | (Клівленд, Огайо, США) | придбана за $86,3 млн компанією Optima One Cleveland Center, LLC (Делавер) 15 травня 2008 року. | Фірма заснована 29 квітня 2008 року. Щонайменше $36,1 млн з цієї суми, як стверджують у заяві, отримали шляхом виведення коштів із «Приватбанку». |
| ECOM Building (раніше відома як Пентон Медіа)                                                                                                   | у Клівленді, Огайо. | Була придбана за $46,5 млн компанією з Optima 1300, LLC (Делавер) 16 серпня 2010 року. | Фірма була зареєстрована 21 липня 2010 року. |
| Готель Crowne Plaza Hotel (тепер відомий як Westin Hotel)                                                                                       | в Клівленді, штат Огайо. | Частку в ньому придбала компанія Optima 777, LLC (Делавер), за $9 млн. Ще щонайменше $2,4 млн використали для ремонту готелю.                                                                                              | Фірма зареєстрована 3 червня 2011 року. |
| Вежі Stemmons Towers | розташовані в Далласі, штат Техас.                                                                                           | Близько $7,6 млн із суми, яку заплатили за цю споруду, були отримані через схеми виведення грошей. | Їх придбала компанія Optima Stemmons, LLC (Делавер), заснована 14 травня 2008 року. |
| Колишній корпус CompuCom System Headquarters та прилегла до нього незадіяна ділянка, розташовані за адресою 7171 Forest Lane і 7505 Forest Lane | Далласі (Техас) | Їх придбала компанія Optima 7171, LLC (Делавер). | Зареєстрована 10 листопада 2010 року |
| PNC Plaza | тридцятиповерховий хмарочос у найбільшому місті штату Кентукі, Луїсвіллі, розташований за адресою 500 West Jefferson Street. | У 2011 році його придбала за $77 млн фірма Optima 500, LLC (Делавер),. | Зареєстрована 10 листопада 2010 року |
| Huntington Building | 21-поверхова споруда в Клівленді (штат Огайо), розташована за адресою 925 Euclid Avenue.                                     | 14 червня 2010 року вона була придбана за $18,5 млн компанією Optima 925, LLC (Делавер) | Зареєстрована 14 травня 2010 року. |
| Завод із виробництва феросиліцію CC Metals and Alloys LLC                                                                                       | (Калверт, Кентуккі) | найбільший виробник та постачальник цього матеріалу серед Північно-Американської Сталевої Промисловості — теж належить структурам, які пов'язують з Коломойським та Боголюбовим, Georgian American Alloys, Inc. (Делавер). | Фірма заснована 14 лютого 2012 року. Власниками є Коломойський і Боголюбов разом з Корфом і Лейбером. Завод, згідно зі скаргою, придбали ще в березні 2011 року на компанію групи Optima, на що витратили $188,1 млн. |
| Завод із виробництва феросилікомарганця Felman Production LLC                                                                                   | Нью Гейвен, штат Західна Вірджинія                                                                                           | | Належить Georgian American Alloys, Inc. (Делавер). |
| Єдина трейдингова компанія для попереднього заводу — Felman Trading, Inc.                                                                       | Нью-Джерсі | | Компанія має склади у двох десятках штатів, зокрема, у Алабамі, Арканзасі, Каліфорнії, Флориді, Іллінойсі, Луїзіані, Меріленді, Мічигані, Міссісіпі, Міссурі, Огайо, Оклахомі, Пенсільванії, Південній Кароліні, Теннессі, Техасі, Вірджинії, Вашингтоні, Західній Вірджинії, а також за межами США. Вона теж належить Georgian American Alloys, Inc. (Делавер). |
| KES Acquisition Company металургійний завод Kentucky Electric Steel                                                                             | Ашленд, Кентуккі, належить Optima Acquisitions, LLC (Делавер)                                                                | Завод на 42 тисячі квадратних метрів обійшовся щонайменше у $20 млн. | Фірма заснована 25 червня 2008 року. Власниками є Коломойський і Боголюбов та Корф. |
| Steel Rolling Holdings, Inc. (Делавер). | | З 2009 до 2015 років володіла заводом з виробництва металопрокату Detroit Cold Rolling Facility (Гібралтар, Мічиган), який був проданий компанії Ferragon Steel Rolling.                                                   | Фірма заснована 22 травня 2006 року. |
| Занедбаний металургійний завод Warren Steel | місто Воррен (штат Огайо) | Щонайменше $4,5 млн, використані при купівлі заводу, були, на думку ПриватБанку, «відмитими». | Належить компанії Warren Steel Holdings, LLC (Делавер), яка зареєстрована 19 листопада 2001 року. Коломойський та Боголюбов відповідно пов'язані з нею через організацію з Британських Віргінських островів, що називається Halliwel Assets, Inc., та трасту з острова Джерсі (Нормандські острови), який має назву Marigold Trust Asset Management.             |
| Колишній Motorola Campus у Гарварді | штат Іллінойс | | Був придбаний компанією з Optima International of Miami, Inc. — яка, імовірно, пов'язана з компанією Optima Ventures. |
| Металургійний завод Corey Steel в Цицеро | штат Іллінойс | вартість $43,5 млн. | На початку 2015 року дочірня компанія Optima Acquisitions, Optima Specialty, |

Ігор Коломойський на такі звинувачення відреагував, що нерухомість має відношення до компаній, а певні компанії мають відношення до нього, однак Коломойський лише один з акціонерів з пакетом близько 30 %.
ПриватБанк також заявив 19 грудня, що збільшив розмір свого позову до Канцелярському суді штату Делавер в США, але не повідомив деталей. Причини дії майже ідентичні випадку із Ізраїлем.

### Суди в Ізраїлі
18 грудня 2019 – ПриватБанк ініціював новий судовий процес проти своїх колишніх власників Ігоря Коломойського та Геннадія Боголюбова. У судових позовах націоналізований банк намагатиметься стягнути близько 600 мільйонів доларів США. Цей позов є частиною прагнення ПриватБанку повернути якомога більше з 5,5 мільярдів доларів США за ймовірні шахрайські збитки. Збитки сталися, коли банк належав Коломойському та Боголюбову.

### Суд в Швейцарії
18 грудня 2018 – Національний банк подав судовий позов до суду Швейцарії проти екс-акціонера ПриватБанку Ігоря Коломойського. Позов подано до Першої інстанції суду республіки та кантону Женеви на загальну суму 6,64 млрд гривень. Підставою для позову НБУ називає те, що пан Коломойський виступив поручителем за п'ятьма договорами про надання кредитів рефінансування банку в період з 2008 по 2015 роки, який тоді належав йому і Геннадію Боголюбову.
У 2016 році Коломойський, який на той момент був співвласником істотної частки ПриватБанку, уклав з Національним банком договори поруки та з власної волі особисто зобов'язався виконати вимоги Нацбанку з повернення кредитів рефінансування отриманих ПриватБанком за період 2008—2014 рр. Як фактично, так і юридично Коломойський залишається боржником перед НБУ за вказаними кредитами ПриватБанку, заборгованість за якими на сьогодні складає 9,2 млрд грн.

### Суд на Кіпрі
ПриватБанк подав новий позов до суду Кіпру з метою відшкодування збитків у розмірі 5,5 млрд дол. США у зв'язку зі схемами, які мають усі ознаки шахрайства і відмивання коштів та які, як вважає Банк, було реалізовано його колишніми власниками — Ігорем Коломойським та Генадієм Боголюбовим, одним із колишніх посадових осіб — Тімуром Новіковим, та двома кіпрськими компаніями — PrimeCap (Cyprus) Limited та Duxton Holdings Limited.
Вручення нового позову на Кіпрі відбулося 3 квітня 2020 року після винесення судом наказу проти PrimeCap щодо збереження документів. Вручення позову іноземним відповідачам відбудеться належним чином.
Позов Банку стосується двох серій трансакцій, які, як стверджує Банк, було незаконно здійснено у період між 2013 та 2016 роками, за вказівкою його колишніх власників та при сприянні інших відповідачів, які передбачали сплату величезних сум компаніям, що належали та/або контролювалися паном Коломойським та паном Боголюбовим, відповідно до кредитних договорів, які, як вважає Банк, є удаваними та жоден з яких не був погашений.
Такі трансакції включали схему, за якою 2,34 млрд дол. США були направлені кіпрській компанії, пов'язаній із колишніми власниками Банку — Duxton Holdings Limited через перерахування траншами по 30 млн дол. США упродовж чотирьох місяців у 2013 році.
Цей позов є складовою вимог ПриватБанку проти пана Коломойського та пана Боголюбова, що розглядаються в Англії, на Кіпрі, у США та Ізраїлі на загальну суму понад 10 млрд дол. США. Банк досі очікує отримання відшкодування від його колишніх власників у повному обсязі у зв'язку із понесеним ним збитком у період, коли Банк знаходився під їхнім володінням та контролем, та націлений досягти правосуддя як для Банку, так і для українських платників податків.
«Головний суд на планеті». Суддя Печерського райсуду Підпалий зобов'язав ПриватБанк виплатити понад $ 200 млн офшорам Суркісів. Суддя Підпалий фактично вирішив раніше суперечку між офшорами і ПриватБанком, який вирішується у суді Республіки Кіпр. Так, зараз Окружним судом Нікосії (Кіпр) розглядається справа № 2510/2017 по позовом шести офшорів до ПриватБанк про виплату в їх користь грошових коштів на підставі депозитних договорів.
Суддя Підпалий фактично вирішив у рамках зупиненого судового провадження шляхом роз'яснення ухвали про забезпечення позову у такій справі, чим вніс нові дані і зобов'язання до змісту такого рішення. При цьому, оскільки такі офшорні компанії є пов'язаними з Приватбанком особами, то грошові кошти, які ними були розміщені на депозитних рахунках, ще 20 грудня 2016 року, під час націоналізації, були залучені до проведення процедури bail-in (технічна процедура націоналізації), за рахунок якої збільшується статутний капітал банку. Так, 20 грудня 2016 між офшорами (від імені яких діяла уповноважена особа Фонду гарантування вкладів фізичних осіб на тимчасову адміністрацію в Приватбанку) і Приватбанк були укладені договори про придбання акцій, за умовами яких за грошові кошти, які були розміщені в банку відповідно до депозитних договорів, офшорні компанії придбали акції додаткової емісії Приватбанк.,

## Реакція міжнародних установ
Крістін Лагард, Директор-розпорядник МВФ прокоментувала рішення уряду про входження держави в капітал банку: «Сьогоднішнє рішення української влади щодо націоналізації „ПриватБанку“ є важливим кроком у зусиллях, спрямованих на забезпечення фінансової стабільності. Це рішення було ухвалено для забезпечення безперебійної роботи банку з огляду на його системну роль у фінансовій системі України та незадовільні зусилля щодо зміцнення адекватності капіталу в останні місяці».
Представник ЄС з питань зовнішньої та безпекової політики Федеріка Могеріні заявила про підтримку рішення уряду України щодо входження держави у капітал «ПриватБанку»: «Вітаю вас із цим важливим та сміливим рішенням націоналізувати «ПриватБанк». Це рішення має призвести до того, що всі банки в Україні працюватимуть у однакових умовах».
Європейський банк реконструкції та розвитку підтримує рішення українського уряду націоналізувати «ПриватБанк» для захисту його вкладників: «Ми цілком підтримуємо невпинну діяльність Національного банку України з реформування банківської системи та забезпечення ефективного управління у цьому секторі».
Світовий банк вітає цей сміливий крок, зроблений Національним банком та Урядом України у забезпеченні фінансової стабільності в країни. На думку Світового банку, у подальшому буде критично важливо призначити професійне Правління і незалежну Спостережну раду щоб ефективно реструктурувати «ПриватБанк», захистити вкладників та мінімізувати витрати для платників податків.
Посли країн G7 також схвалили націоналізацію "«ПриватБанку»: «Ми вітаємо та схвалюємо діяльність Голови Національного банку України, Прем'єр-міністра, Міністра фінансів та Президента за їхню провідну роль та постійні зусилля з очищення банківського сектора та стабілізації економіки. Рішення Уряду націоналізувати «Приватбанк» — важливий та необхідний крок у цьому процесі, який допоможе забезпечити дотримання єдиних регуляторних економічних нормативів усіма банками України. Це зробить банківський сектор сильнішим та більш стійким».
Федеральний Канцлер Німеччини Ангела Меркель відзначила сміливе і необхідне рішення української влади з націоналізації «ПриватБанку».
Старший науковий співробітник Atlantic Council Андерс Ослунд назвав перехід «ПриватБанку» у державну власність кінцем банківської кризи в Україні: «Рішення про перехід „ПриватБанку“ у державну власність означає кінець банківської кризи в Україні».
Голова Комітету у закордонних справах Європейського Парламенту Елмар Брок відзначив реформаторські зусилля України, зокрема, у зміцненні банківської системи, та сміливість рішення щодо націоналізації «ПриватБанку».
Перший зам глави Міжнародного Валютного Фонду Девід Ліптон в інтерв'ю «Економічній правді» зазначив: «ПриватБанк» поставив під загрозу всю банківську систему України: він став фактично неплатоспроможним, будучи найбільшим комерційним банком в Україні. Важливо було забезпечити безпервність роботи банку, і це було успішно досягнуто… Питання вирішення деяких успадкованих проблем «ПриватБанку» зараз знаходиться в руках уряду. Це, як правило, складні економічні та правові проблеми, але з часом вони повинні будуть бути вирішені".
У МВФ заявили, що рішення про націоналізацію ПриватБанку вимагало 160 млрд грн українських платників податків на відновлення його платоспроможності. «Воно забезпечило життєздатність ПриватБанку на довгу перспективу і зміцнило економічне самопочуття країни», — йдеться в заяві Фонду. Також у МВФ зазначили, що підтримують реформу корпоративного управління ПриватБанку, очолюваного незалежною наглядовою радою, і трансформацію його бізнес-моделі, яка вже позитивно позначилася на показниках і стійкості банківської системи загалом. «Міжнародні партнери України будуть ретельно відслідковувати події в цій сфері», — йдеться також у заяві.
Спільне комюніке за підсумками засідання Ради асоціації ЄС-Україна. У ньому окремо окреслено думку ЄС: націоналізація ПриватБанку — незворотна.
«Сторони погодилися з важливістю незворотності реформ в банківському секторі, зокрема в зв'язку з націоналізацією ПриватБанку, зробивши особливий наголос на здійсненні правосуддя щодо осіб, відповідальних за широкомасштабне шахрайство в ПриватБанку, і повернення активів», — сказано в заяві
У травні 2021 року Банк Англії визнав рішення НБУ щодо націоналізації ПриватБанку.
Реакція НБУ
У НБУ заявили, що, якщо ПриватБанк повернути попереднім власникам, державі доведеться забрати свої 155 млрд грн, витрачені на докапіталізацію націоналізованого ПриватБанку. У зв'язку з цим, банк буде визнаний неплатоспроможним, що призведе до його ліквідації та необхідності виплатити більше 100 млрд грн клієнтам банку. Для виплат гроші потрібно буде надрукувати, що призведе до зростання інфляції і тиску на курс гривні, заявив голова НБУ Яків Смолій на засіданні РНБО.

## Результати розслідування Kroll
У січні 2018 року були опубліковані результати розслідування Kroll, яким було підтверджено: до націоналізації ПАТ «Приватбанк» було об'єктом масштабних та скоординованих шахрайських дій, що призвело до збитків мінімум у 5.5 млрд дол
Висновки розслідування:
1. Виведення коштів для придбання активів та фінансування бізнесу екс-акціонерів та афілійованих з ними осіб.
2. Приховування екс-власниками джерел походження коштів. Маскування джерел та реального призначення кредитів, відсутність обґрунтованого зв'язку між особою, що погашає кредит, та початковим позичальником, а також широке використання офшорних компаній.
3. Банк у банку. Екс-власники банку створили тіньову банківську структуру всередині ПАТ «Приватбанк». Вона забезпечувала проведення платежів та сприяла руху коштів в інтересах осіб, пов'язаних з колишніми акціонерами. До цієї секретної схеми були залучені сотні працівників ПАТ «Приватбанк».
4. Структура та управління кредитами. Тіньова банківська структура управляла корпоративним кредитним портфелем пов'язаних осіб. Під її контролем надавалися нові кредити, які зазвичай використовувались для погашення основної суми та відсотків за існуючими кредитами пов'язаних осіб (циклічне перекредитування). Вона забезпечувала здійснення транзакцій з метою приховати джерело та справжнє призначення кредитних коштів, створюючи видимість звичайного клієнтоорієнтованого банку.
5. Баланс. До націоналізації у грудні 2016 року понад 95 % корпоративного кредитного портфеля було надано сторонам, пов'язаним з колишніми акціонерами та групами афілійованих з ними осіб. Наприкінці 2016 року 75 % кредитного портфеля було консолідовано у кредити 36 позичальникам, пов'язаним з колишніми акціонерами та групами афілійованих з ними осіб. Більшість із них не погашаються та є простроченими, що призвело до збитків банку щонайменше в 5.5 млрд. дол. США.

Kroll — компанія, що надає консалтингові послуги та проводить розслідування випадків шахрайства, хабарництва та корупції.

## «Антиколомойський закон» та транш від МВФ
Законопроєкт гарантує неповернення виведених з ринку банків колишнім власникам і вдосконалює механізм визначення компенсації для них. Законопроєкт назвали «антиколомойським» через постійні намагання ексвласника ПриватБанку Ігоря Коломойського оскаржити націоналізацію банка та отримати за це компенсацію.
Законопроект передбачає також те, що розпочаті процеси виведення з ринку неплатоспроможних банків не може бути зупинене судовими рішеннями. Законопроєкт називають «антиколомойським» через те, що він фактично спрямований на неможливість повернути Коломойському націоналізований «Приватбанк».

Саме «антиколомойський» закон став одним із ключових важелів в переговорах із МВФ щодо надання Україні чергового траншу фінансової допомоги, що є надзвичайно важливим для країни в час пандемії коронавірусу COVID-19 та чергової світової економічної кризи.
«У 2020 році ми залучатимемо більше грошей у борг. У рік кризи та світової рецесії це можливо тільки від МВФ. Якщо ми не ухвалимо „антиколомойський закон“, ймовірно, згодом буде дефолт. Але зараз буде просто неможливість підтримувати власну економіку», Сергій Фурса.
Ексвласники Приватбанку намагаються якщо не повернути собі націоналізовану установу, то принаймні стягнути з неї значні кошти. Один з останніх заходів — спроба депутата Ігоря Палиці протягнути зручний для Коломойського законопроєкт. Законодавство називає це конфліктом інтересів.
30 березня  2020 Верховна Рада ухвалила законопроєкт № 2571-д щодо удосконалення деяких механізмів регулювання банківської діяльності в першому читанні. Після цього до законопроєкту внесли рекордні 16,6 тисяч правок, із яких профільний комітет рекомендує врахувати 235. Через це парламент вніс зміни до закону про регламент для протидії зловживанням народними депутатами своїми правами в ході законодавчої процедури.
27 квітня фінкомітет завершив розгляд усіх 16,6 тис. правок до законопроєкту про банки та рекомендував парламенту підтримати його в другому читанні та в цілому.
30 квітня Верховна Рада затвердила прискорену процедуру розгляду так званого «антиколомойського» законопроєкту.
8 травня 2020 Голова НБУ Яків Смолій заявив: «Вчора нам стало відомо, що МВФ запропонує Україні замість програми розширеного фінансування програму stand-by. Але кошти, які Україна отримує по цій програмі протягом 2020 и 2021 років, ідентичні тим, які би ми отримали по програмі розширеного фінансування, тобто близько $5 млрд».

## Результати діяльності за 2019 рік і плани на майбутнє
ПриватБанк має бути проданий державою приватному інвестору до 2024 року. За результатами 2019 року чистий прибуток ПриватБанку склав 1,5 млрд доларів США. Це абсолютний рекорд в історії українського банківського сектора.